# Saint-Pol-de-Léon
Pour les articles homonymes, voir Pol.
Saint-Pol-de-Léon [sɛ̃ pɔl də leɔ̃] est une commune française du département du Finistère, en région Bretagne.
En bordure de la Manche, Saint-Pol-de-Léon est une ancienne cité épiscopale, capitale historique de l'évêché de Léon. Entre l'Armor et l'Argoat, son riche patrimoine se marie avec la mer sur la côte nord du Finistère et les champs de légumes. Capitale de la Ceinture dorée, c'est la première zone légumière de Bretagne.

## Géographie

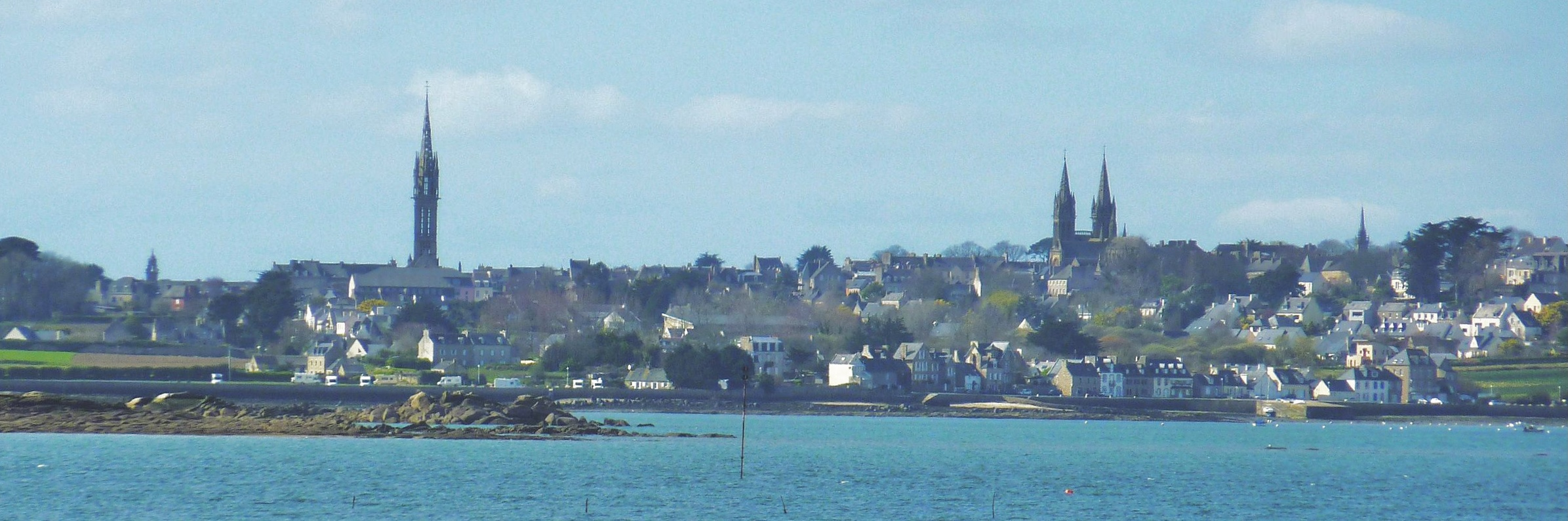
Vue depuis l'île Callot de Carantec : à gauche la flèche du Kreisker, à droite les deux flèches de la cathédrale, au premier plan le port de Pempoul.

### Localisation
Saint-Pol-de-Léon est située sur le littoral nord de la Bretagne, en bordure de la Manche, à l'entrée de la baie de Morlaix face à l'île Callot, un peu au sud de Roscoff. Elle s'étend sur 2 343 hectares et possède 13 km de côtes. Elle se situe à 20 kilomètres au nord-ouest de Morlaix.
Elle fait partie du pays de Léon et elle est l'ancienne capitale de l'évêché de Léon. L'ancienne paroisse comprenait originellement les territoires de la commune actuelle ainsi que ceux de Santec et de Roscoff, réunis sous le Minihy du Léon. On y parle le breton léonard et le français.
Les communes limitrophes sont  Plougoulm, Plouénan, Roscoff et Santec.
| - OpenStreetMap Limite communale. |

Saint-Pol est limitrophe, au nord des communes de Roscoff et Santec, au sud de Plouénan, au sud-ouest de Mespaul et à l'ouest Plougoulm et Sibiril. La baie de Morlaix borde tout le littoral est. En 1927, le Pont de la Corde sur la Penzé (en béton armé avec une arche centrale de 114 mètres de portée) relie la localité à Carantec.
| Santec             | Roscoff           | Baie de Morlaix          |
| Plougoulm, Sibiril | Saint-Pol-de-Léon | Baie de Morlaix Carantec |
| Mespaul            | Plouénan          | Henvic                   |

La commune fait partie traditionnellement du pays chikolodenn, initialement le nom de la coiffe portée par les femmes de la région de Saint-Pol-de-Léon. La coiffe chikolodenn se compose d'un petit bonnet qui enveloppe le chignon et d'une large bande qui descend bien en dessous du menton comme un collier, mais qui peut aussi être épinglée en son milieu sur le bonnet pour former deux boucles de part et d'autre de la tête, comme un huit horizontal.

### Géologie et relief

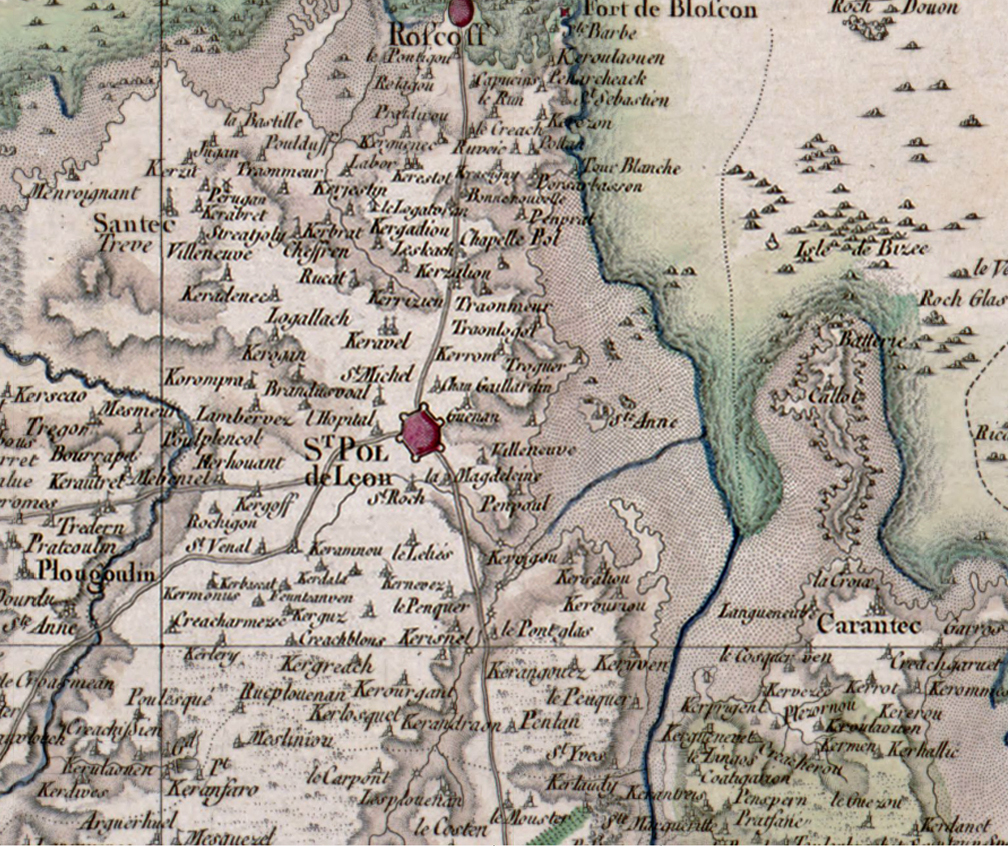
Carte de Cassini vers 1783.

Elle est bornée à l'ouest par la rivière de l'Horn et à l'est par la ria de la Penzé.
Les gneiss de Lesneven couvrent une grande partie de la commune. Les autres roches sont les foncées, les granites, les schistes (micacés et grenatifères) et les amphibolites. Le limon, d'origine périglaciaire, a donné aux paysages des contours adoucis.
La commune appartient à la Ceinture Dorée, ce dépôt lœssique de trente à soixante centimètres de profondeur, formé après la Devensien par les déjections friables et les moraines du bord de la calotte glaciaire, dont la fertilité, quoiqu'il soit plus de mille fois plus mince, ne se compare qu'à celui de la plaine du fleuve Jaune. Sainte-Anne est un tombolo et une île formée de deux rochers granitiques réunis par une plate-forme de head qui se rétrécit jusqu'à disparaître complètement au nord-est de l'île où la roche plonge à pic dans la mer. La Groue, isthme sédimentaire, reste un lieu ténu mais solide entre l'îlot Sainte-Anne et le continent.

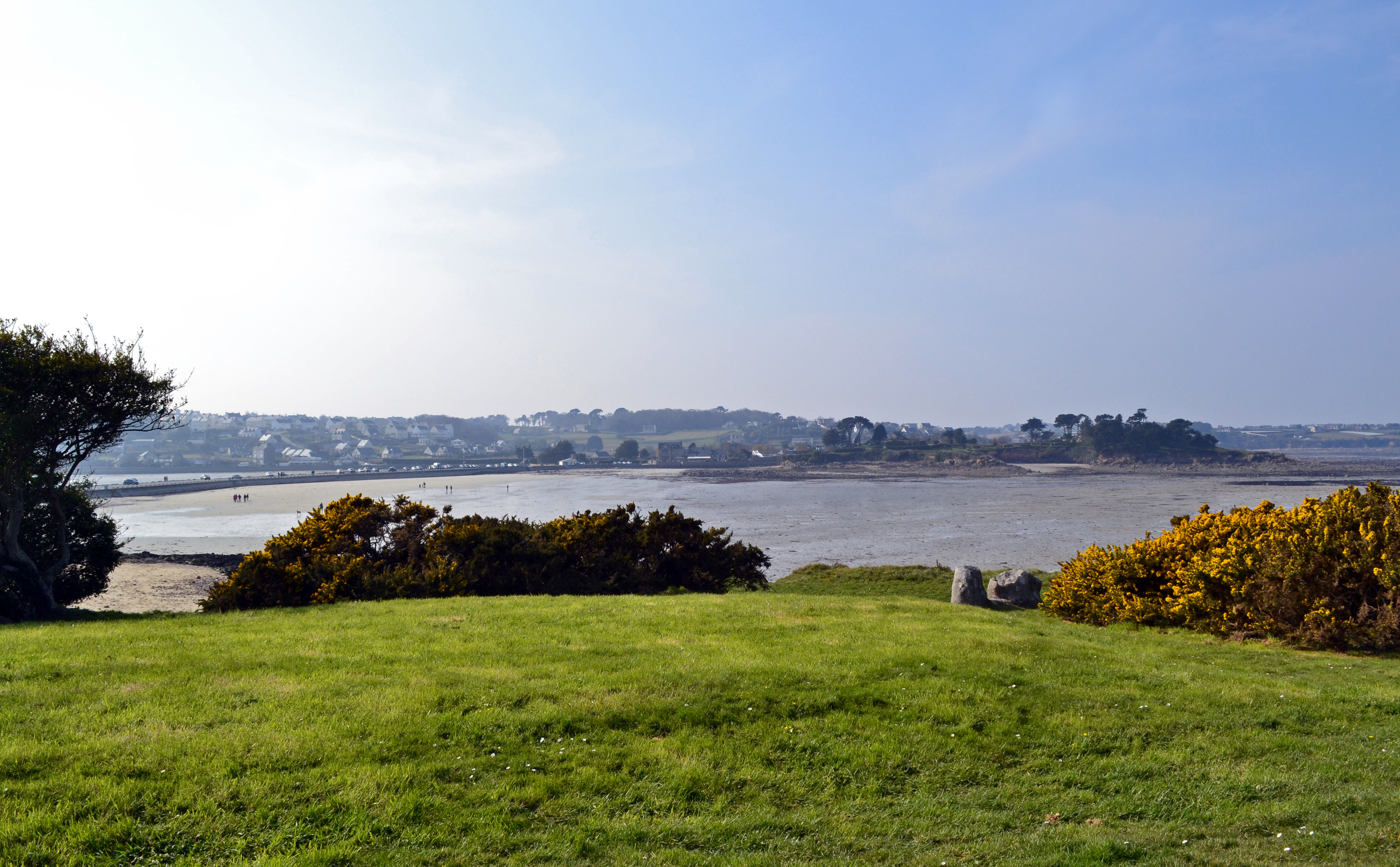
Vue vers les plages et le port de Roscoff depuis l'îlot Sainte-Anne.
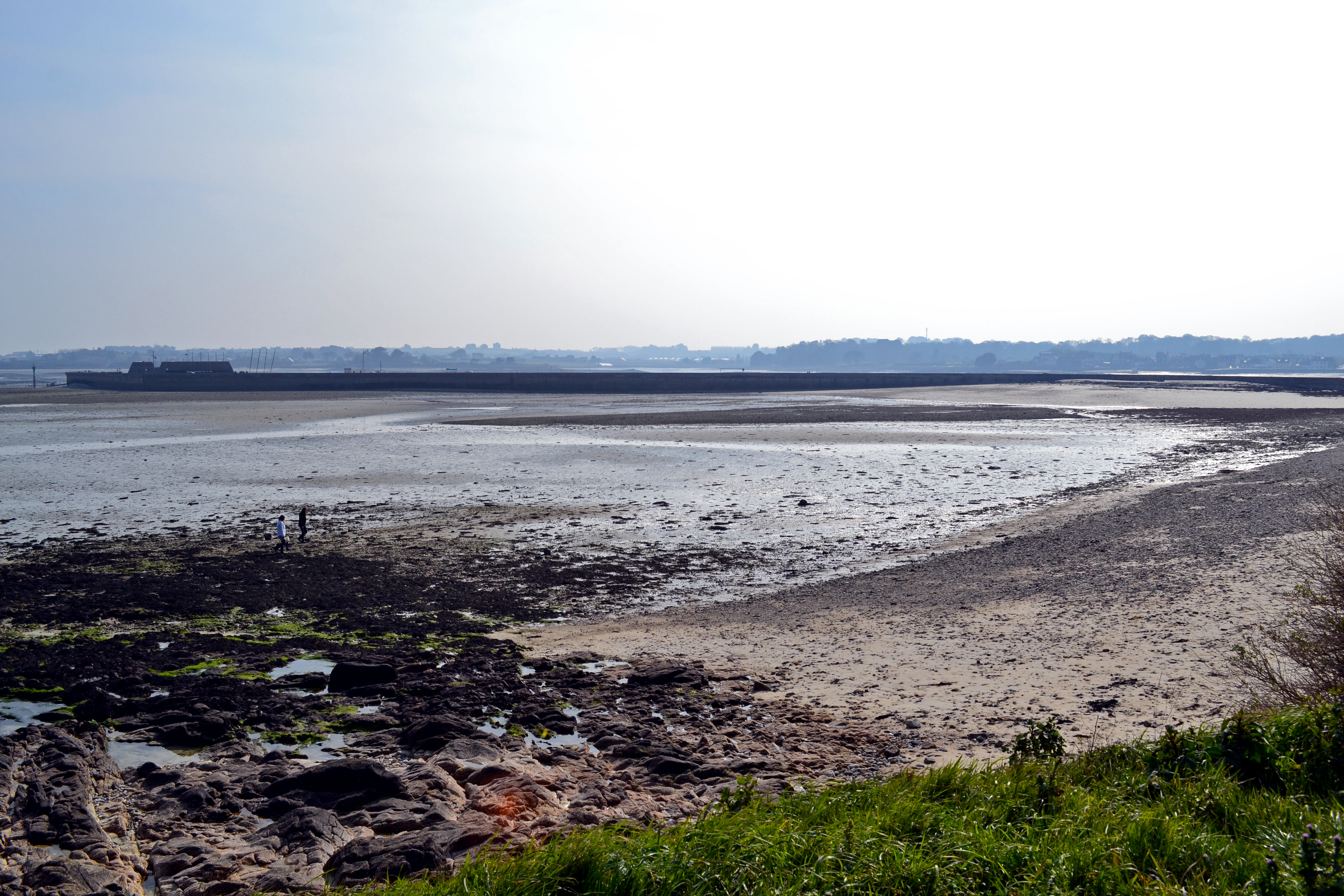
La Groue avec au bout le Centre Nautique de Saint-Pol-de-Léon.
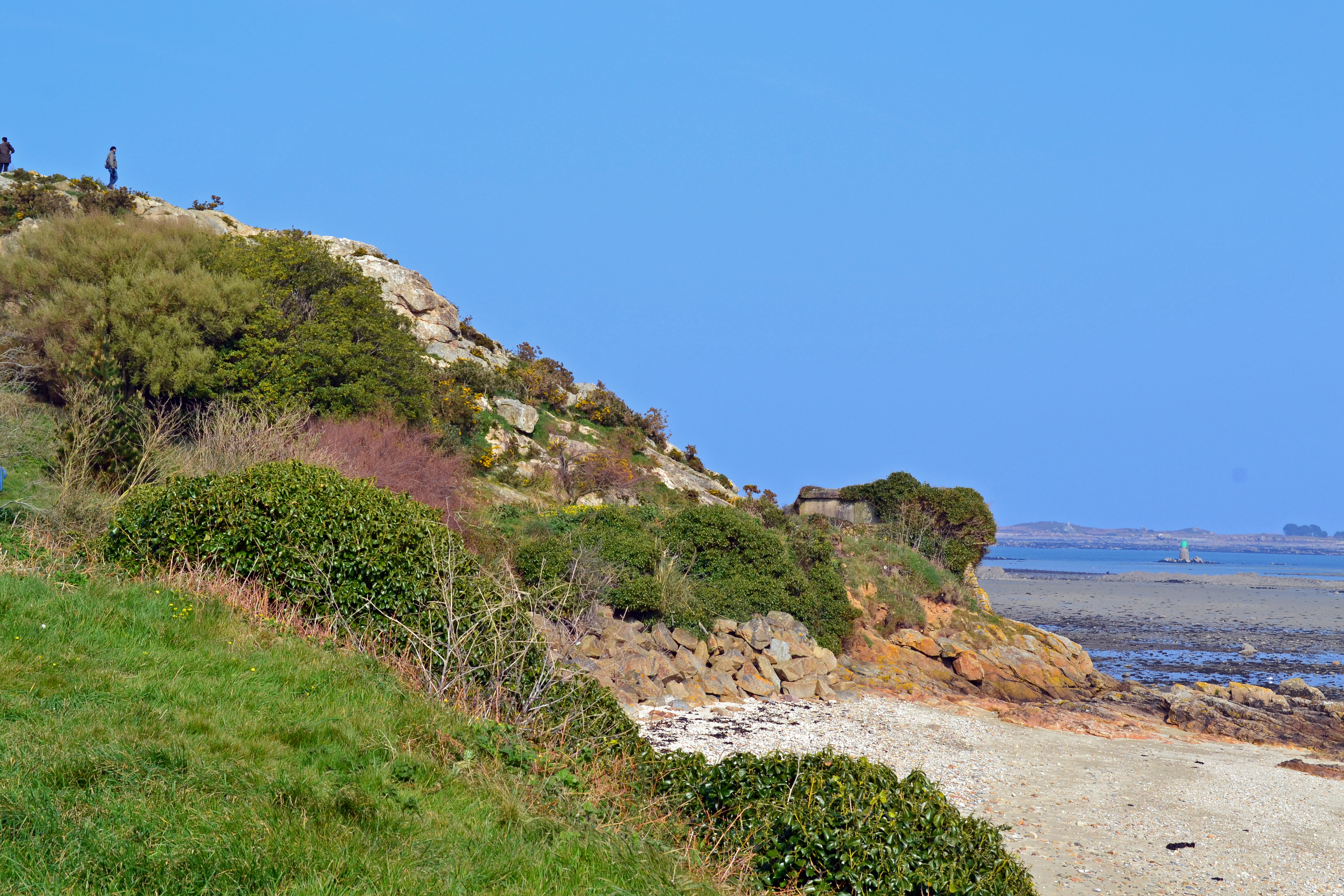
Plage près du rocher du Guet sur l'îlot de Saint-Anne.
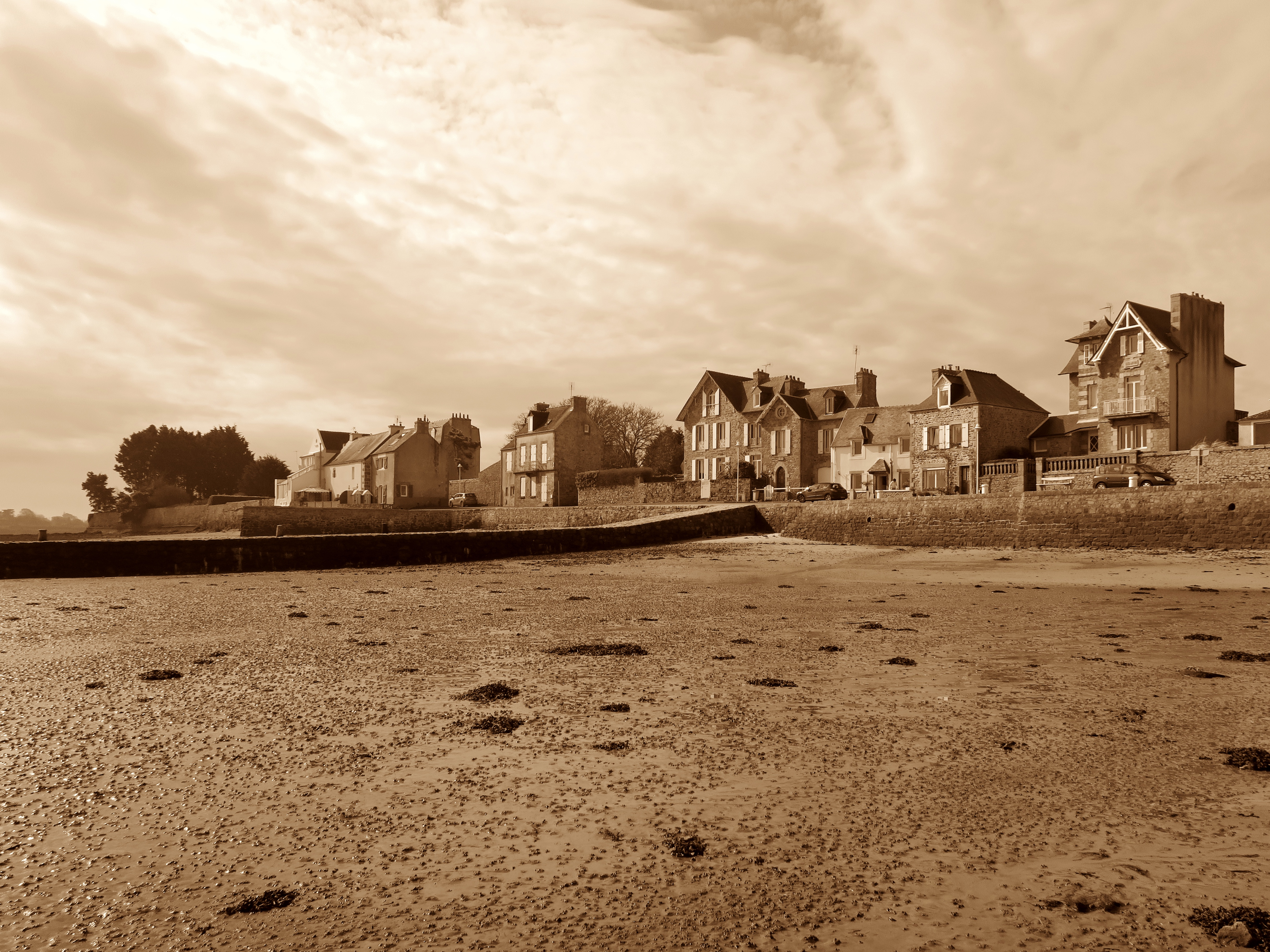
Le port de Pempoul.
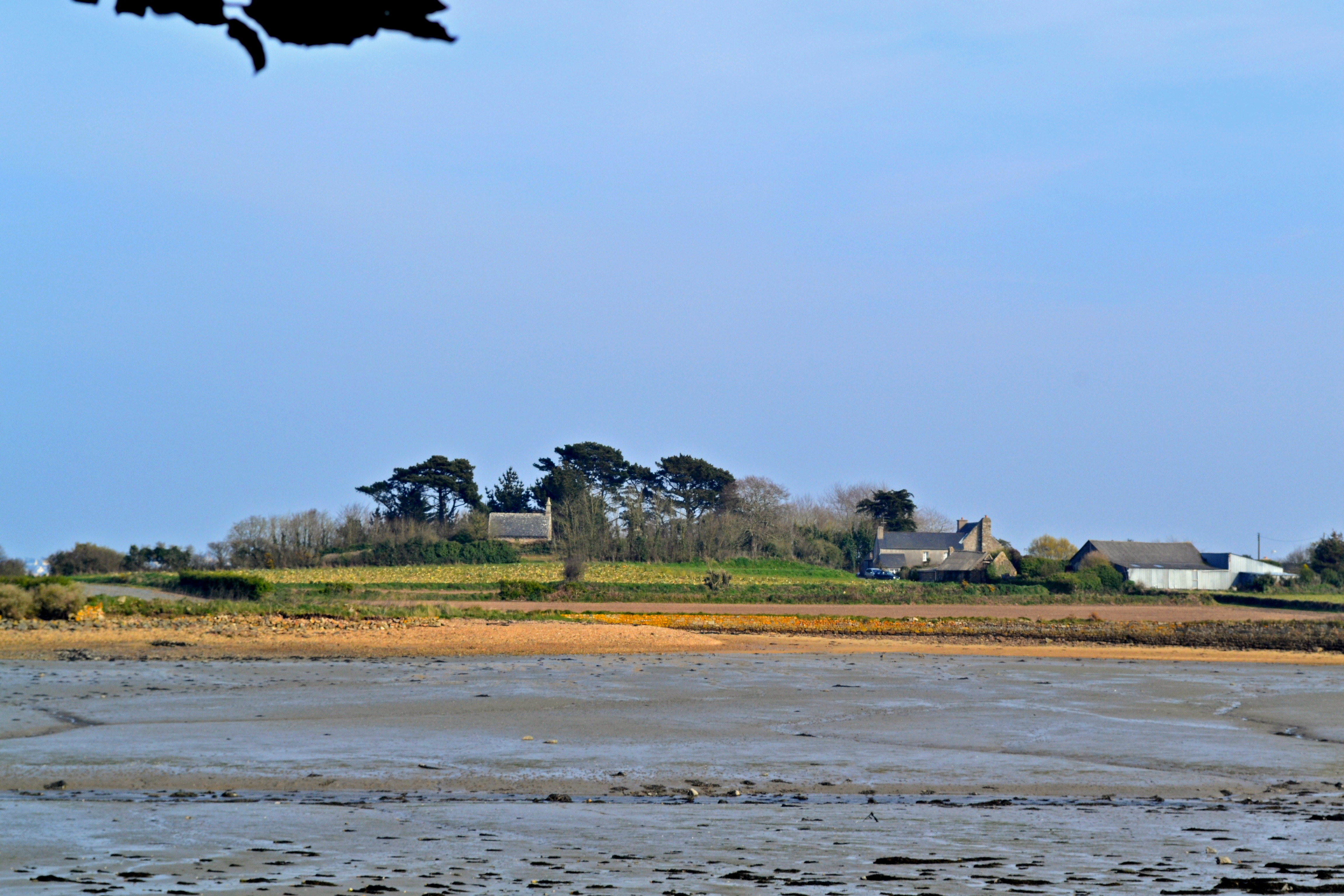
L'étang du Petit Nice et la chapelle Saint-Charles-Borromée.
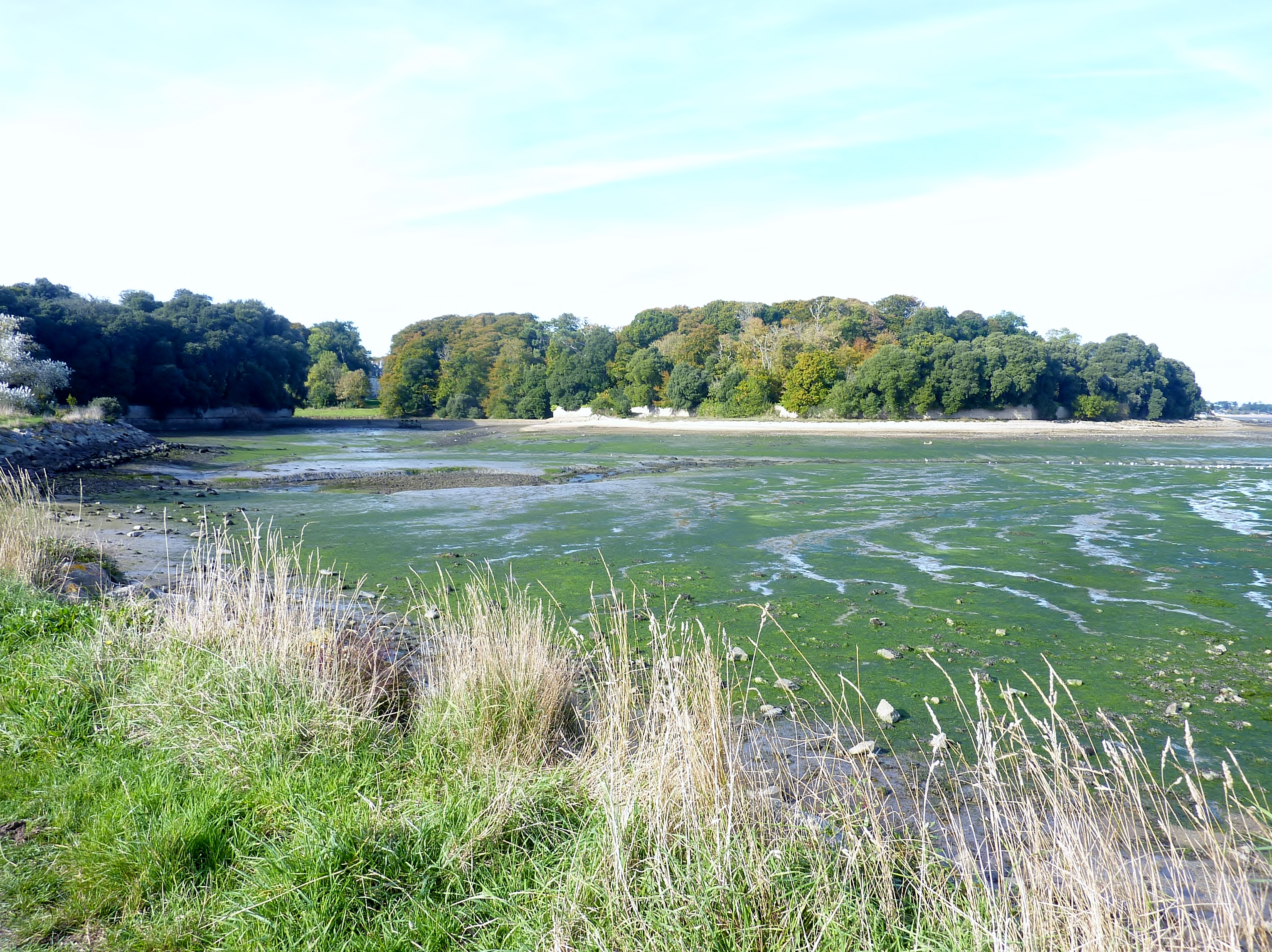
L'anse de Vilin Vraz et le parc du château de Kernévez vus depuis la pointe de Kerrigou.
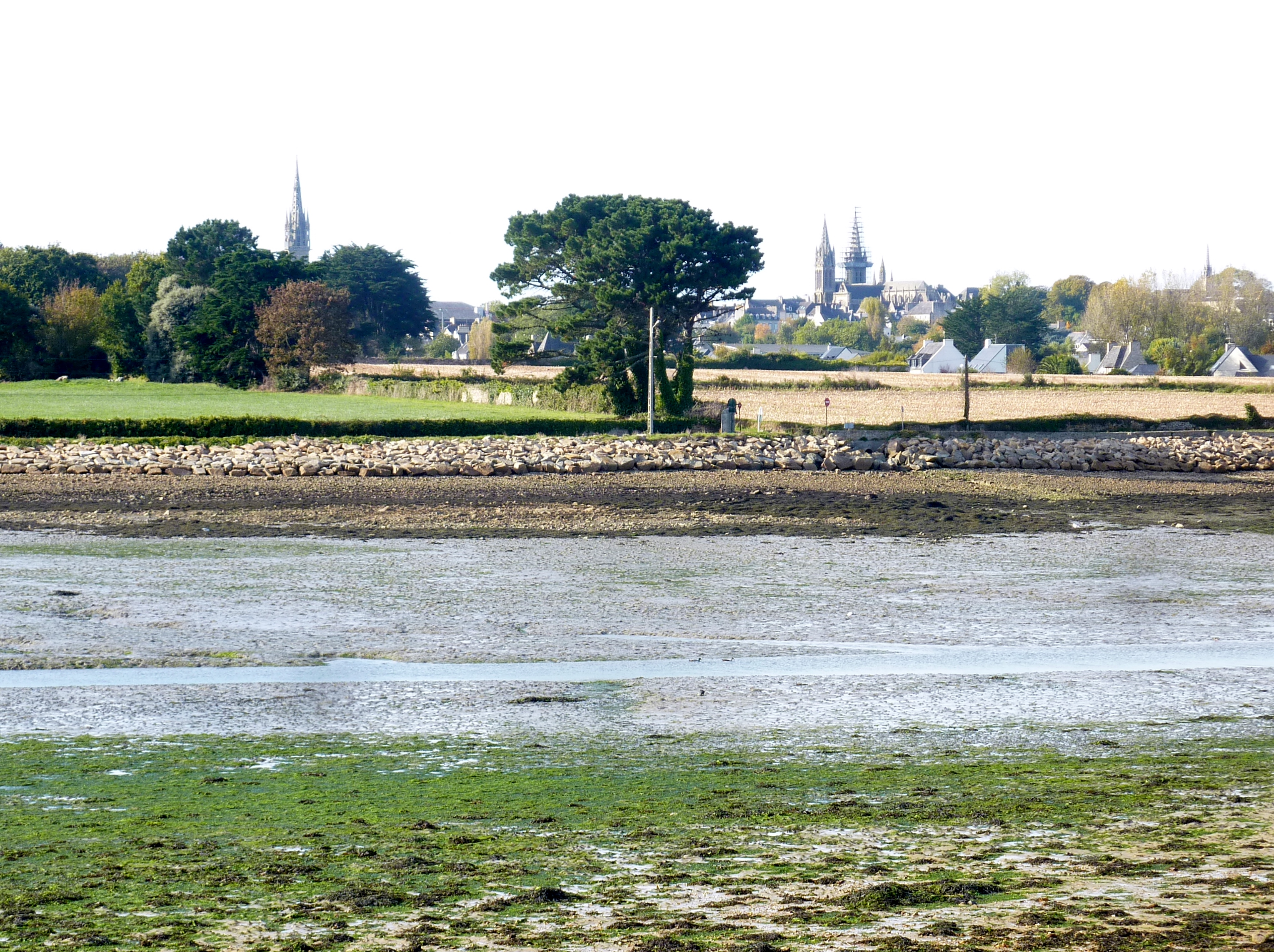
Saint-Pol-de-Léon vu depuis la pointe de Kerrigou.
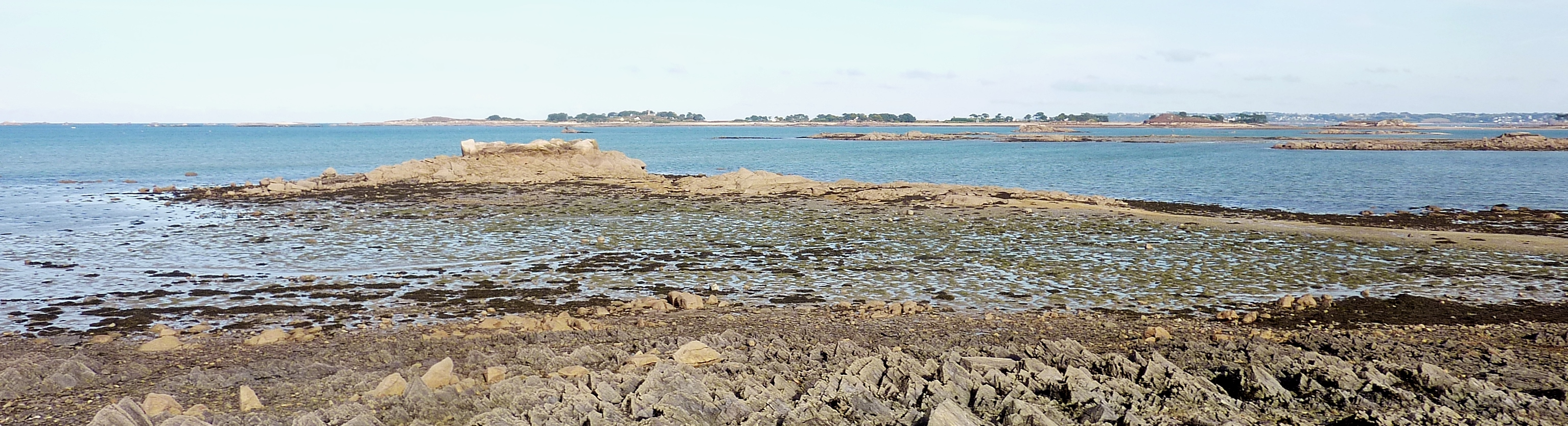
L'Île Blanche et, à l'arrière-plan, l'Île Callot (en Carantec) vues depuis la Pointe du Bouillennou.
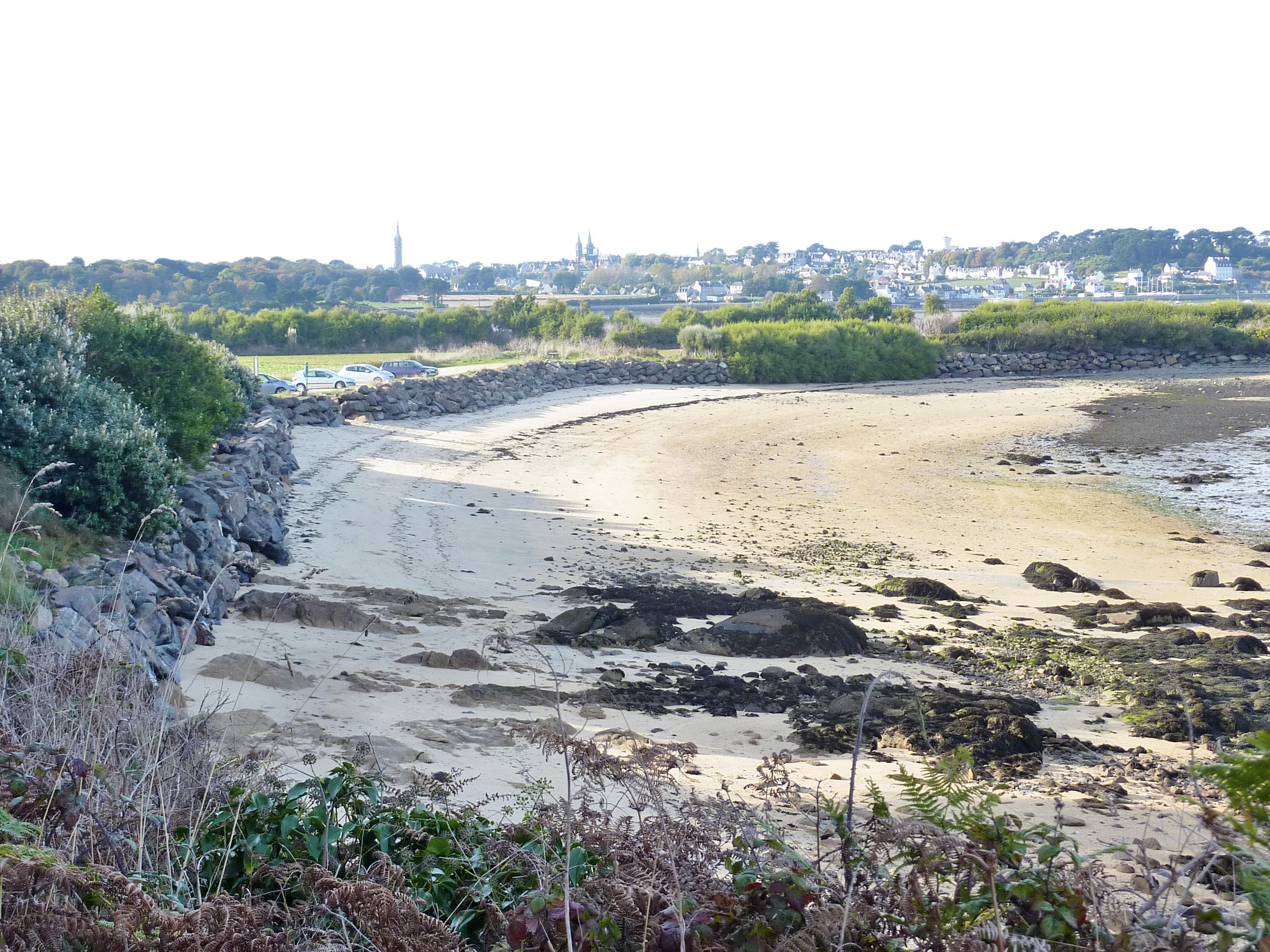
La plage entre la Pointe Saint-Jean et la pointe du Bouillennou ; à l'arrière-plan la ville de Saint-Pol-de-Léon.
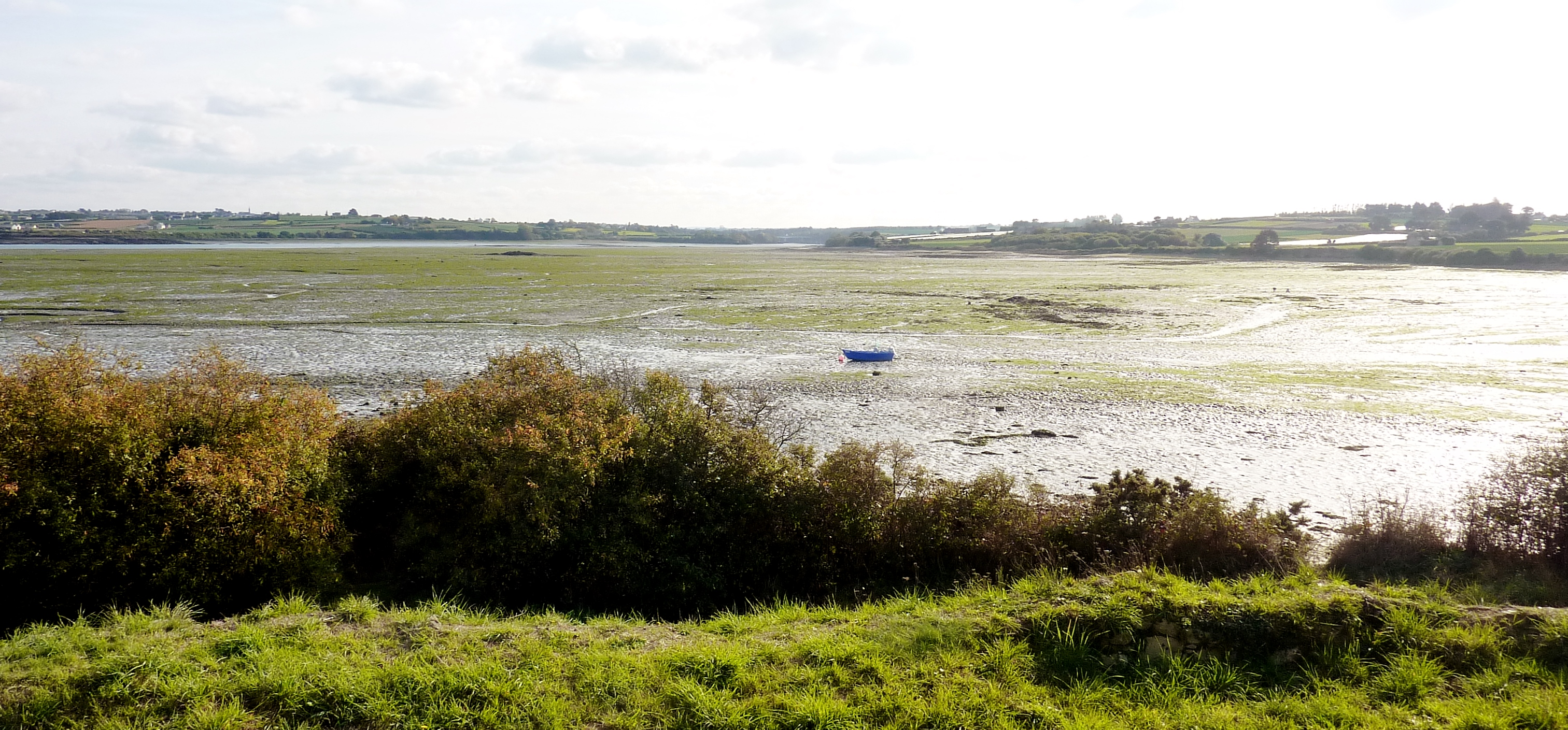
L'estuaire de la Penzé à marée basse : vue vers l'amont depuis la Pointe Saint-Jean.

L'altitude moyenne dans la commune est de 29 mètres avec une altitude minimale de 0 mètre et maximale de 57 mètres.

### Hydrographie
Pour un article plus général, voir Réseau hydrographique du Finistère.
La commune est située dans le bassin Loire-Bretagne. Elle est drainée par l'Horn et divers autres petits cours d'eau,.
L'Horn, d'une longueur de 27 km, prend sa source dans la commune de Plouvorn et se jette  dans la Manche à Plougoulm, après avoir traversé sept communes. 

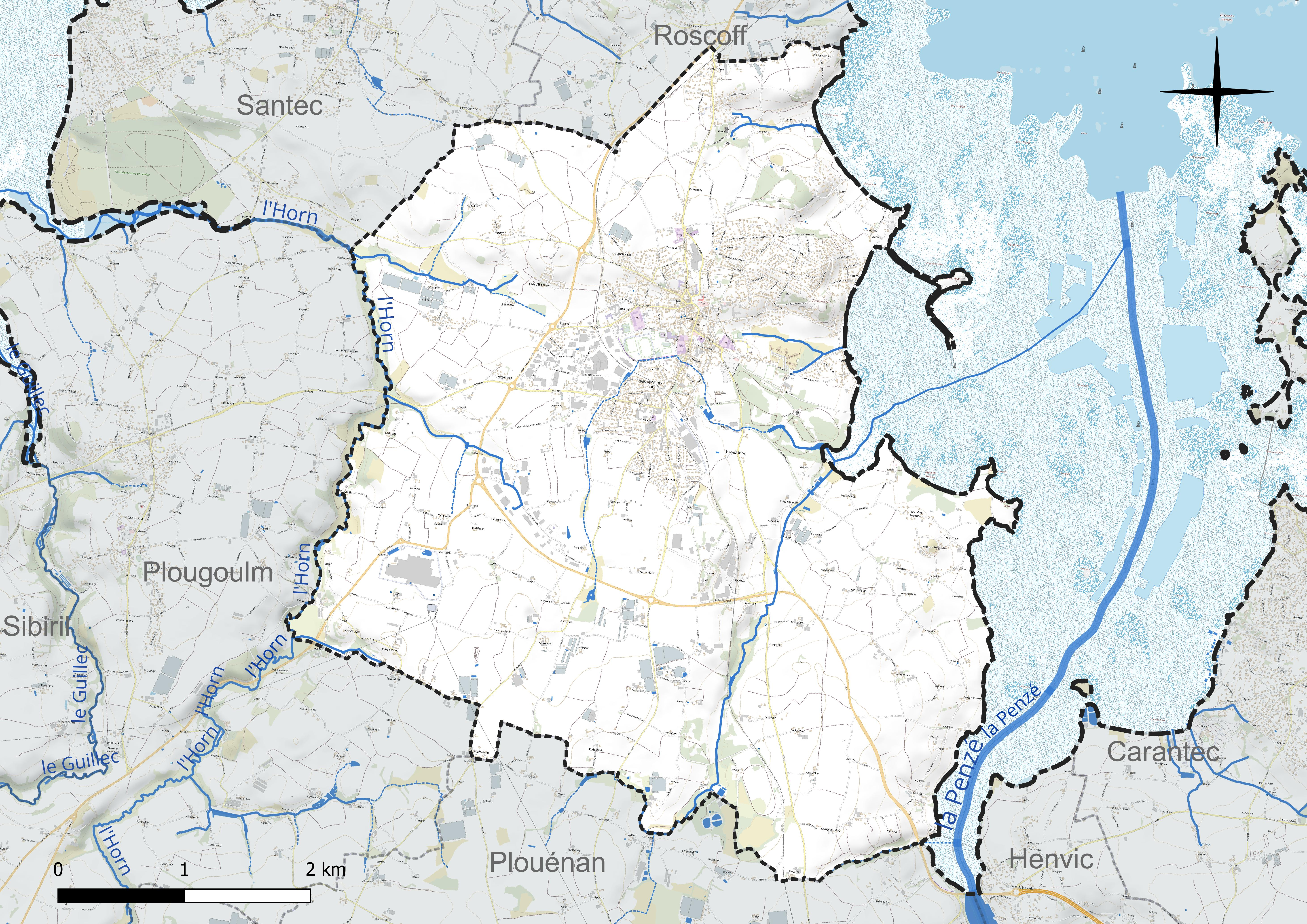
Réseau hydrographique de Saint-Pol-de-Léon.

#### Risque de submersion marine
Suivant notamment l'étude Éléments pour une politique départementale du littoral finistérien contre la mer (novembre 1985), Saint-Pol a été identifié comme commune exposée au risque de submersion marine, et simultanément donnant lieu à une érosion littorale. Depuis février 2007, elle a élaboré un plan de prévention du risque inondation par « submersion marine » (PPR-SM). Deux zones bleues (aléa réduit) ont été identifiées au quai de Pempoul et à la grève de Kervigou. La ville disposait d'une école d'hydrographie pour les élèves de la Marine au sein de la maison Prébendale, de 1791 à 1799.

### Climat
Le climat, de type océanique, est influencé par la proximité immédiate de la mer qui induit, par rapport à l'intérieur des terres, une moyenne de température annuelle plus douce et des précipitations moins abondantes. Les vents dominants sont de secteur ouest-nord-ouest, sauf en période estivale où les vents de nord-est sont fréquents. L'ensoleillement est en moyenne de 1 586 heures par an (moyenne nationale de 1 819 heures par an) et la quantité de pluie de 1 252 mm par an (moyenne nationale de 895 mm par an).
Le climat qui caractérise la commune est qualifié, en 2010, de « climat océanique franc », selon la typologie des climats de la France qui compte alors huit grands types de climats en métropole. En 2020, la commune ressort du type « climat océanique » dans la classification établie par Météo-France, qui ne compte désormais, en première approche, que cinq grands types de climats en métropole. Ce type de climat se traduit par des températures douces et une pluviométrie relativement abondante (en liaison avec les perturbations venant de l'Atlantique), répartie tout au long de l'année avec un léger maximum d'octobre à février.
Les paramètres climatiques qui ont permis d'établir la typologie de 2010 comportent six variables pour les températures et huit pour les précipitations, dont les valeurs correspondent à la normale 1971-2000. Les sept principales variables caractérisant la commune sont présentées dans l'encadré ci-après.
| Paramètres climatiques communaux sur la période 1971-2000 - Moyenne annuelle de température : 11,5 °C - Nombre de jours avec une température inférieure à −5 °C : 0,3 j - Nombre de jours avec une température supérieure à 30 °C : 0,3 j - Amplitude thermique annuelle : 9,6 °C - Cumuls annuels de précipitation : 905 mm - Nombre de jours de précipitation en janvier : 15,5 j - Nombre de jours de précipitation en juillet : 7,6 j |

Avec le changement climatique, ces variables ont évolué. Une étude réalisée en 2014 par la direction générale de l'Énergie et du Climat complétée par des études régionales prévoit en effet que la température moyenne devrait croître et la pluviométrie moyenne baisser, avec toutefois de fortes variations régionales. Ces changements peuvent être constatés sur la station météorologique de Météo-France la plus proche, « Sibiril S A », dans la commune de Sibiril, mise en service en 1988 et qui se trouve à 6 km à vol d'oiseau,, où la température moyenne annuelle est de 11,7 °C et la hauteur de précipitations de 923,6 mm pour la période 1981-2010.
Sur la station météorologique historique la plus proche, « Landivisiau », dans la commune de Saint-Servais, mise en service en 1966 et à 23 km, la température moyenne annuelle évolue de 11 °C pour la période 1971-2000, à 11,2 °C pour 1981-2010, puis à 11,5 °C pour 1991-2020.

### Voies de communication et transports

#### Voies routières
La route départementale D58 (voie express) relie Morlaix au pont de la Corde (Henvic). Saint-Pol se trouve ensuite à environ 5 km, toujours par cette route qui la contourne avant d'aller rejoindre Roscoff. Saint-Pol-de-Léon est à 550 km de Paris, 200 km de Rennes et 60 km de Brest.
La route départementale D788 relie Saint-Pol-de-Léon à Brest et Quimper.

#### Transports

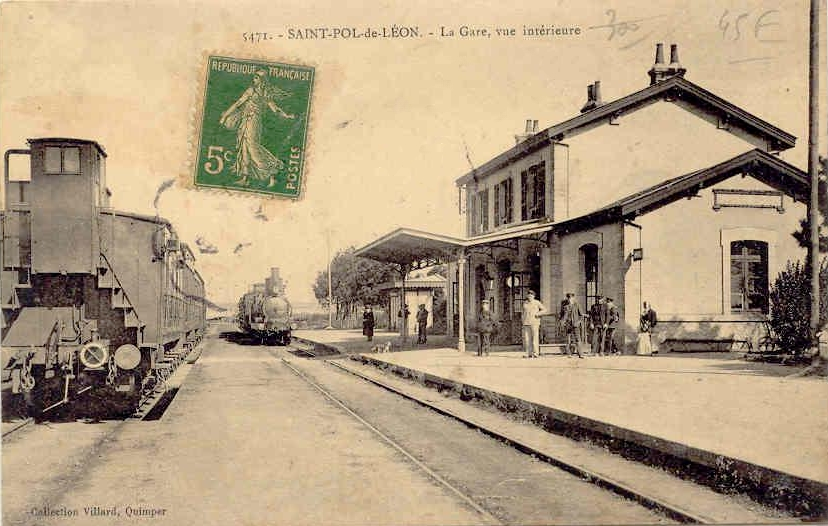
Gare de Saint-Pol vers 1900.

- Transport ferroviaire : la ville dispose d'une ancienne gare SNCF (gare de Saint-Pol-de-Léon). La gare a énormément évolué depuis une vingtaine d'années. Elle a été longtemps entre les décennies 1950 et 1980 la première gare légumière d'Europe. Elle se trouve au sud de la ville. La ligne de Morlaix à Roscoff est suspendue depuis juin 2018, une inondation ayant emporté un tronçon de l'emprise ferroviaire et bloqué la circulation des trains. Des discussions et études sont menées depuis 2018 pour la rétablir ou la transformer en voie verte[22].

- Transport maritime depuis Roscoff avec la Brittany Ferries (pour l'Angleterre, l'Irlande, l'Espagne). Saint-Pol est à 98 milles, soit 182 kilomètres, de Plymouth (six heures en ferry)[23].
- Transport routier, avec les cars du réseau départemental BreizhGo.
- Transport aérien, avec l'aéroport de Brest (60 km), l'aérodrome de Morlaix et la base de Landivisiau qui sont à une trentaine de kilomètres chacun.
- Bande cyclable entre Saint Pol de Léon et Roscoff. Parcours vélo fléché (la Littorale) le long de la Penzé et en plein champs à Trégondern (Vélodyssée, Vélomaritime). Deux circuits sont proposés : Saint-Pol-Roscoff-Santec ou Saint-Pol-Carantec-Morlaix.
- Randonnée : les sentiers de Grande Randonnée (GR 34 du littoral, circuit côtier à pied de 10 km). En été y sont organisées des « randonnées patrimoine ».

## Urbanisme

### Typologie
Au 1er janvier 2024, Saint-Pol-de-Léon est catégorisée petite ville, selon la nouvelle grille communale de densité à 7 niveaux définie par l'Insee en 2022.
Elle appartient à l'unité urbaine de Saint-Pol-de-Léon, une agglomération intra-départementale dont elle est ville-centre,. Par ailleurs la commune fait partie de l'aire d'attraction de Roscoff - Saint-Pol-de-Léon, dont elle est la commune-centre,. Cette aire, qui regroupe 9 communes, est catégorisée dans les aires de moins de 50 000 habitants,.
La commune, bordée par la Manche, est également une commune littorale au sens de la loi du 3 janvier 1986, dite loi littoral. Des dispositions spécifiques d'urbanisme s'y appliquent dès lors afin de préserver les espaces naturels, les sites, les paysages et l'équilibre écologique du littoral, tel le principe d'inconstructibilité, en dehors des espaces urbanisés, sur la bande littorale des 100 mètres, ou plus si le plan local d'urbanisme le prévoit.

### Occupation des sols
L'occupation des sols de la commune, telle qu'elle ressort de la base de données européenne d'occupation biophysique des sols Corine Land Cover (CLC), est marquée par l'importance des territoires agricoles (77,1 % en 2018), en diminution par rapport à 1990 (81,7 %). La répartition détaillée en 2018 est la suivante :
terres arables (58,5 %), zones agricoles hétérogènes (16,2 %), zones urbanisées (10,9 %), zones industrielles ou commerciales et réseaux de communication (4,8 %), espaces verts artificialisés, non agricoles (4,3 %), milieux à végétation arbustive et/ou herbacée (2,7 %), prairies (2,5 %), zones humides côtières (0,3 %). L'évolution de l'occupation des sols de la commune et de ses infrastructures peut être observée sur les différentes représentations cartographiques du territoire : la carte de Cassini (XVIIIe siècle), la carte d'état-major (1820-1866) et les cartes ou photos aériennes de l'IGN pour la période actuelle (1950 à aujourd'hui).

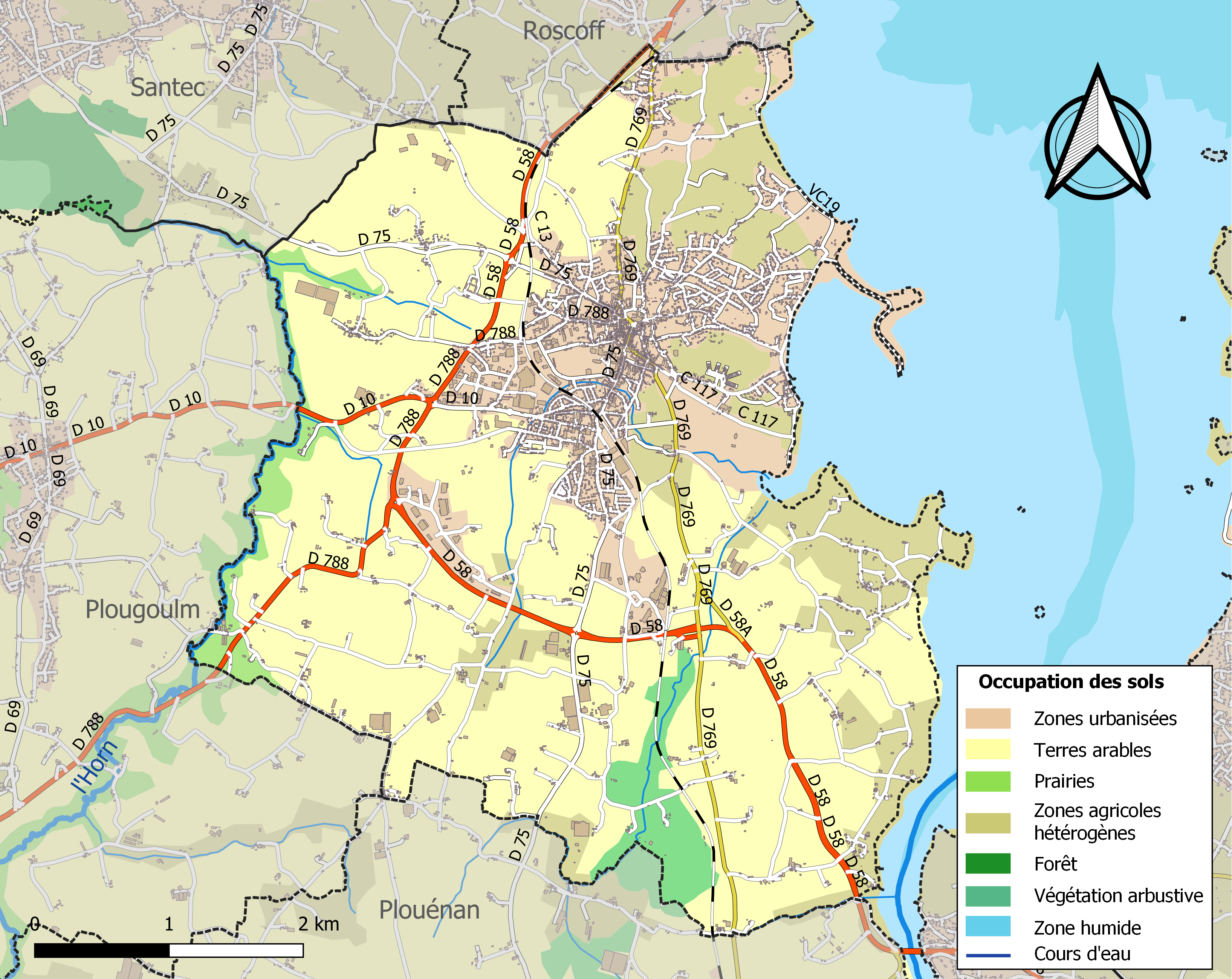
Carte des infrastructures et de l'occupation des sols de la commune en 2018 (CLC).

### Morphologie urbaine
La commune dispose d'un Plan d'occupation des sols (POS) approuvé le 06 octobre 1995. Il est renouvelé en 2012 au profit d'un Plan local d'urbanisme (PLU).
La ville de Saint-Pol est centrée autour de la cathédrale. Elle comporte près de 140 km de voiries :
- 27,175 km de voirie départementale (RD 10, 58, 75, 769, 788) ;
- 45,557 km de voirie communale ;
- 39,62 km de chemins ruraux ;
- 26,11 km de chemins piétons.

Au milieu du XXe siècle, les 3 667 habitants qui vivaient à la campagne étaient répartis en 130 hameaux. Les fermes du Minihy du Léon ont toujours été mieux conçues et plus propres que celles d'autres régions bretonnes. Les fermes dites « de Guébriant » s'inscrivaient dans un vaste programme de reconstruction de fermes préexistantes au XIXe siècle et dans une politique de rénovation visant à améliorer les conditions de travail et d'hygiène des agriculteurs.

### Logement
- Nombre total de logements en 2008 : 3 951
- Part des résidences principales en 2008 : 81,7 %
- Part des résidences secondaires (y compris les logements occasionnels) en 2008 : 7,9 %
- Part des logements vacants en 2008 : 10,4 %
- Part des ménages propriétaires de leur résidence principale en 2008 : 66,3 %

 : document utilisé comme source pour la rédaction de cet article. Dossier statistique complet de l'INSEE
L'esprit coopératif entre travailleurs modestes a donné lieu aux cités Castor dans la bruyère d'une falaise près de la côte. Dans le début des années 1950, Kéralivin est la première à dresser ses façades blanches, puis Ty Dour et Kervarqueu. En 1955, les travaux débutèrent pour édifier la dernière cité castor, Les Bruyères, sur les hauteurs désertes de Goarem Véguem… En 2005, de nouveaux terrains communaux à bâtir sont proposés au hameau de Pors-Pella. Les logements sociaux, gérés par l'Office habitat 29, comprennent les résidences Créach-Mikéal, Créach-ar-Léo, Kélou-Mad, Kéralivin, Létiez. Ils représentaient 11,21 % des logements en 2007. La maison de retraite de Kersaudy possède 181 lits.
En mars 2009, inauguration d'une résidence de tourisme, Les Roches, de 110 logements (600 lits) au Gourveau, près de la baie de Pempoul. Début 2012 construction d'un lotissement d'environ 110 logements sur le terrain communal de Kervarqueu. 

### Infrastructures
- État : gendarmerie, centre de secours, maison de retraite annexe du centre hospitalier de Morlaix.
- Commune : mairie dans l'Hôtel de ville (bâtiment classé), Office de tourisme, salle d'expositions, salle Michel Colombe, salle de spectacle et Théâtre Sainte Thérèse[37] (450 fauteuils en parterre et balcon), Cinéma Majestic[38], Médiathèque et espace multimédia[39], espace socio-culturel Ti Kastelliz, port de plaisance (avec mouillages sur corps morts)…

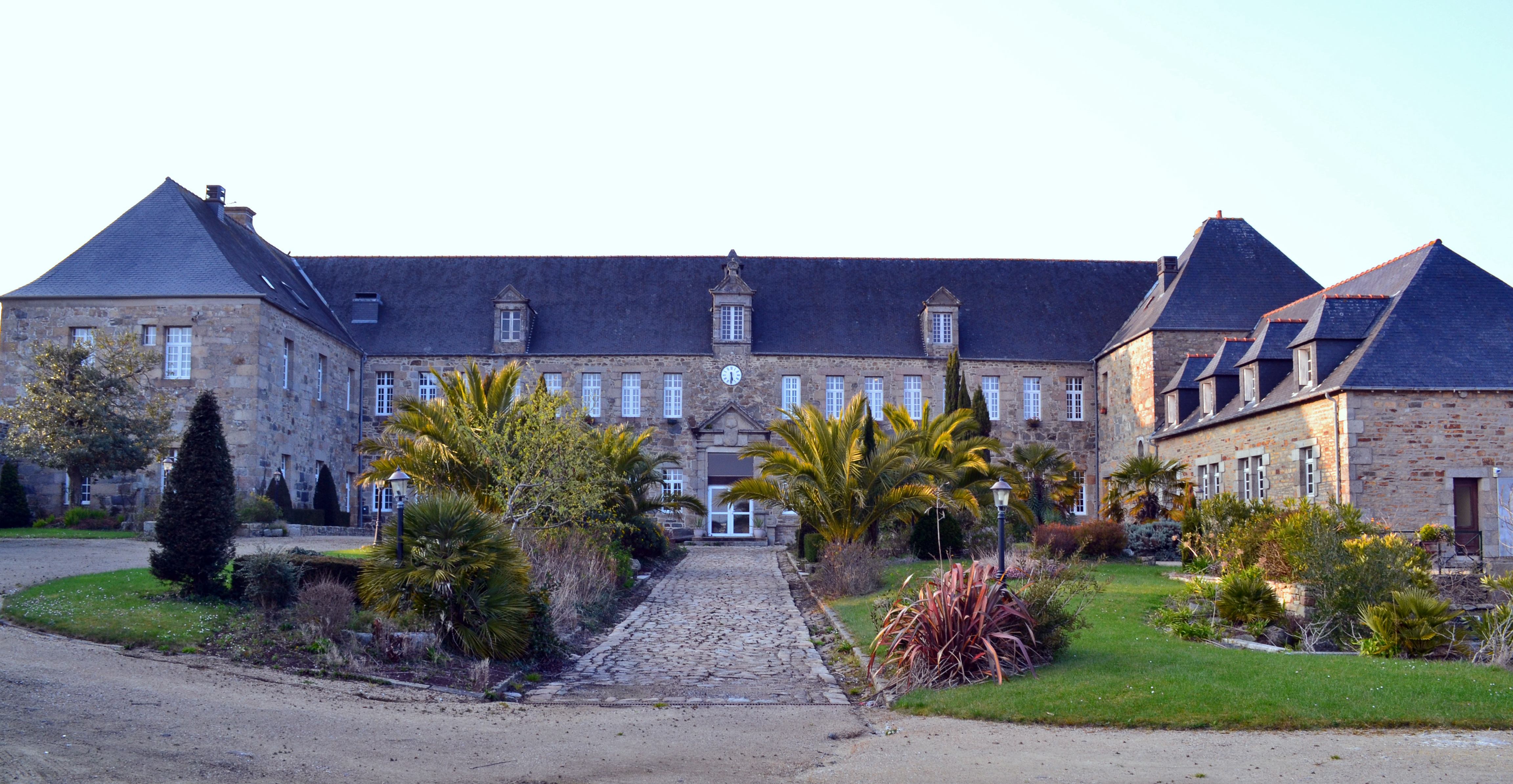
Maison de retraite (ancien hôpital).
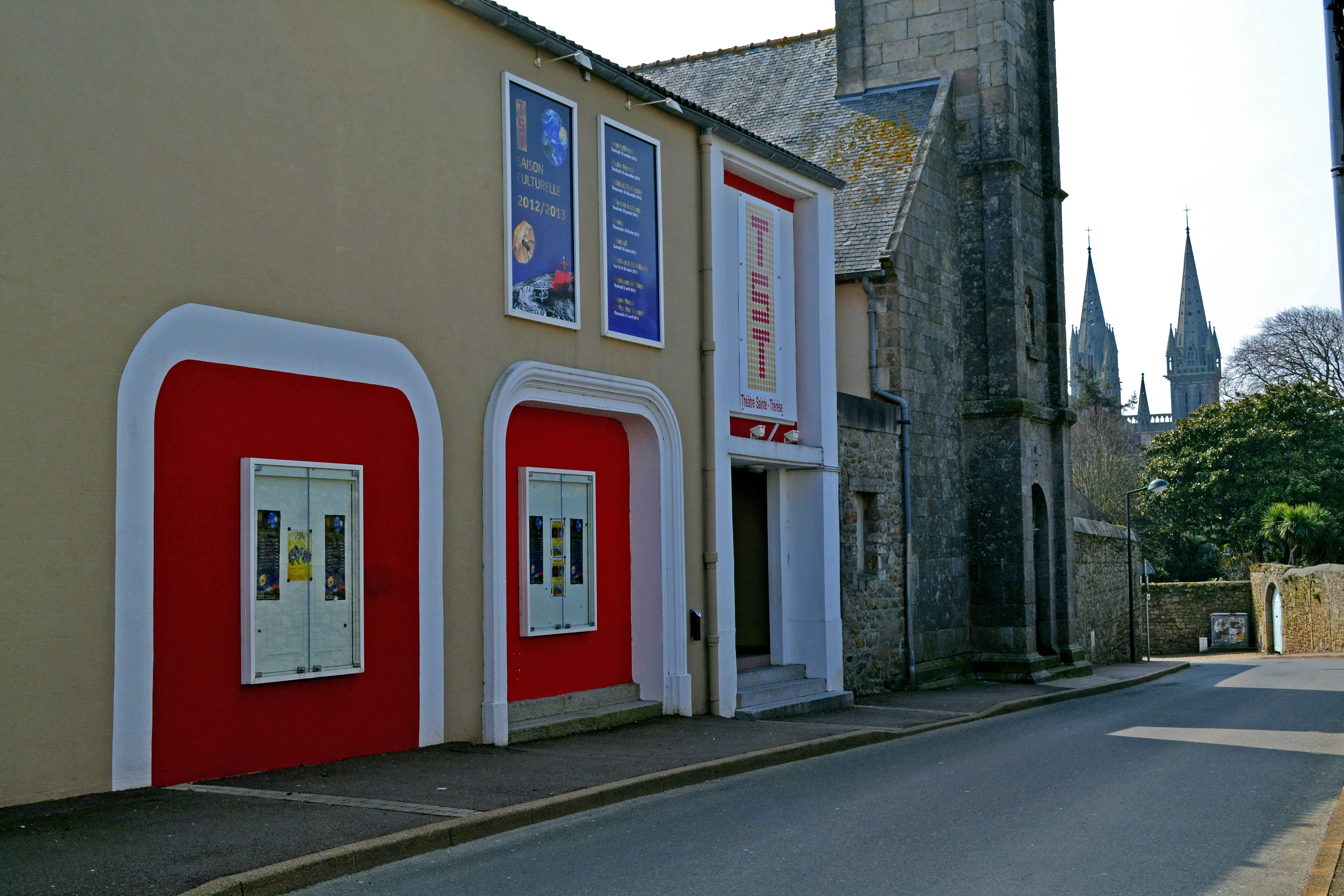
Théâtre Sainte Thérèse près de la chapelle Saint-Joseph.
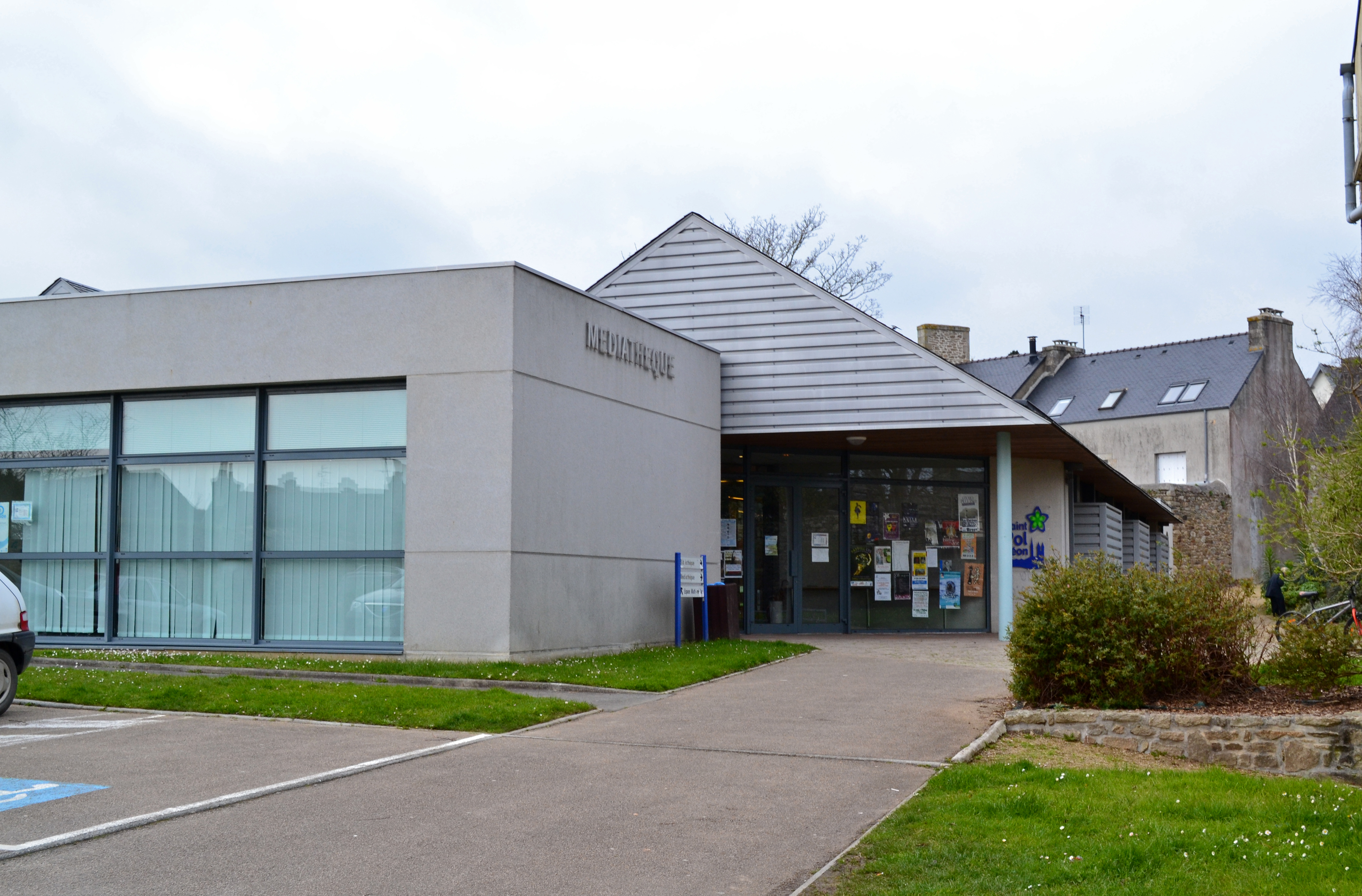
Médiathèque.
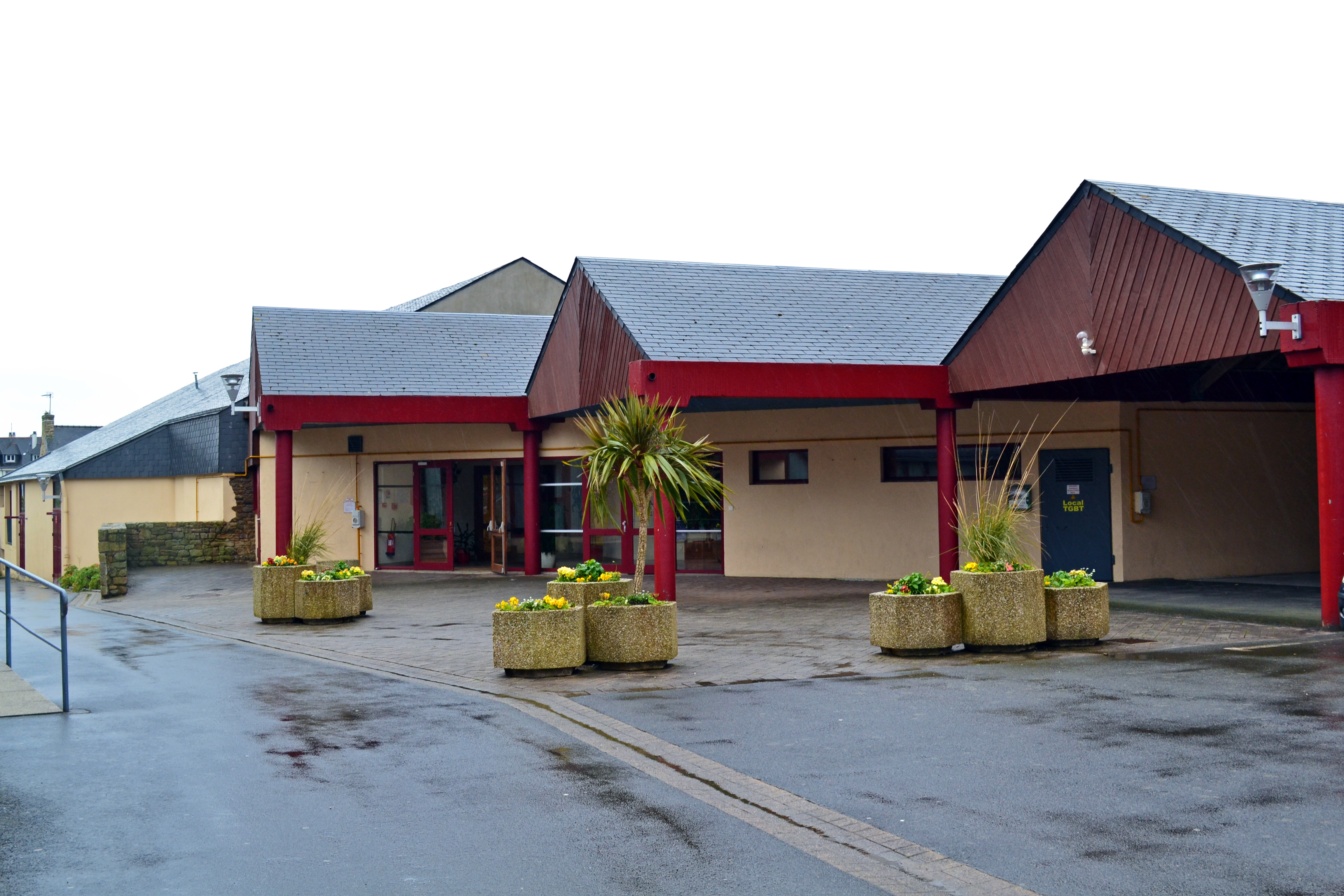
Salle municipale Michel-Colombe.
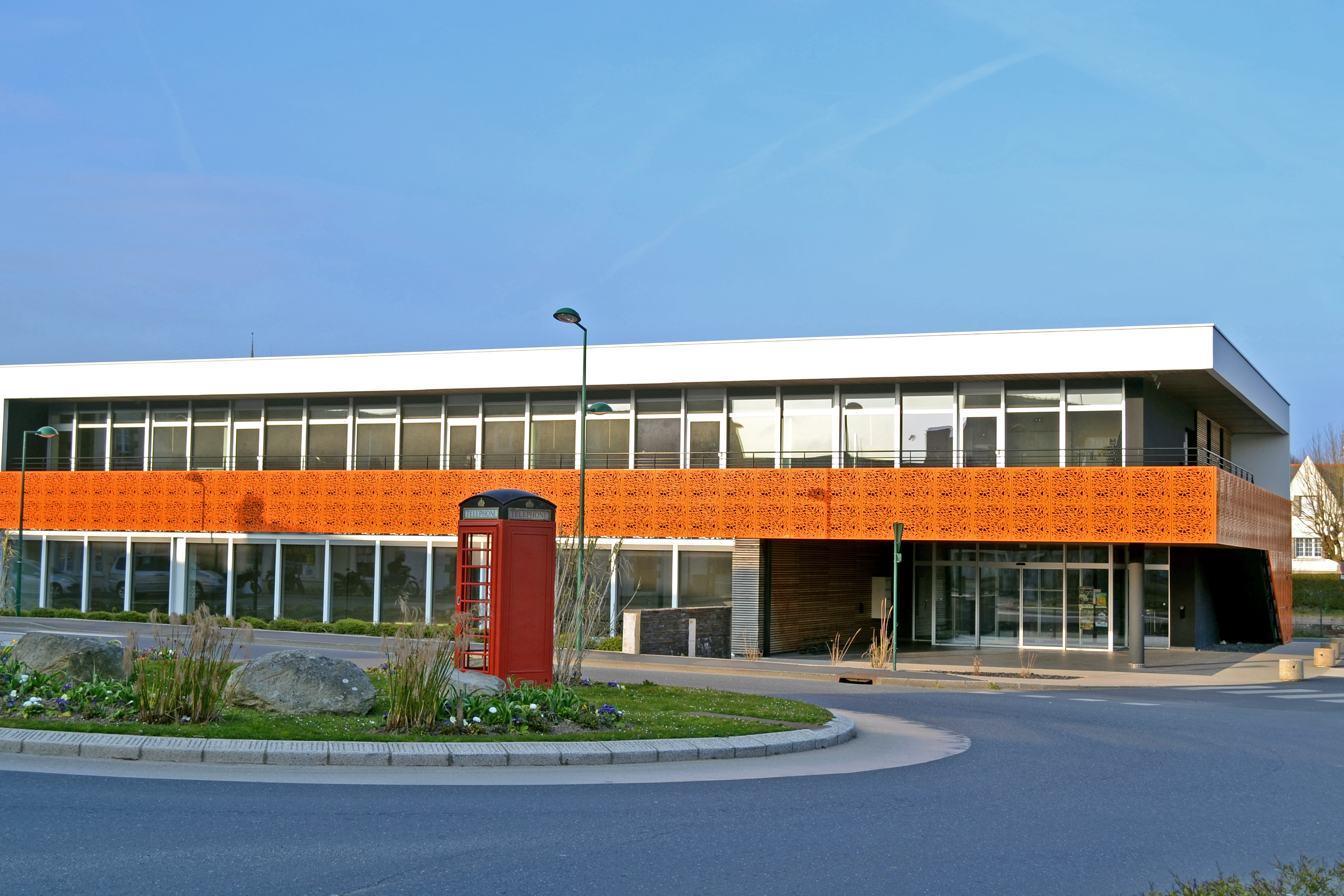
Espace socio-culturel Ti Kastelliz
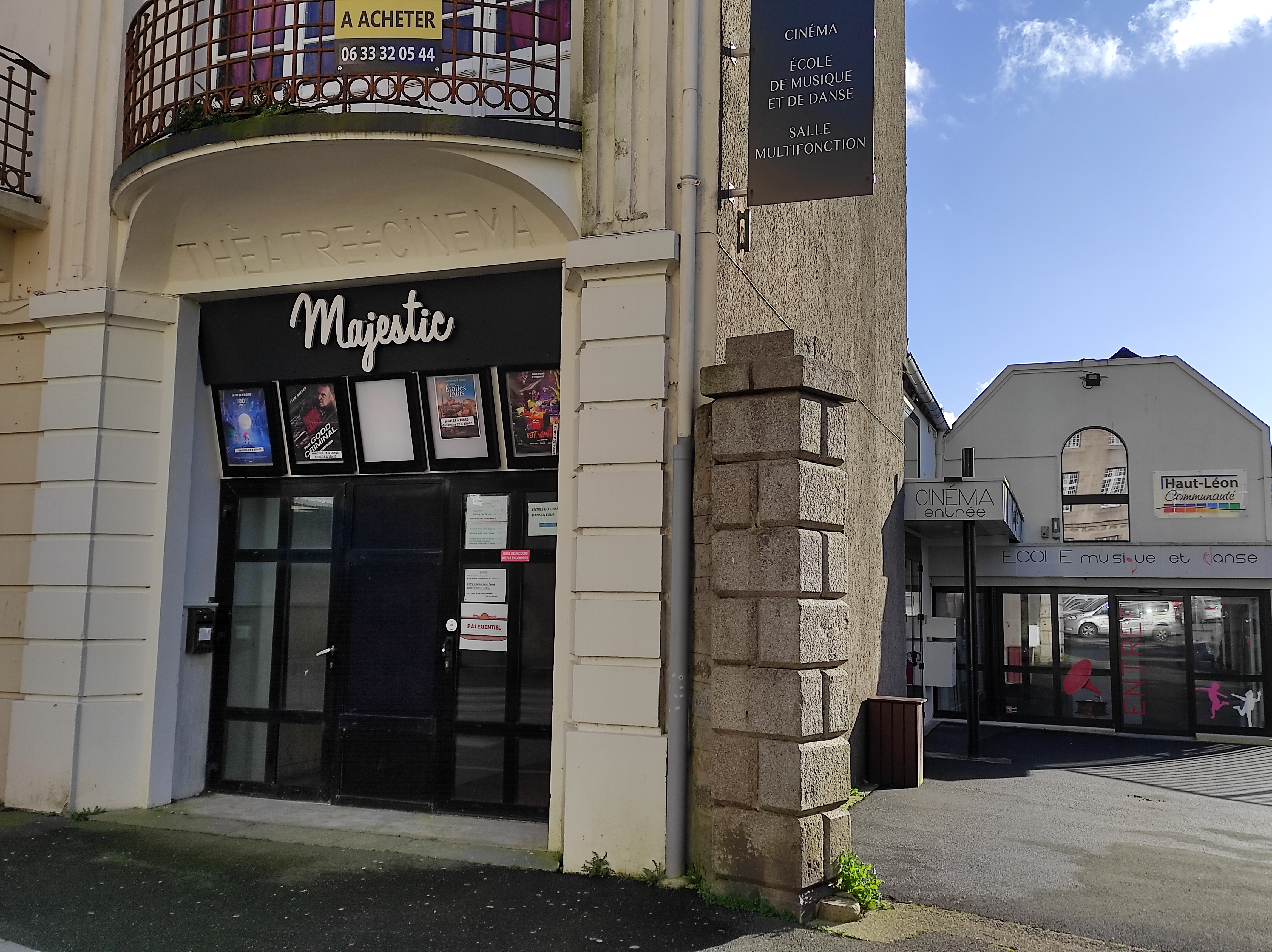
Cinéma associatif et école de musique et de danse.

- Intercommunalité : maison des services, piscine avec espace détente (sauna, hammam, jacuzzi).

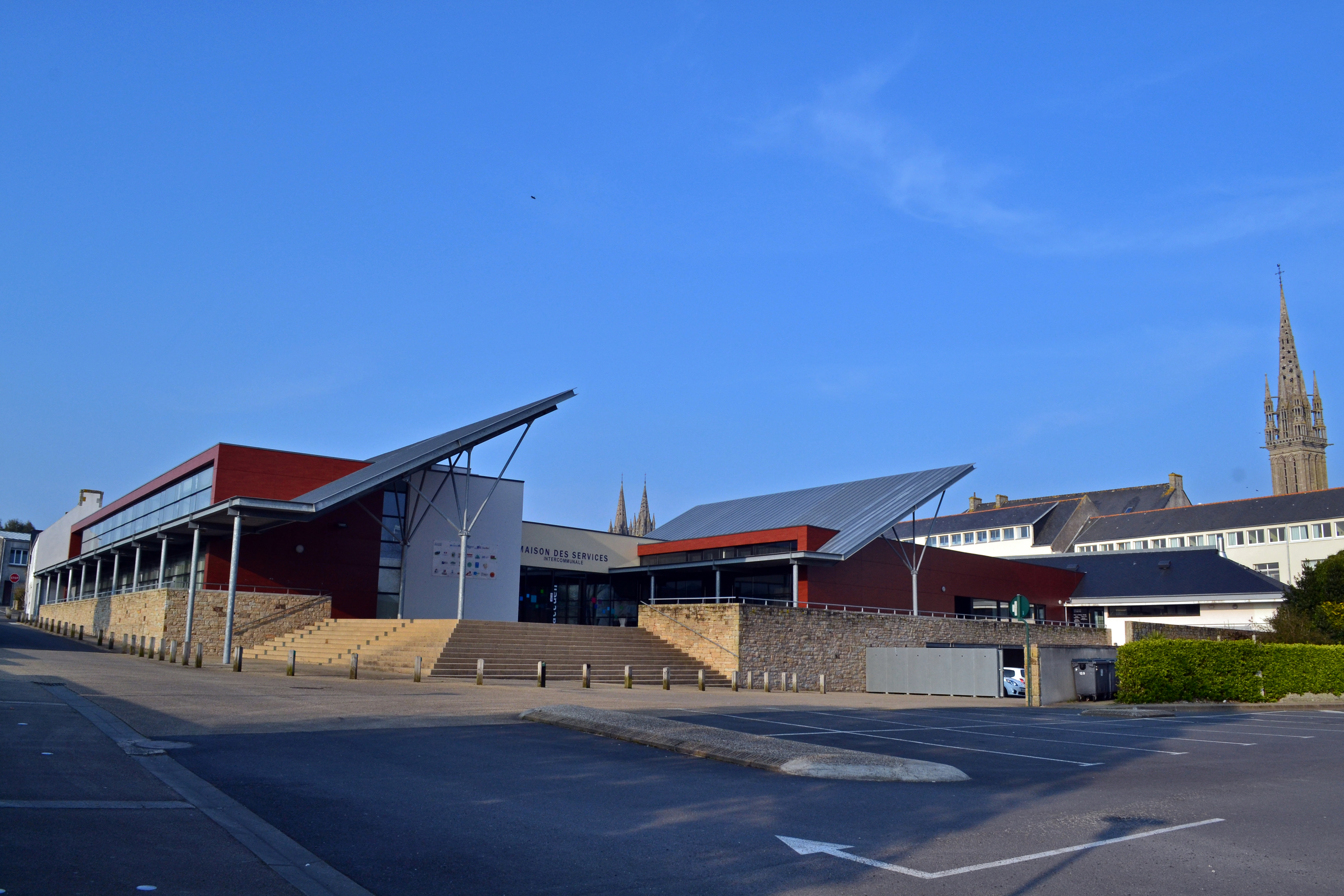
Maison des services.
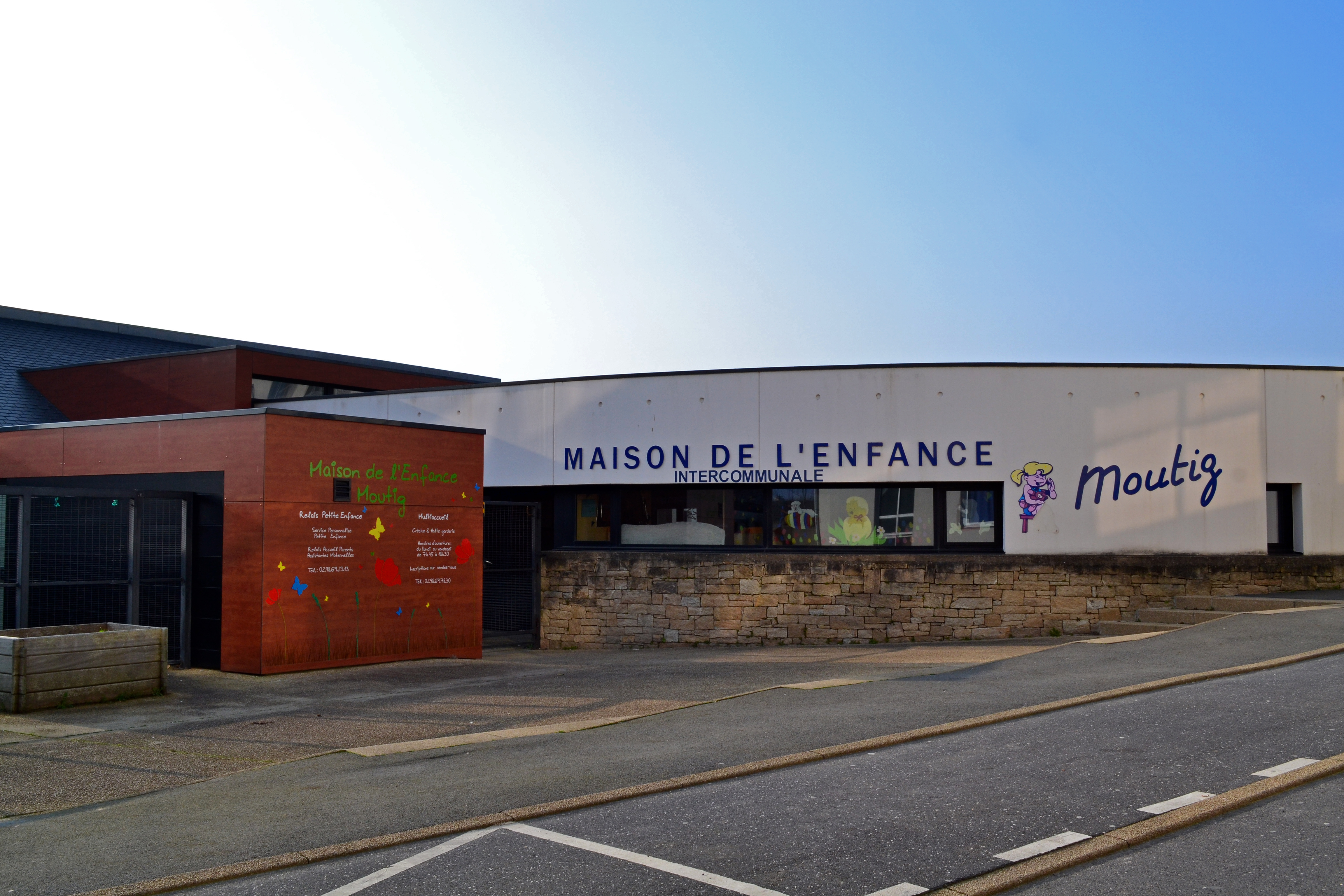
Maison de l'enfance.
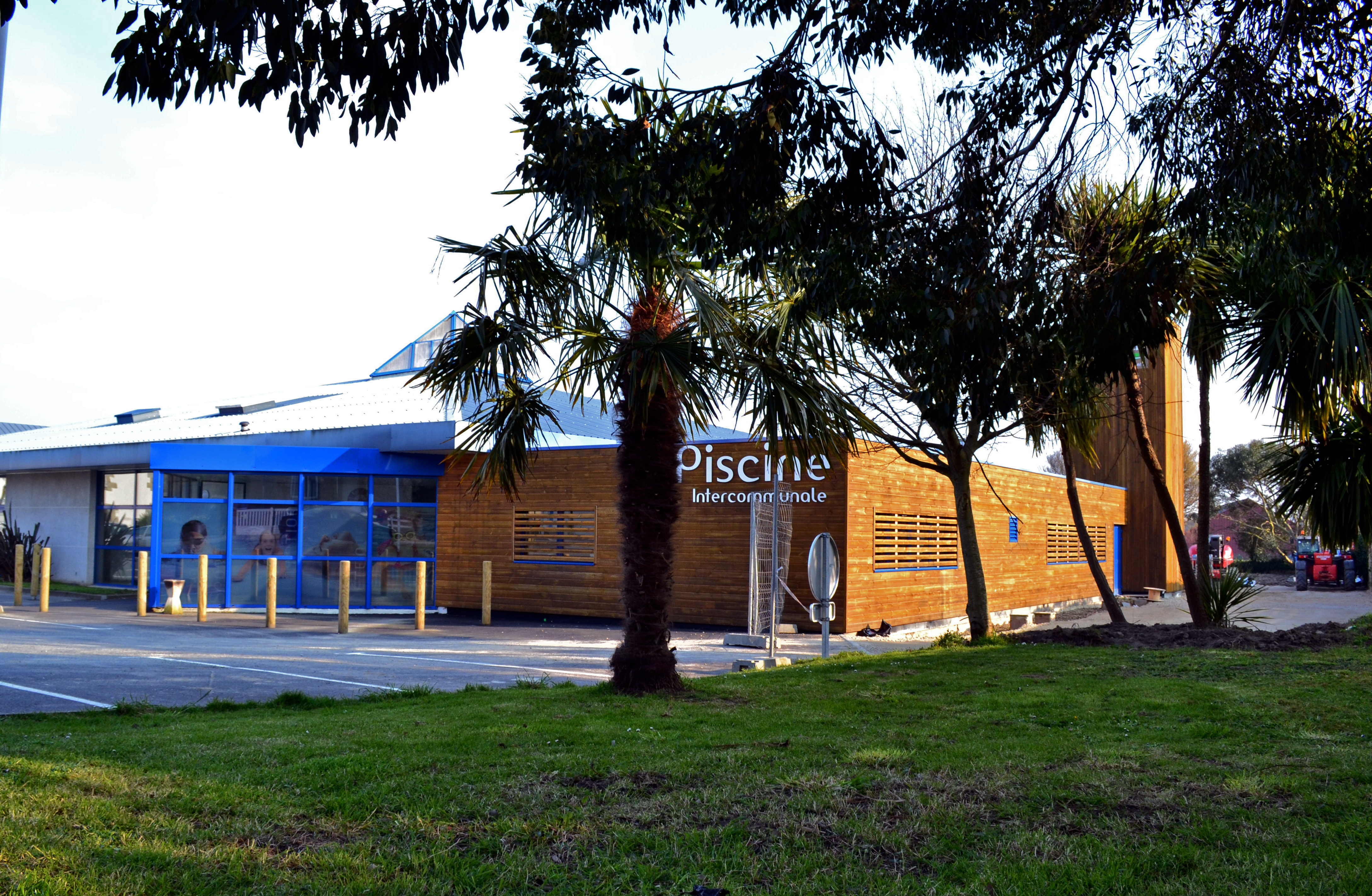
Piscine intercommunale.

- Privé : Amphithéâtre du Kerisnel, modulable jusqu'à 710 places, et son restaurant[40].

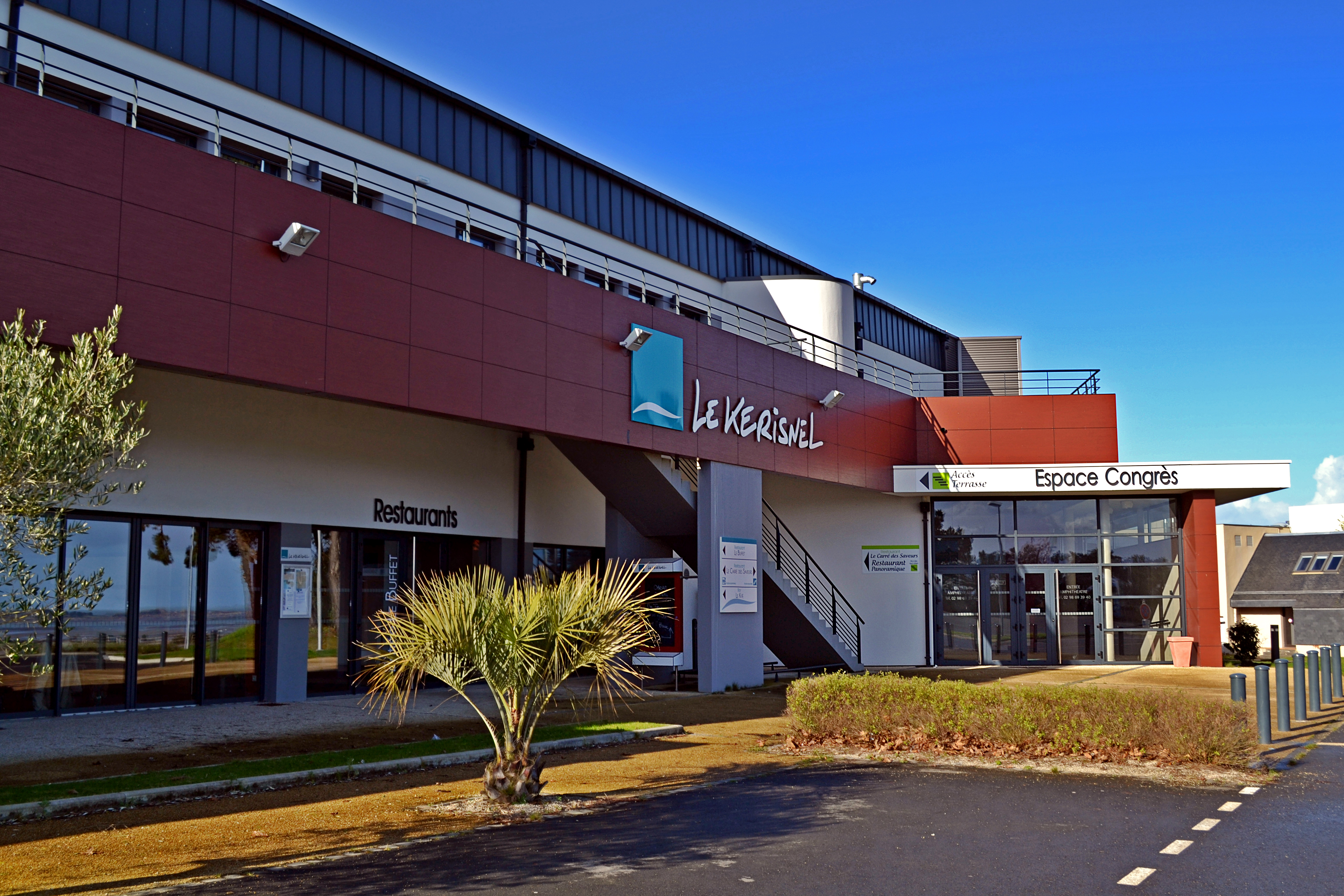
Espace Le Kerisnel
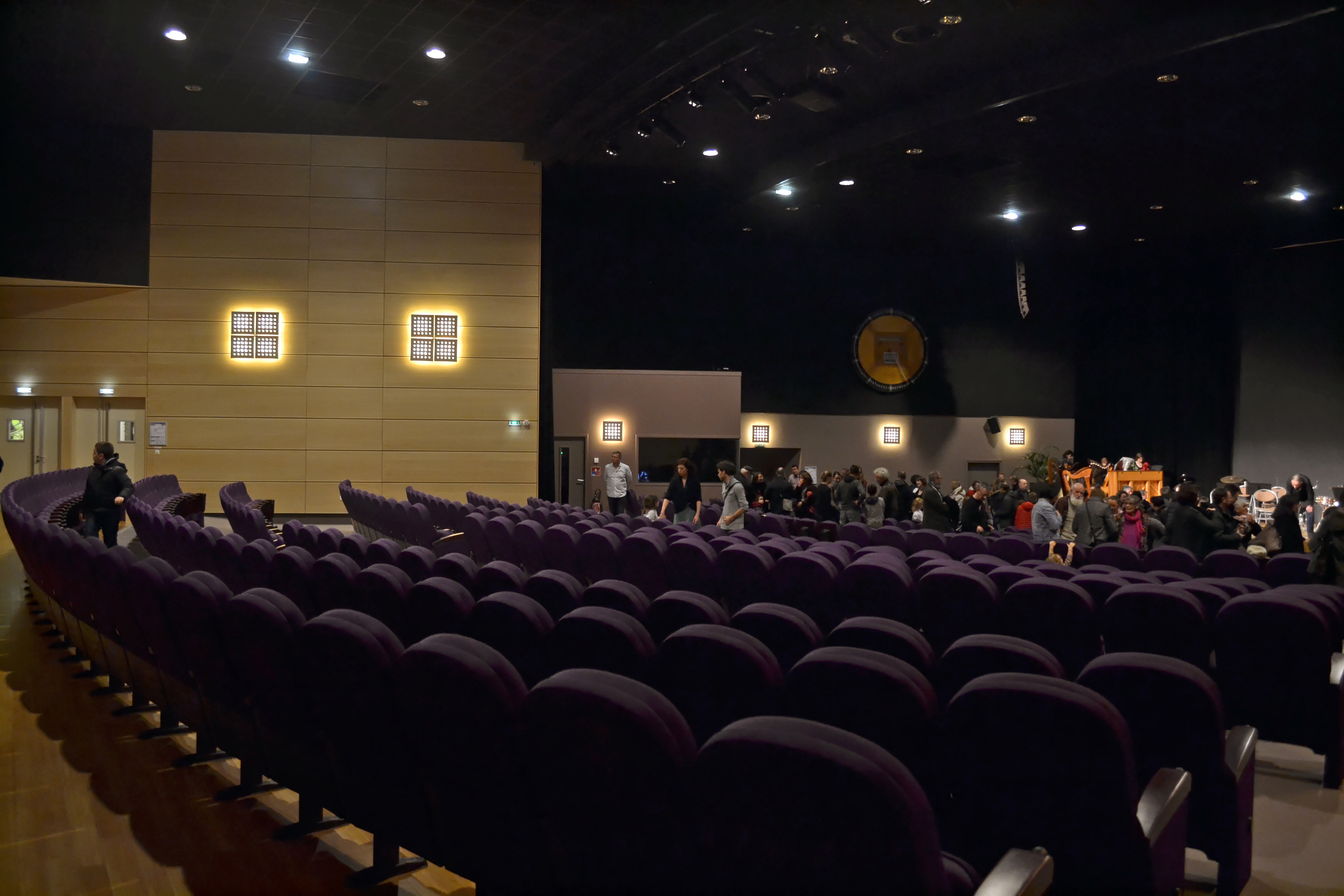
Amphithéâtre de congrès
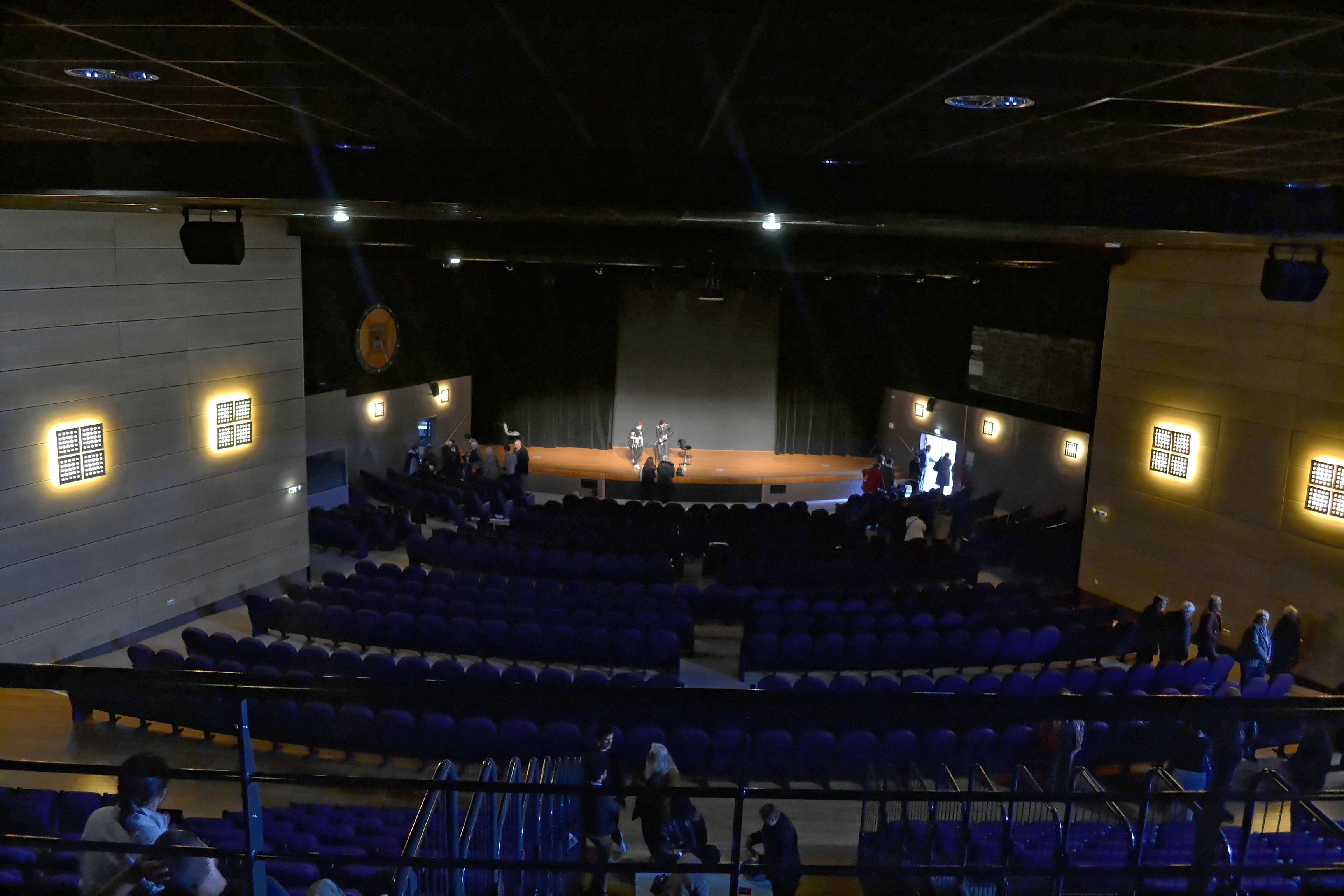
Gradins de l'amphithéâtre

### Projets d'aménagements
En mai 2012 la ville est labellisée Pavillon Bleu pour sa qualité environnementale.

### Espaces verts

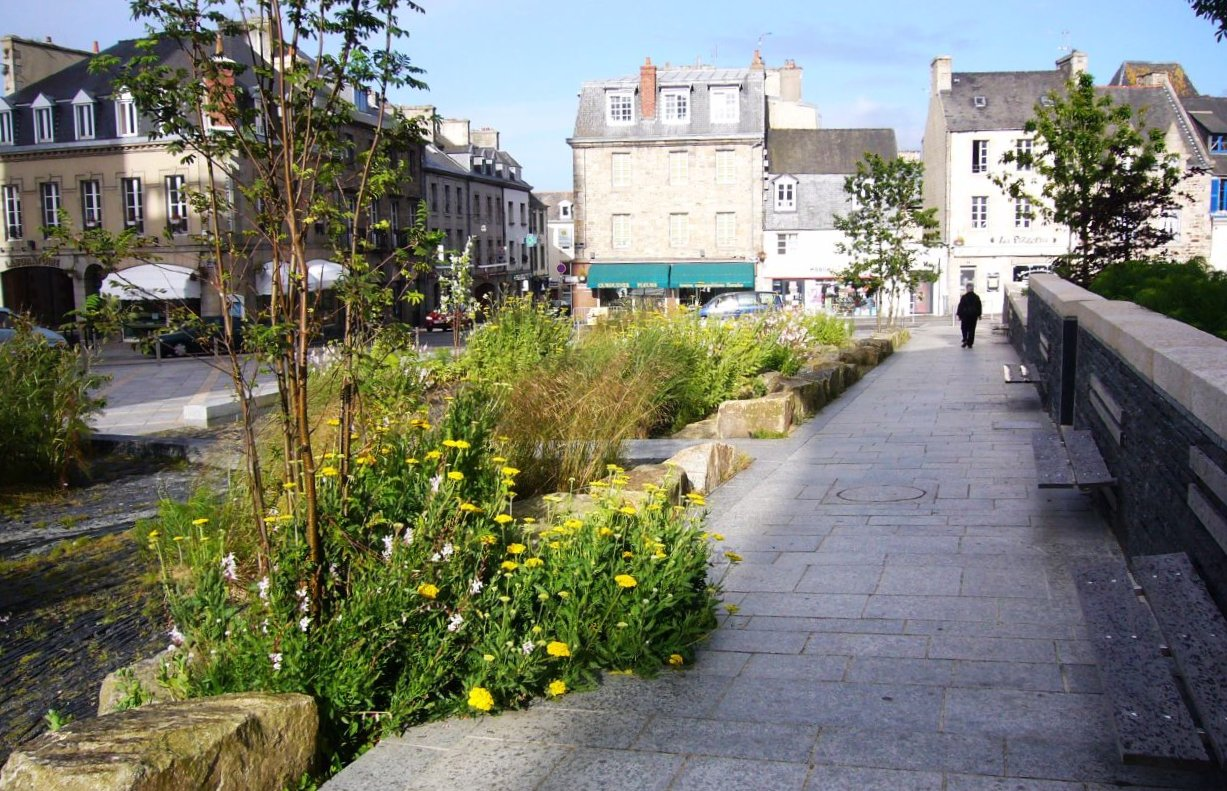
Jardin d'eau du parvis de la cathédrale.

- Après un premier prix départemental en 2009 (catégorie communes de 7001 à 30 000 habitants), la ville a obtenu sa première fleur du label Villes et villages fleuris en 2010.
- Autrefois les jardins de l'Évêché s'étendaient sur 1,96 ha et ont compté près de 900 arbres. Ils étaient bordés au nord par le couvent des Dames de la retraite et à l'est par celui des Ursulines. Saint-Pol possédait des haras de tradition immémoriale et les courses hippiques, parmi les plus importantes de la région, se tenaient devant les jardins[41]. Outre une vocation d'agrément, une partie du parc abritait des expérimentations de nouveaux légumes. L'artichaut y aurait trouvé son lieu de naissance en Pays Léonard. Au XVIIIe siècle, il comportait un tracé en damier formé de quatre carrés centrés sur une fontaine. En 1835, le palais épiscopal et le parc tombent dans le domaine communal qui devient une promenade publique en 1844. Il est alors transformé en jardin à l'anglaise et possède même une piste de vélodrome. En raison du développement considérable de l'activité maraîchère, le parc est supprimé au profit d'une place de marché en 1927[42]. En 2009 il a partiellement retrouvé sa vocation de lieu de promenade et le thème historique (tracés carrés).

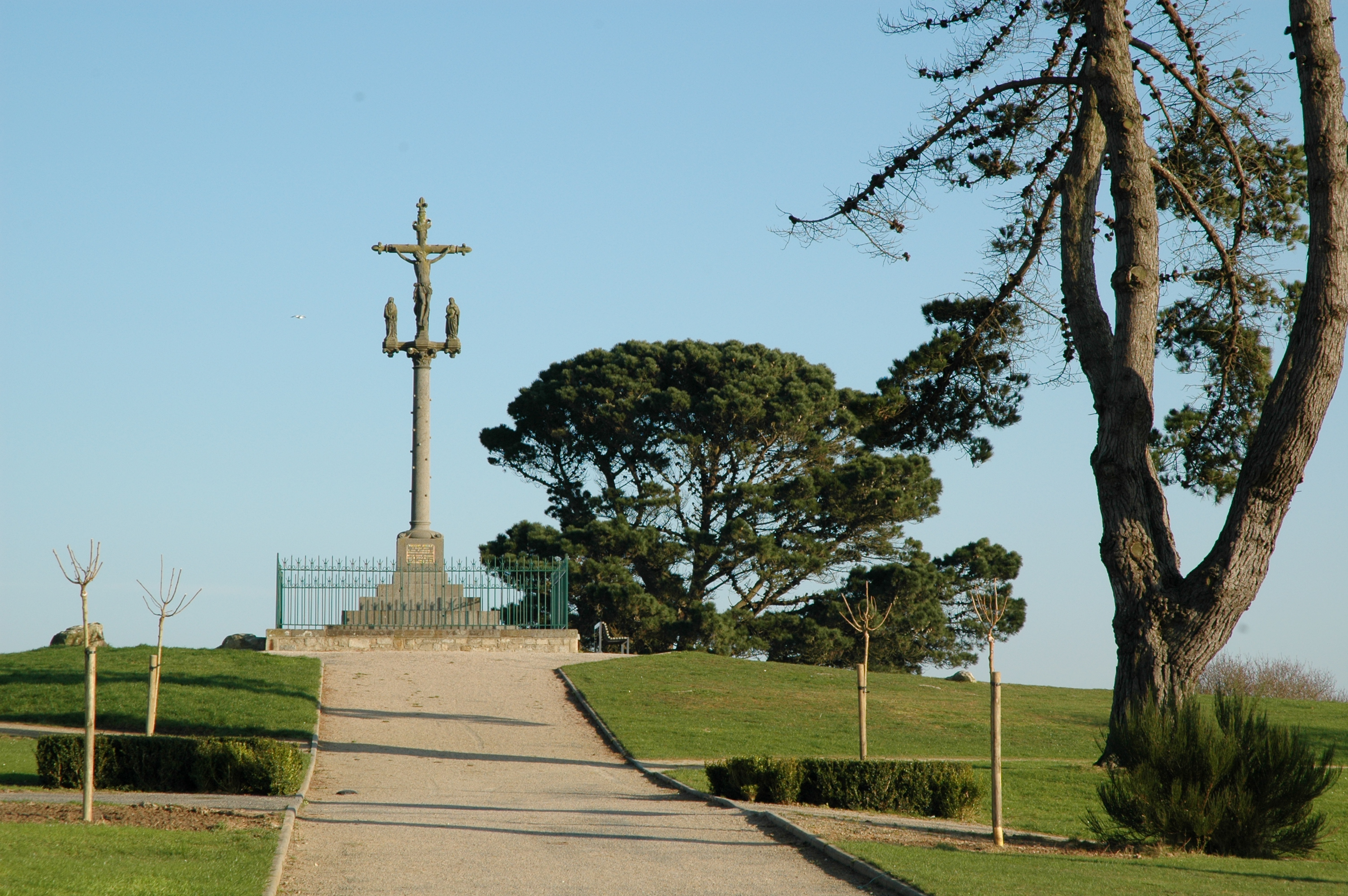
Hauteurs du parc du Champ de la Rive et son calvaire, qui offre une vue panoramique sur la Baie de Morlaix.

- Le parc du Champ de la Rive offre une vue à 360° sur la mer. Accueillant autrefois les lavandières et les buanderies, il est aujourd'hui un parc semi-privé de 3,28 ha. Il possède un calvaire (croix du Léon) sculpté en kersantite par Jean-Guillaume Donnart en 1901 et le château de Kéraudren bâti au XIXe siècle sur l'emplacement d'un manoir[43].
- Le square Saint-Roch, avec parcours santé et espace jeux dans le quartier de la Madeleine. Le parc paysager présente la statue de saint Yves en granit rose réalisée pour la Vallée des Saints. Ce quartier très ancien était dévasté par la lèpre au Moyen Âge. Si peu de vestiges de son histoire subsistent, son nom en a gardé le souvenir. C'est en effet sous le vocable de sainte Magdeleine qu'étaient placées la plupart des chapelles des anciennes maladreries bretonnes. Cet endroit, quasi marécage est victime d'une épidémie de peste en 1622. Saint Roch, protecteur des pestiférés, y a laissé son nom : allée Saint Roch, fontaine Saint Roch et même une chapelle en 1632, aujourd'hui disparue. La fontaine est réédifiée en 1897 par M. de Guébriant.
- Les jardins ouvriers étaient gérés par la Section des jardins ouvriers qui louait des champs pour sous-louer les parcelles à des locataires, les preneurs. En 1942, Saint-Pol compte 197 jardins dans des champs labourables, à Vézendoquet, à Ty Dour, à Kéralivin. La période s'étend entre 1906 et 1970 où les terres sont rétrocédées pour urbanisation[44].

### Développement durable
La commune répond au Projet d'aménagement et de développement durable (PADD) inscrit dans la durée.
En 2009 elle a mené des actions comme le réaménagement des quartiers (Castor…),… 

## Toponymie
Le nom de la localité est attesté sous la forme Oppidum Pauli ou Sancti Paulinanni Leonini Fanum (vers 869-870), Sanctus Paulus (en 1193, 1207 et 1252), Saint Pal en Léon (en 1296), Saint Poul en Leon (en 1405), Saint Paoul de Léon (en 1451).
Le nom de la commune en breton est Kastell Paol.
La commune tire son nom actuel de l'un des saints fondateurs légendaires de la Bretagne au VIe siècle : saint Pol Aurélien. Elle est citée en 884 dans la vie de saint Paul Aurélien et confirme la présence d'un site fortifié (in oppido sancti Paulinnani). C'est sur ce site que Paul Aurélien établit son monastère qui devient plus tard le siège du diocèse de Léon. La ville aurait d'abord, selon un texte du Xe siècle, porté le nom de Occismor à l'époque des Osismes, puis Legio à l'époque gallo-romaine parce qu'une légion romaine y était basée.
Léon vient soit de legio, soit du dieu gaulois Lug. Le nom latin a été donné à toute la région qui est maintenant le Léon (le León espagnol et Caerleon (pays de Galles) sont également dérivés du legionensis latin). Dom Lobineau est le premier écrivain à écrire le nom de la ville Saint Pol. Il conservait sans doute l'écriture Paul pour distinguer le saint de la ville.

## Histoire

### Origines
Le site de Saint-Pol était habité dans les temps préhistoriques comme en témoigne encore l'allée couverte de Boutouiller, aussi appelée dolmen de Keranguez ou de Kerivin, au lieu-dit Tréguintin. Ce dolmen, le dernier des mégalithes néolithiques de Saint-Pol, a perdu une partie de sa structure préhistorique formant un tumulus (recouvert d'un amas de terre et de pierres comme au Cairn de Barnenez) et sa forme en T est devenue difficile à distinguer (entrée avec couloir latéral). Une chambre de 5 mètres faisait office de chambre sépulcrale. Il est classé monument historique depuis 1909,,.

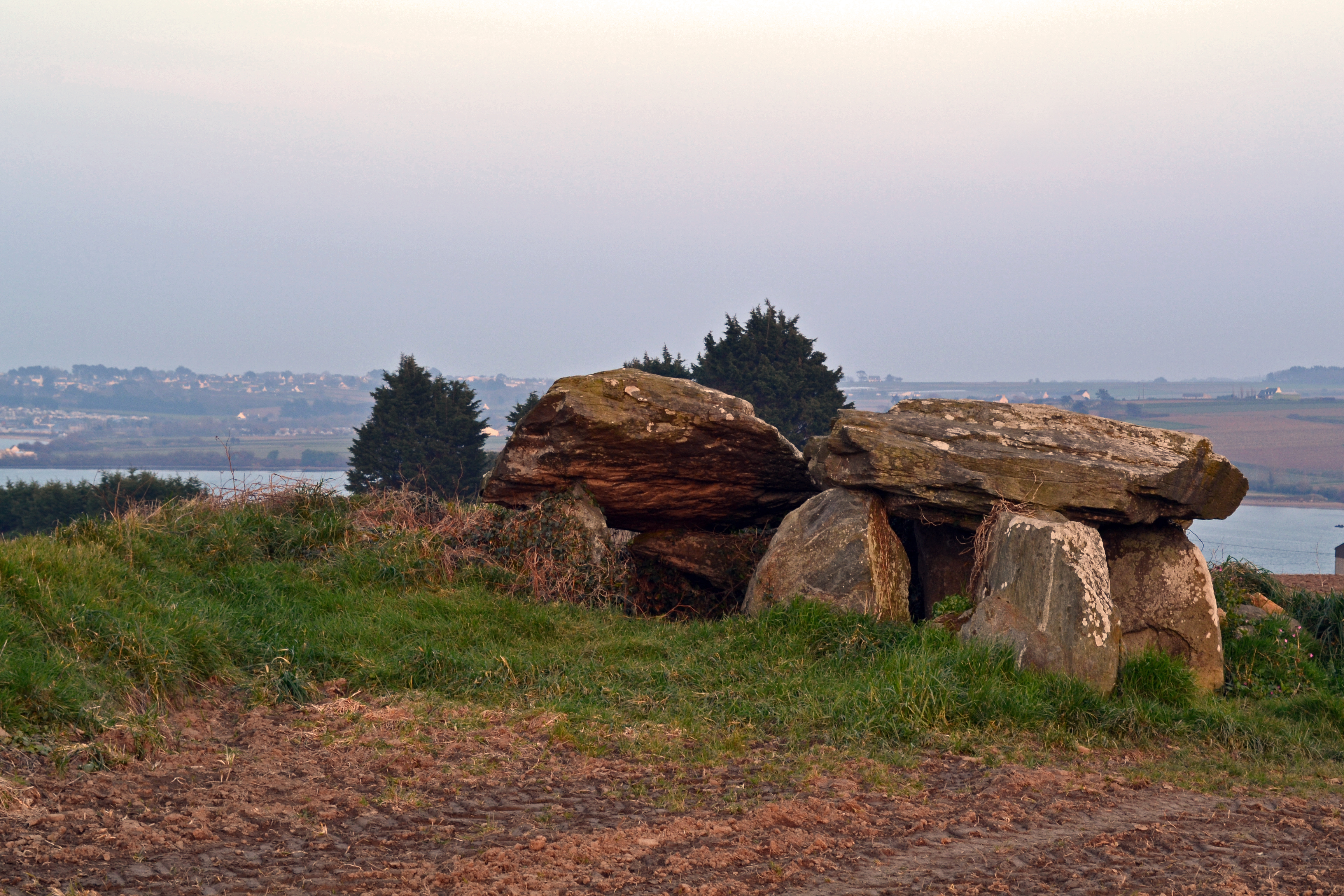
Dolmen de Boutouiller.

Un autre dolmen situé en limite de Roscoff a été détruit vers 1940. Il mesurait 20 mètres de longueur sur une largeur de 5 mètres.
Un vase gravé de l'époque gauloise, plus précisément du IVe siècle av. J.-C., fut découvert en 1882 dans un tumulus. Il est aujourd'hui conservé au Musée des Beaux-Arts de Morlaix. Plusieurs monnaies datant de la même époque ont été recueillies dans les environs.
Quelques monnaies pourraient attester d'une présence militaire romaine (médailles de 254 à 310, de Valérien à Maximin[réf. souhaitée] au IIIe siècle; solidus de Maxime frappé à Trèves (383-388); bronzes de Gallien à Maximilien et pièce en or de Justinien,), mais c'est surtout le nom de Pagus Légionensi qui incline à y penser. Le château aurait donc été occupé par les Osismes[réf. nécessaire] puis par les Legionenses.
Dans la Vie de Saint Paul Aurélien, écrite au Haut Moyen Âge en 884, par Wrmonoc, moine de l'Abbaye Saint-Guénolé de Landévennec, la description de la future Saint Pol de Léon est succincte:

« Il arrive à la Ville Forte qui est maintenant appelée de son nom. Il entre par la porte ouest de cette place forte, qui, a été récemment bâtie en un style plus remarquable. (...)
A cette époque-là, la Ville Forte était entourée sur tout son pourtour de murailles de pierre construites en un temps ancien, et d'une hauteur étonnante. Maintenant on la voit fortifiée en grande partie de murailles de pierre élevées à une plus grande hauteur. Ce lieu est entouré, de tous côtés sauf du côté du sud, comme une île, par la mer d'Armorique selon un tracé courbe et sinueux, à la manière d'un arc, quand celui-ci est tendu au maximum. »

Par la suite, Paul Aurélien ne rencontre dans la ville que laie, abeilles, ours et boeuf sauvage...
La présence de remparts oppose hagiographes et toponymistes, qui y croient, et archéologues qui pointent qu'aucun vestige archéologique n'a confirmé les écrits les plus anciens.
Paul Aurélien finit par s'installer à Batz, y fonde un monastère et évangélise la région acquise au pélagianisme depuis plus d'un siècle[réf. nécessaire] comme en avaient attesté les missions de saint Germain et son diacre Palladius.
Vers 860/870, le bourg monastique est attesté en tant que cité épiscopale nommée Castel Paol. Il franchit le cadre exigu de l'ancienne enceinte gallo-romaine.
De petites agglomérations dépendantes de l'évêque de Saint-Pol se constituèrent principalement au bord du littoral. Autour de la cathédrale devait naître une circonscription paroissiale appelée Minihi-Paol.

### Moyen Âge

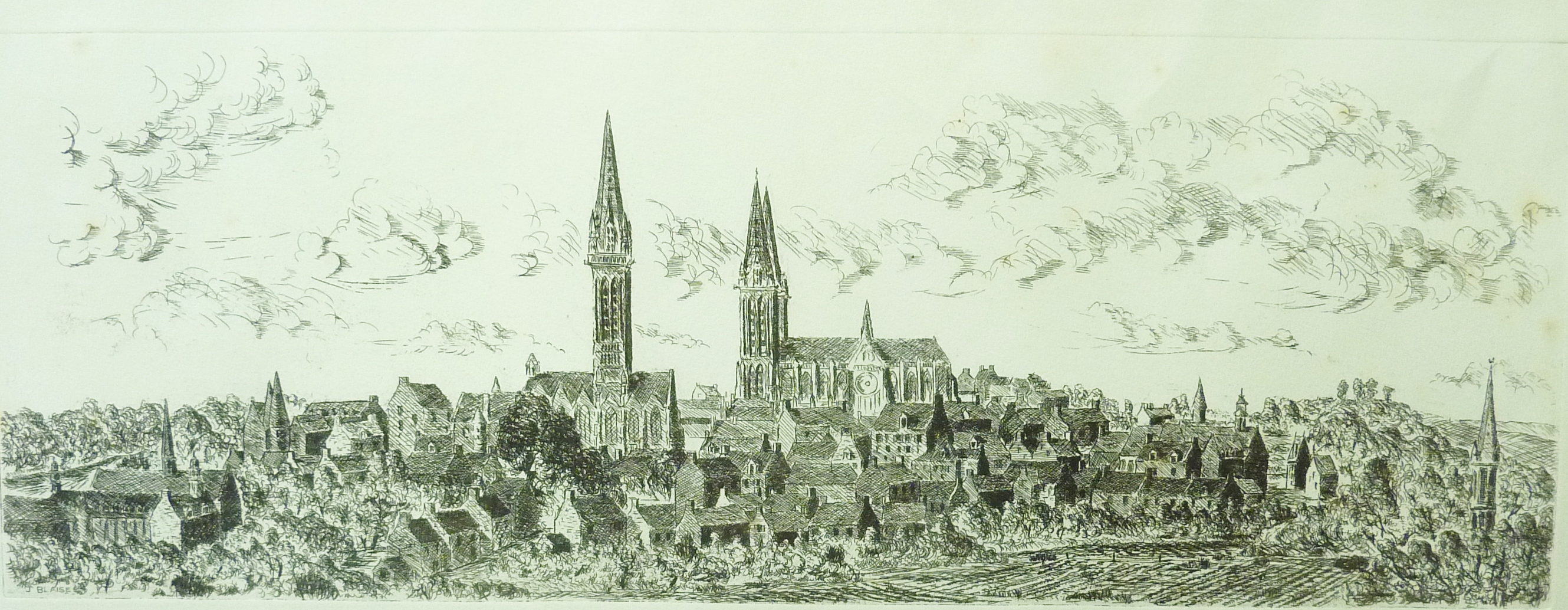
Dessin exposé dans la chapelle du Kreisker (anonyme).

#### Le Minihy-Paul
Le Minihy-Paul (territoire monastique de Paul) faisait partie de l'évêché de Léon et en était son chef-lieu. Le minihy se composait de sept paroisses ou vicariats (trois affectés à la ville et quatre à la campagne) :
- Saint-Jean-Baptiste, dédiée à Saint-Jean-Baptiste (quartiers de Saint-Yves et de l'Hôpital) ;
- Notre-Dame de Cahel ou le Crucifix devant le Cœur (quartiers de la Fontaine Paul et de Saint-Michel) ;
- le Crucifix de la ville ou Le Crucifix devant le Trésor (la chapelle du Kreisker) ;
- le Crucifix des champs ;
- Toussaint, dédiée à la Toussaint, et sa trève Roscoff (banlieue nord-est de Saint-Pol et bourg de Roscoff) ;
- Saint-Pierre, dédiée à Saint-Pierre et sa trève Santec (Santec avec sa chapelle Saint-Adrien et la banlieue nord-ouest de Saint Pol) ;
- Saint-Jean l'Évangéliste, appelé Trégondern (les bourgs de la Madeleine et de Penpoul) ;

Ces 7 paroisses du Minihy sont desservies à la cathédrale, chacune à un autel différent, par des vicaires d'abord perpétuels devenus en 1531 amovibles au point plaisir du chapitre ; chaque vicaire est chargé à tour de rôle pendant une semaine de célébrer les offices et messes chantées au chœur de la cathédrale.
Ces sept paroisses sont réunies en une seule par un décret de l'évêque du 27 mai 1687. Toutefois, il n'est réellement appliqué qu'à partir de 1720. Le minihy du Léon forme une unité administrative et religieuse entre les trois communes actuelles (Saint-Pol, Roscoff, Santec). Aux côtés de l'évêque de Léon qui exerçait la juridiction spirituelle, le comte du Léon détenait la juridiction temporelle. La commune de Roscoff est créée en 1789 mais Santec n'obtient son indépendance qu'en 1920.

#### Les autres faits du Moyen Âge
Vers 900, le mythique comte Even fonde la ville de Lesneven. À partir de cette époque, les comtes de Léon agissent sous les ordres des ducs de Bretagne. En 1096, Hervé, fils de Guyomarch II, part à la première croisade, sous le duc Alain Fergent. Son père est tué pendant son absence à Saint-Pol dans une sédition populaire.
La ville eut à subir les assauts des Normands en 875, mais ce serait Henri II d'Angleterre qui aurait en 1175 fait raser la place par son armée (le château Castel-Paol) après être tombée en leur pouvoir en 1166. La vicomté de Léon est démembrée, et Saint-Pol fait dès lors partie de la châtellenie de Lesneven. L'histoire démarre en 1163. Le duc Conan IV, révolté contre son beau-père et compte Eudon, se réfugie en Angleterre où il marie sa fille au fils du roi (Geoffroy). Eudon, pour se renforcer, épouse la fille du vicomte de Léon. Mais vers 1170 Henri II d'Angleterre, informé des activités d'Eudon, envahit les terres avec son armée et détruit le château et les fortifications de la ville. En plus de raser les châteaux (de Trebez, près de Morlaix et de Lesneven), il force le vicomte à se soumettre et à lui donner des otages. Dans le XIIe siècle, les comtes de Léon ne portent plus que le titre de vicomte et leur seigneurie est entièrement absorbée dans la famille des ducs de Bretagne.
En 1172, la mer, sortant de ses limites ordinaires, inonde une partie de l'évêché. En se retirant, les eaux laissent sur les terres une grande quantité d'immondices et d'insectes qui causent une épidémie.
En 1177, le duc Geoffroy (fils du roi d'Angleterre) entre dans le pays Léon avec une armée considérable, humilie le vicomte qui restitue toutes ses places. En 1189, le roi Richard Ier d'Angleterre fait enfermer dans le château de Brest le jeune duc de Bretagne Arthur qu'il ne pouvait avoir en sa puissance et envoie les « Cotereaux », une armée de brigands, avec ordre de ravager la seigneurie de Léon et de saisir André de Vitré. Le Léon est ravagé mais le baron n'est pas capturé. Des compagnies de voleurs commettent ensuite des troubles dans le Léon mais furent punis aux supplices par le duc. En 1205, le roi de France Philippe-Auguste délivre Conan de Léon du château de Chinon. En 1250, le duc Jean Ier voulu ôter au seigneur de Léon son droit de bris et de donner des brevets à ses vassaux. Le duc pilla et brûla quelques places mais n'exigea pas davantage. Jaloux des droits de la souveraine puissance, il achète en 1275 une partie du Léon et l'autre est dépouillée au vicomte par saisies réelles pour mauvaise gestion. Depuis cette révolution, la vicomté a été possédée par les princes de la maison de Bretagne. Lorsqu'elle tombe dans la famille de Rohan, elle est érigée en principauté[Source ?]. En 1444, un acte est passé entre le vicomte de Rohan, seigneur de Léon, et le chapitre de sa cathédrale pour régler leurs obligations respectives.

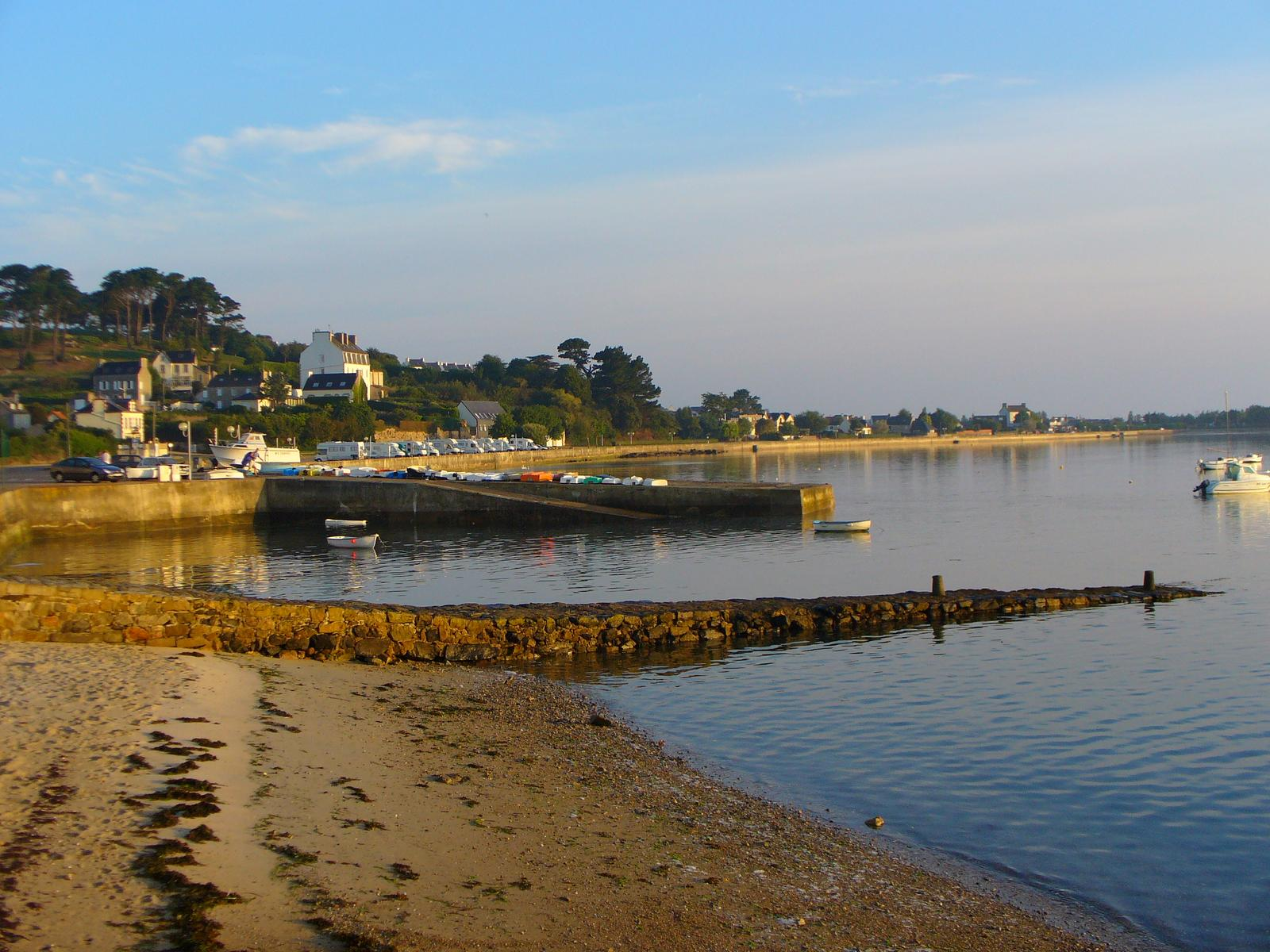
Pempoul en hiver

Au XIIIe siècle, riche, florissante et prospère, la ville est le centre de la vie de toute la contrée. Un lai de cette époque, tiré de la collection du duc d'Aumale, représente la fête annuelle de l'évêque Saint-Pol comme le rendez-vous non seulement de tout le haut clergé mais encore de la plus grande noblesse, attirée par ces pompes religieuses. Plusieurs siècles après, le grand pardon de Saint-Pol et plus encore la Fête-Dieu, sont des rendez-vous importants pour la ville et les Saints-Politains. Pendant la guerre de Cent Ans, la bataille de Saint-Pol-de-Léon est en 1346 un épisode de la guerre de Succession de Bretagne et la ville est en partie brûlée.
Elle est pillée en 1592 durant les Guerres de la Ligue par La Fontenelle. Disputée par les Anglais et les Français dans les guerres de Bretagne, Saint-Pol-de-Léon joua un rôle plus passif qu'actif dans tous ces événements. Ses pacifiques évêques ne résistaient pas aux ducs, sauf un d'eux en 1462 qui mena un long procès à François II au sujet de la propriété d'une baleine trouvée sur la côte. Fort respectés, ils faisaient leur entrée dans la cathédrale portés sur les épaules des quatre principaux seigneurs du diocèse. La fête annuelle de saint Pol Aurélien était le rendez-vous de tout le clergé et de toute la noblesse.
Au XVe siècle, la ville est le centre spirituel et culturel de la région. Elle compte alors 2 000 habitants. L'activité maritime du port de Pempoul atteint son apogée (grand commerce maritime). Comme la plupart des villes bretonnes ou du Nord de la France, Saint-Pol est au XVIe siècle une ville de bois, la pierre s'étant imposée dans le dernier quart du siècle.

### Temps modernes
Le manoir de Kersaliou est construit vers 1515 par Bizien de Kersaintgilly ; c'est un manoir de style gothique très compact, enserrant une cour minuscule bordée sur trois côtés par le logis et ses dépendances, un mur d'enceinte fermant le quatrième côté dans un souci de défense.
Hervé de Kersaintgilly y naquit en 1612 ; il se distingua lors d'un siège d'Alger contre les pirates barbaresques et commanda les quatre vaisseaux de l'expédition de 1665 à Madagascar ; même si elle échoua, elle fut à l'origine de la conquête par la France de l'Île Bourbon.
Son frère Jacques de Kersaintgilly, prieur des Dominicains de Morlaix, capturé en mer, mourut en esclavage, prisonnier des Turcs, vers 1665.
Jusqu'en 1648, le vote universel est seulement tenu par le corps municipal. Il est obligé de convier tous les habitants sous peine d'amende par l'autorité royale de la province bretonne.
Dans une ville paisiblement attachée à ses traditions, les changements qu'introduit Louis XIV en 1692 sont très impopulaires (il établit un maire, des échevins, des greffiers) et conduisent à la Révolte du papier timbré. Lors d'un séjour du duc de Chaulnes à Saint-Pol pour éviter une révolte contre l'impôt du timbre, il impose aux habitants une garnison de 900 hommes, dont la plupart étaient cavaliers. De plus, ils doivent élargir les portes de la ville (des Carmes et du Trésor) pour faire passer son carrosse. Peu après, en 1695, la capitation vint ajouter des charges publiques aux villes qui ne pouvaient suffire déjà à leurs charges privées.

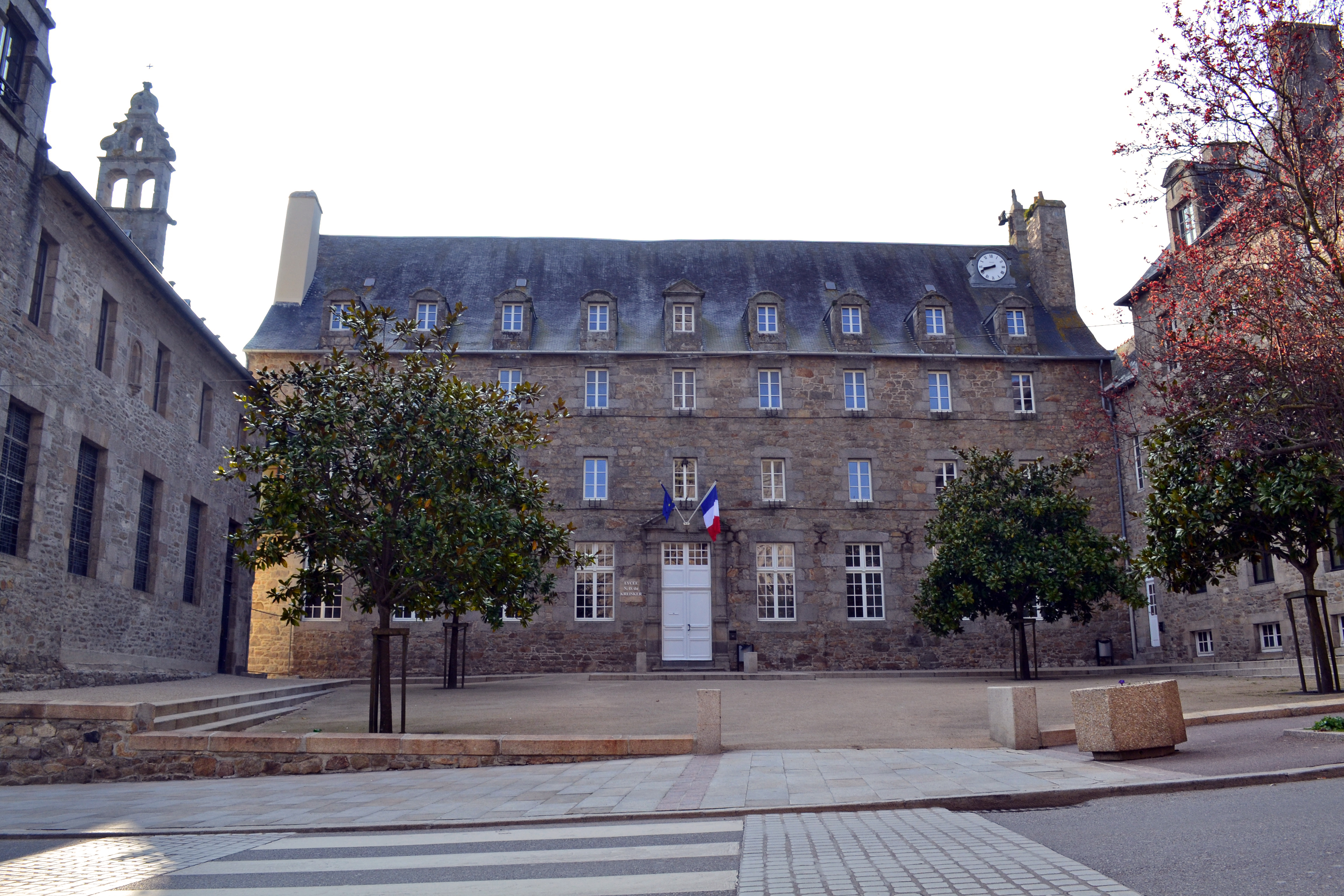
Ancien séminaire devenu collège de Léon pour garçons puis lycée du Kreisker.

En 1699, un ouragan nord-est soulève le sable de la grève et l'étend sur plus de 250 hectares, transformant une terre labourée en un désert. Des mesures seront prises pour éviter qu'un pareil danger se renouvelle : plantation en genêts d'une digue en demi-cercle (à force de la refaire elle atteint plus de 10 m en 1790), plantation sur la côte (pins maritimes…). En 1705, un incendie détruit l'hôpital. Vers 1709, la porte dite de Guénan est démolie pour employer ses matériaux à la construction de nouvel hôpital. L'hospice est fondé en 1711 par M. Hervé, chanoine, et l'abbé du Bourg-Blanc. Cette même année 1711, 35 prêtres étaient en activité dans les diverses paroisses de la ville. La porte des Carmes est démolie en 1745 et donnée au couvent de ce nom pour son cimetière. Les portes Saint-Guillaume et rue Batz sont également démolies et leurs matériaux servirent à la construction des halles.
En 1759, une ordonnance de Louis XV ordonne à la paroisse de Tregonderf (Trégondern) de fournir 15 hommes et de payer 98 livres, à celle de Saint-Pierre de fournir 15 hommes et de payer 98 livres, à celle de Toussaint de fournir 19 hommes et de payer 124 livres et à celle de Crucifix-des-Champs de fournir 16 hommes et de payer 105 livres, pour « la dépense annuelle de la garde-côte de Bretagne ».

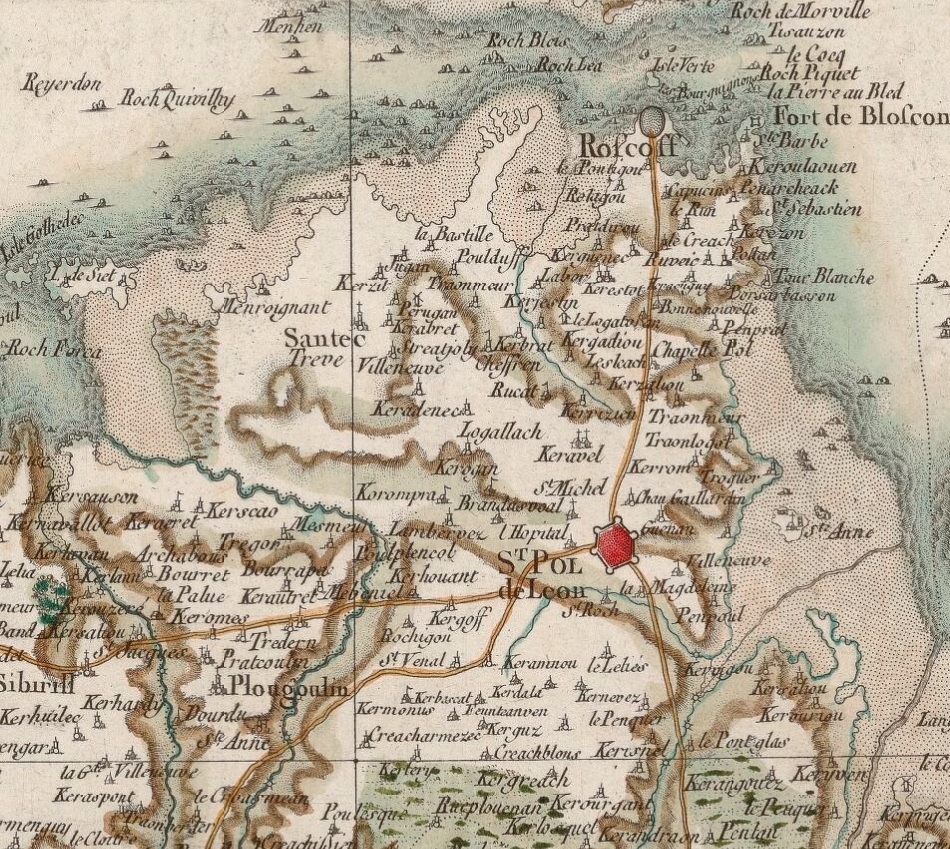
Carte de Cassini de Saint-Pol-de-Léon et des paroisses avoisinantes (1783).

Au XVIIIe siècle, les évêques du Léon marquent profondément l'image architecturale de la cité (palais épiscopal, grand séminaire, collège de Léon…). Pendant la Restauration, le vicaire du dernier évêque reçoit un diocèse du Finistère. Le clergé léonard rétablit son influence géographique et temporelle. Saint-Pol-de-Léon ne cesse de participer aux luttes religieuses jusqu'au XVIIIe siècle. Des portes fortifiées la protégeront jusqu'au XVIIIe siècle, siècle de déclin culturel et économique pour la ville.

### La Révolution française

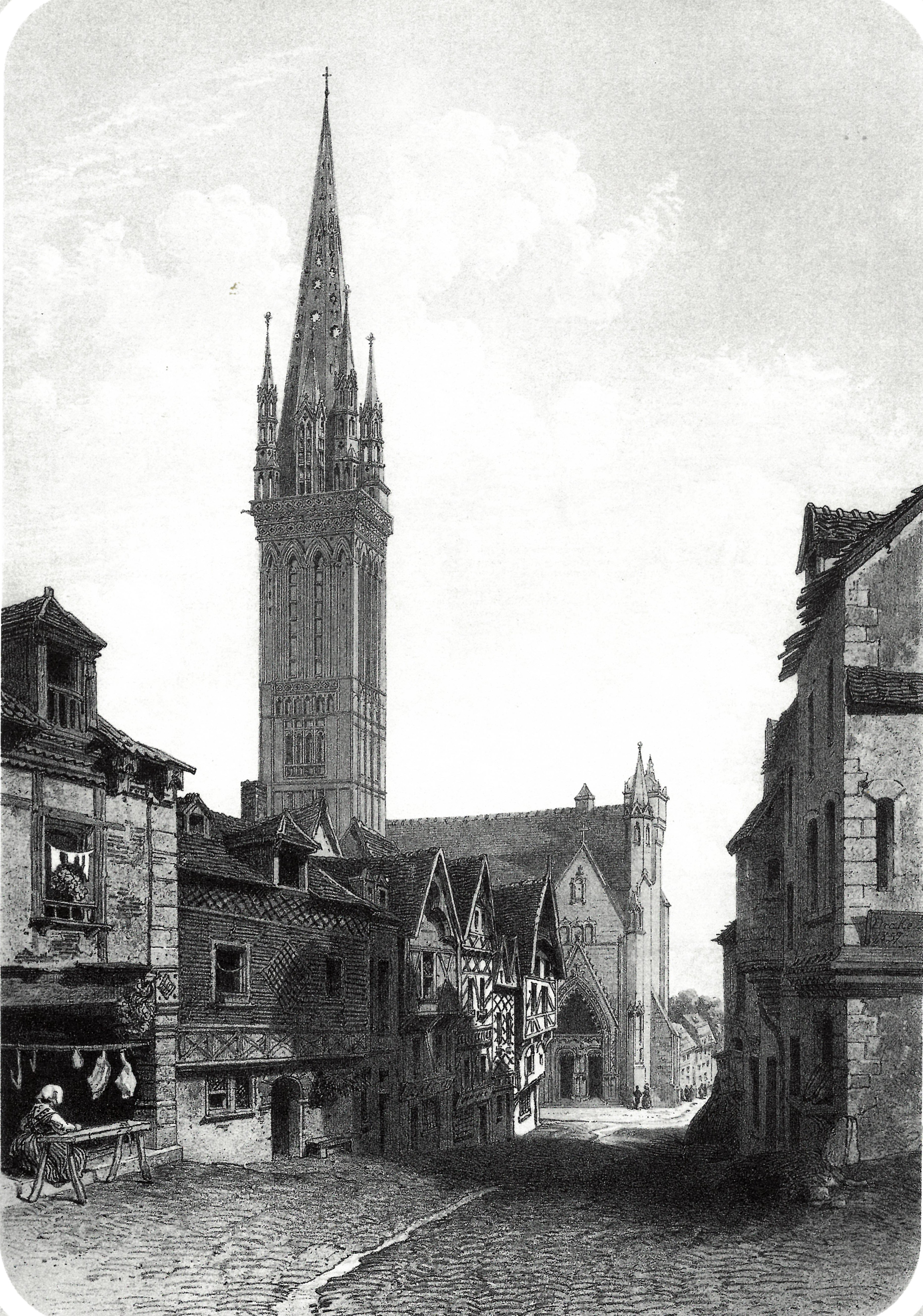
St Pol de Léon, gravure de Thomas Drake, 1860, Album vendéen.

Au cours de la Révolution française, la commune porte provisoirement les noms de Mont-Frimaire et de Port-Pol. La Révolution amène la Chouannerie dans la région, une guerre civile qui oppose républicains et royalistes. Leur évêque, Jean-François de La Marche, ancien officier de cavalerie, leur donne l'exemple et renvoie, sans décacheter, le décret de l'Assemblée nationale qui supprimait son évêché. Mais il est obligé d'émigrer à Londres avec l'arrivée d'un agent (M. Floch) destiné à contrôler l'agitation. Auparavant, une révolte paysanne a lieu contre la levée en masse d'hommes pour l'armée révolutionnaire française, appelée combat de Saint-Pol-de-Léon, suivie de la bataille de Kerguidu. La petite ville est un des grands centres de l'insurrection de 1793 (19 et 23 mars) mais est tenue en échec par les républicains et paye une lourde répression (commune désarmée, cloches des églises descendues, amendes, paysans et notables guillotinés, par exemple Yves Michel Hervé du Penhoat, dit Chef-du-Bois, guillotiné à Brest le 7 juillet 1794).
À la Révolution, la ville reste partagée en trois zones :
- la cathédrale, l'évêché et les demeures de dignitaires ecclésiastiques forment le pôle épiscopal ;
- le Grand Séminaire, la chapelle du Kreisker et le collège de Léon deviennent le centre de l'enseignement ;
- la Grand-Rue (l'axe sud/nord de la ville) et les îlots de la vieille ville sont essentiellement réservés à l'artisanat, au commerce et à l'habitation.

Jusqu'à la première moitié du XVIIIe siècle, des couvents s'installent à la périphérie de la ville, confirmant la très ancienne dualité de la capitale du Léon, son caractère à la fois spirituel et rural. Les grandes implantations monastiques, aujourd'hui disparues, Carmes (fondé en 1348 par le duc Jean IV et la duchesse), Ursulines (fondé en 1630), Minimes… ont laissé des traces.
De l'évêché supprimé à la Révolution, elle a conservé une architecture unique : une église cathédrale du XIIIe siècle avec des éléments plus anciens encore, le sanctuaire Notre-Dame du Kreisker qui avec ses presque 80 m de hauteur surpasse tous les autres clochers de la région. Et ici et là, des dizaines de chapelles, de maisons anciennes, de manoirs et de châteaux… Mais tirant jusque-là sa subsistance des établissements ecclésiastiques, c'est le début d'une décadence. En 1790, ses magistrats municipaux adressent à l'Assemblée une requête où ils peignaient leurs édifices prêts à tomber en ruine, leur population prête à émigrer ou à mourir de faim… La ville décline, se fige et s'autoconserve dans son cadre hérité du Moyen Âge.
Saint-Pol-de-Léon a beaucoup perdu à la suite de la Révolution française. Une pétition datée du 31 décembre 1790 adressée par les officiers municipaux aux administrateurs du département indique que la ville « avait un Bureau de commission, un Tribunal (...), un Évêché, un Chapitre, un Collège, un Séminaire, deux communautés de religieux Carmes et Minimes, une de religieuses Ursulines, une maison des Sœurs de la Charité et une grande maison de retraite pour les femmes. Une population nombreuse vivait à l'appui de cet établissement. Les artisans trouvaient par leurs moyens celui de vivre de leurs travaux, les marchands du débit de leurs marchandises, les cultivateurs de leurs blés et toutes espèces de denrées (...). Tout cela est retiré, Messieurs, il est difficile aujourd'hui de représenter l'état déplorable où se trouve réduit l'infortunée ville de Saint-Pol-de-Léon. Pour comble d'infortune, les ci-devant nobles et les habitants riches, par leur immigration [en fait émigration], abandonnent comme de concert cette cité : presque tous semblent avoir conspiré sa ruine entière ».

### LeXIXesiècle

#### Le début duXIXesiècle

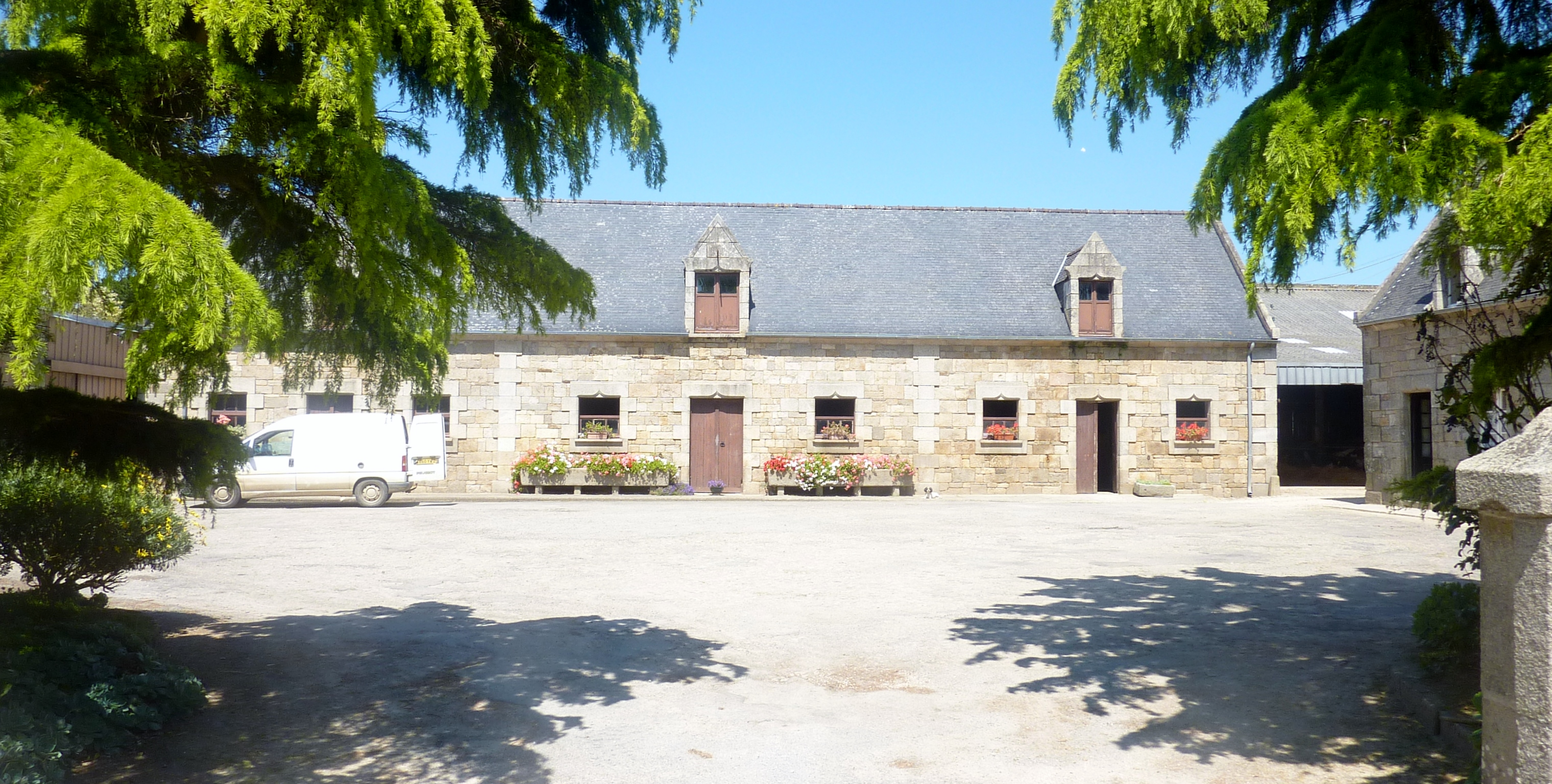
La ferme-modèle de Gourveau.

La ferme-modèle de Gourveau est construite au début du XIXe siècle par le comte de Guébriant face à la porte d'entrée de sa propriété, le château de Kernévez. Seule la première cour, soignée, est visible de l'entrée de sa propriété, les bâtiments d'élevage étant relégués dans une cour arrière.

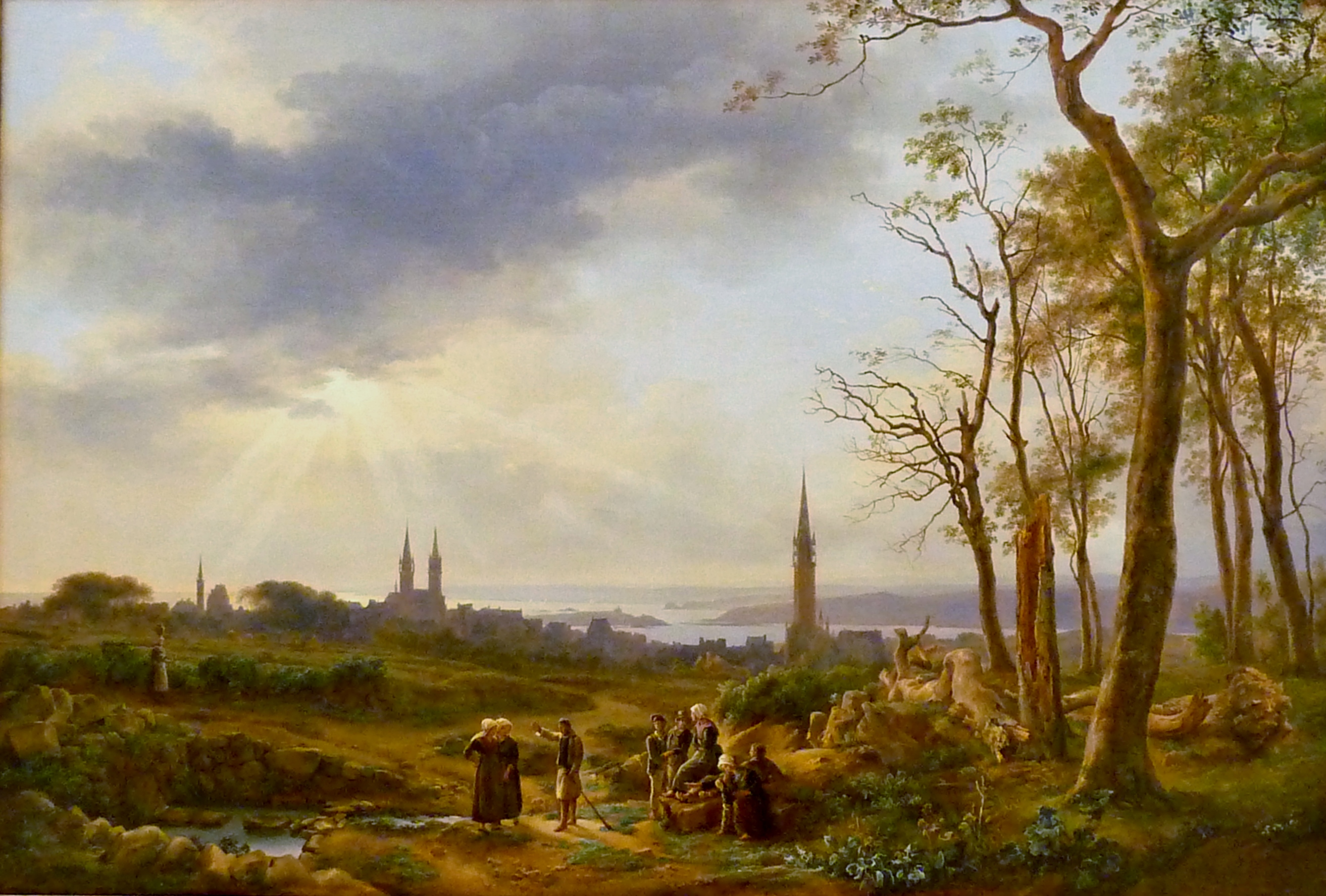
Louise-Joséphine Sarazin de Belmont : Vue de Saint-Pol-de-Léon (1837, Musée des beaux-arts de Quimper).

#### Saint-Pol-de-Léon vers le milieu duXIXesiècle

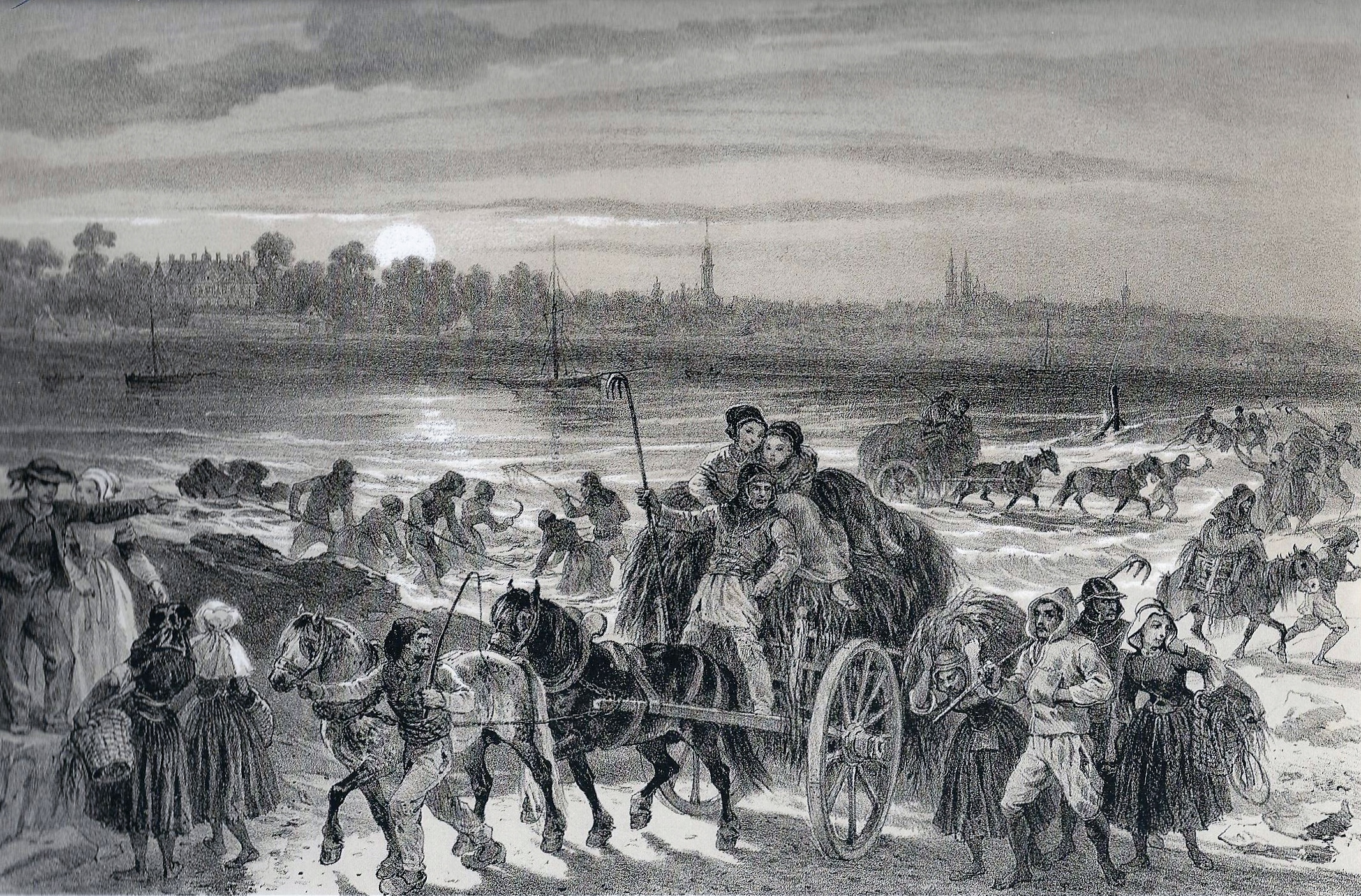
Une coupe de goémon à Sainte-Anne (dessin de François Hippolyte Lalaisse, 1867)

A. Marteville et P. Varin, continuateurs d'Ogée, décrivent ainsi Saint-Pol-de-Léon en 1845 :

« Saint-Pol-de-Léon, chef-lieu de canton et de commune, formé de l'ancienne ville de ce nom, jadis évêché, aujourd'hui cure de première classe, diminuée de l'ancienne trève de Roscoff ; résidence d'une brigade de gendarmerie ; bureau de poste ; bureau d'enregistrement ; chef-lieu de perception ; bureau de douanes (à Penpoul). (...) Principaux villages : Lagalac'h, Lambelvez, Kerouartz, Saint-Veal, Beuzit, Penamprat, Keranvel, Kerantraoun, Kerouviou, La Madeleine. Superficie totale : 2 769 hectares, dont (...) terres labourables 1823 ha, prés et pâtures 224 ha, bois 24 ha, vergers et jardins 42 ha, landes et incultes 199 ha (...). Moulins : 10 (à eau : de Keramtraoun, de l'Étang, de Kerouartz, de Keramprat, Grand Moulin, de Kerangall, etc. (...). Jadis, Roscoff étant partie intégrante de Saint-Pol-de-Léon, le comerce de cette localité pouvait être dit important. Aujourd'hui, il se renferme dans le mouvement du petit port de Penpoul, bourg de la ville. (...). Ce mouvement, qui ne s'élève pas en moyenne à 4 tonneaux par jour, est, on le voit, d'une bien minime importance. Cependant (..) une partie des légumes de Roscoff sont produits par le territoire de Saint-Pol-de-Léon. Il y a foire à Saint-Pol chaque dernier mardi des mois de février, avril, juin, août, octobre et décembre ; si l'un de ces jours est férié, la foire est remise au lendemain. Marché tous les mardis. (...). Géologie : constitution granitique ; à Kerfissiec, granite analogue à celui de Kersanton. On parle le breton et le français. »

En 1854, le curé archiprêtre de Saint-Pol-de-Léon remercie Dieu : « Cette année, le Seigneur nous a visités. Le choléra (...) a fait en peu de temps 74 victimes. Il faut voir avec quelle ferveur on s'adressait au ciel ».
Le pourcentage de conscrits illettrés à Saint-Pol-de-Léon entre 1858 et 1867 est de 48 %.
La tradition de l'éguigane est attestée à Saint-Pol-de-Léon au XIXe siècle : « Tous les ans, la veille de la fête des Rois, on promène dans les rues un cheval dont la tête et les crins sont ornés de gui, de lauriers et de rubans. Il porte deux paniers, dits "mannequins" (de tels mannequins servaient aussi à transporter deux personnes installées de part et d'autre du cheval qui les portaient), recouverts d'un drap blanc. Conduit par un pauvre de l'hospice et précédé d'un tambour, il est escorté par quatre des plus notables habitants. Une foule d'enfants et d'oisifs suit en poussant de grands cris ce bizarre cortège, qui s'arrête devant chaque seuil pour recevoir les dons de la charité publique (…). La foule répète la clameur traditionnelle "inguigané", "inguigané". Selon M. du Penhoat, cette tradition a été supprimée vers 1886 par Pierre Drouillard, alors maire républicain de Saint-Pol-de-Léon ».

#### Le collège du Kreisker
L'évêché de Léon s'était doté d'un collège dès 1580. Fermé lors de la Révolution française, il rouvre en 1806, accueillant 330 élèves (des garçons seulement) en 1810. En 1830 les enseignants, tous prêtres, refusèrent de prêter le serment de fidélité à l'« usurpateur » (Louis-Philippe), qui les fit remplacer par des laïcs : l'effondrement des effectifs scolarisés qui s'ensuivit provoqua la création du collège Saint-François à Lesneven ; des prêtres y enseignèrent à nouveau à partir de 1835. Le collège du Kreisker était en bonne partie fréquenté par des fils de notables même s'il accueillait aussi des enfants de milieux défavorisés. Les collèges du Kreisker et de Lesneven fournirent paradoxalement dans la première moitié du XXe siècle plus de prêtres à l'évêché de Quimper et de Léon que le petit séminaire de Pont-Croix, excentré dans le Cap Sizun. Xavier Grall, qui y fut scolarisé, affirma y avoir vécu « cent saisons en enfer ».
Saint-Pol-de-Léon a fourni 185 prêtres (un record) entre 1803 et 1968.

#### Saint-Pol-de-Léon vers la fin duXIXesiècle

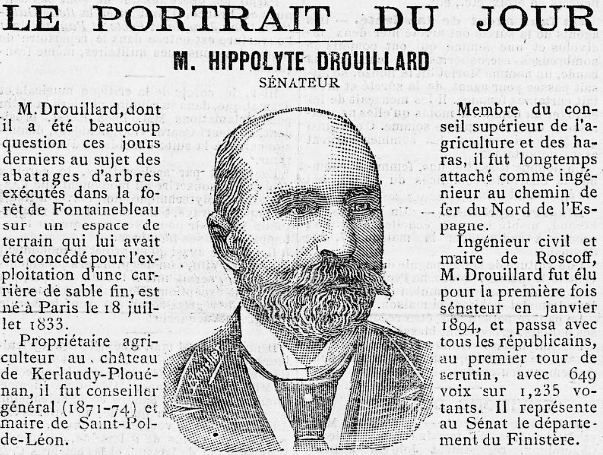
Portrait de Pierre Drouillard, maire de Saint-Pol-de-Léon entre 1880 et 1888, sénateur en 1894.

En 1887, un article de "La Dépêche de Brest" indique que des réparations importantes furent faites à l'ossuaire : « Les jours de grand vent, quand avait lieu une cérémonie funéraire, il n'était pas rare que les boîtes [à crâne] placées un peu partout [dans la cathédrale] sur les chapiteaux et sur les enfeux tombassent sur la tête des assistants. De plus la rumeur publique accusait certains pillaouers de faire volontiers main basse sur les débris humains de l'ossuaire. Le curé de Saint-Pol, avisé de ces manœuvres sacrilèges, prescrit l'enlèvement de tous les crânes, tibias, péronés, etc. qui furent solennellement inhumés dans une grande fosse creusée au pied du beau calvaire offert par M. Le comte de Guébriand ».
Saint-Pol fabrique des toiles (textile) et en fait un grand commerce, ainsi que du chanvre, lin, cire, miel. La pêche du poisson frais occupe une partie de ses habitants. Elle a plusieurs foires importantes. Le raccordement au réseau ferroviaire en 1883 contribue à développer considérablement la culture maraîchère. Le chemin de fer entraîne une urbanisation progressive autour de la gare et le long de l'axe gare/place de la cathédrale/halles. Construites en cette fin de siècle, les halles abritèrent de nombreux commerçants. « Le marché de Saint-Pol était le plus coté du Léon. Ce marché aux légumes se tenait tous les jours sur la Place de l'Évêché, Place du Parvis (de la Cathédrale) et en cas de grande affluence sur la Place du Kreisker où devaient avoir lieu les transactions. Le marché n'était ouvert qu'aux artichauts et aux choux-fleurs. Pendant la saison, chaque jour, pas moins de 2 000 charrettes traînées par un ou deux chevaux et les camions se pressaient en rangs serrés. »
En 1890, Saint-Pol-de-Léon devient le plus important exportateur de légumes de France. La culture intensive en pays de Léon est favorisée par un sol "inépuisable" et un climat tiédi par la pointe extrême d'une des branches du Gulf Stream. En 1899, Saint-Pol fait partie des dix-huit seules communes du département du Finistère à déjà posséder une société d'assurance mutuelle, forte de 52 adhérents, contre la mortalité des animaux de ferme, qui assure les chevaux et les bêtes à cornes.
En 1893, le "fourneau économique" de Saint-Pol-de-Léon distribue cent soupes et cent rations de viande et de riz par jour, de la Toussaint à Pâques.

### LeXXesiècle

#### LaBelle Époque

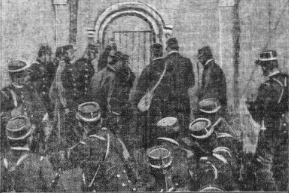
La troupe tentant d'enfoncer la porte de la cathédrale de Saint-Pol-de-Léon en novembre 1906 lors de la querelle des inventaires.

Répondant en 1904 à une enquête de l'inspection académique, un instituteur de Saint-Pol-de-Léon écrit : « le breton étant la langue courante de Saint-Pol, je ne crois pas que la population verrait d'un bon œil la suppression radicale du breton ; bien des personnes n'entendent pas le français ».

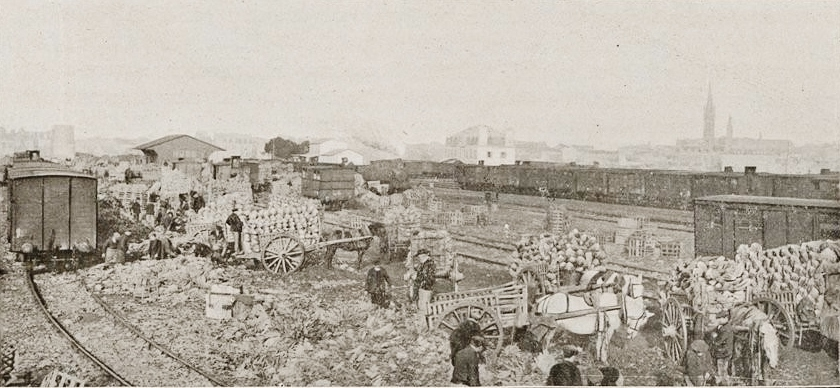
La gare de Saint-Pol-de-Léon vers 1910 pendant la saison des choux-fleurs.

Le journal Le Petit Parisien décrit la journée du 21 novembre 1906 à Saint-Pol-de-Léon :

« L'inventaire de la cathédrale de Saint-Pol-de-Léon, à l'occasion duquel une importante manifestation avait été organisée, a pu être effectué ce matin, après une très vive résistance il est vrai, mais sans que les fâcheux incidents que l'on redoutait se soient produits. Pour mener à bien cette opération un bataillon d'infanterie coloniale était arrivé hier matin, tandis que le tocsin sonnait à toute volée pour avertir les habitants des communes voisines. (...) Un escadron du 7e régiment de chasseurs arriva de Rouen dans l'après-midi. Ce matin, à quatre heures et demie, le tocsin sonna de nouveau, tandis que de nombreux fidèles, enfermés dans l'église, chantaient des cantiques. À cinq heures arrivent sur la place les chasseurs à cheval, accompagnés de nombreux gendarmes, et les soldats d'infanterie coloniale qui tout aussitôt prennent position dans les rues aboutissant à la cathédrale, où de solides barrages sont établis. (...) À six heures les premières sommations sont faites, sans résultat. Aussitôt après les soldats s'attaquent à un des vitraux du côté nord de l'église, mais une véritable montagne de bancs et de chaises est entassée à l'intérieur par les manifestants (...). Ils essaient alors d'enfoncer une petite porte donnant dans la partie sud de l'église. Mais après une heure d'efforts (...) ils abandonnent cette seconde tentative pour tenter de pénétrer dans la cathédrale par une issue souterraine située sur le côté nord de l'édifice, derrière laquelle a été édifiée une barricade de madriers, de bancs et de chaises. Les soldats, formant la chaîne, extraient une à une les pièces formant cette barricade (...) ; quelques soldats parviennent alors à s'introduire dans l'église où se tient le curé, M. Treussier, entouré de nombreux fidèles chantant des cantiques. Les soldats, dont le nombre grossit sans arrêt, refoulent cependant les manifestants qui, après une bousculade un peu vive, s'enfuient par la porte de la sacristie. L'église est vide et le receveur de l'enregistrement peut alors procéder à l'inventaire. »

Hervé Budes de Guébriant crée en 1906 les jardins ouvriers de Saint-Pol-de-Léon. Il devint président de l'"Office central agricole de Landerneau]" (à l'origine de Triskalia, Groupama et du Crédit mutuel de Bretagne) en 1921 et fut le premier président de la Chambre d'agriculture du Finistère et le resta pendant 32 ans.

#### LaPremière Guerre mondiale

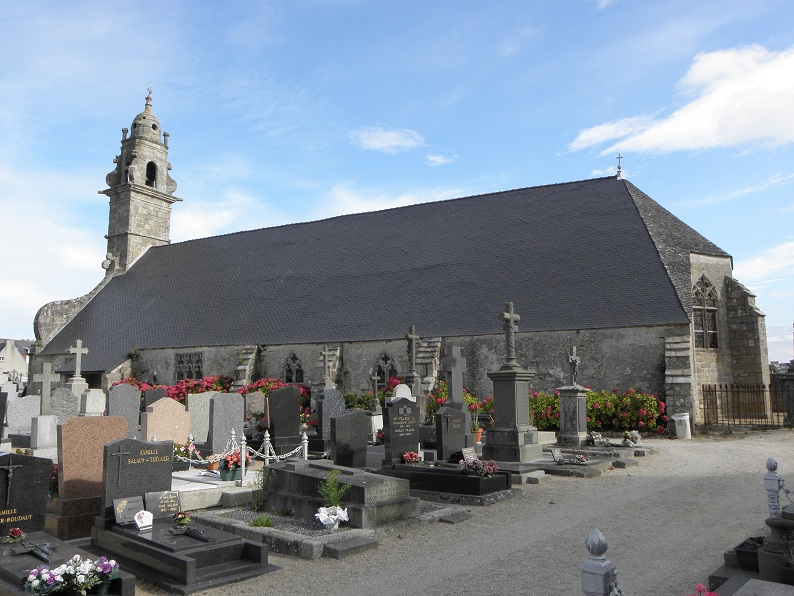
Le cimetière de l'église Saint-Pierre.

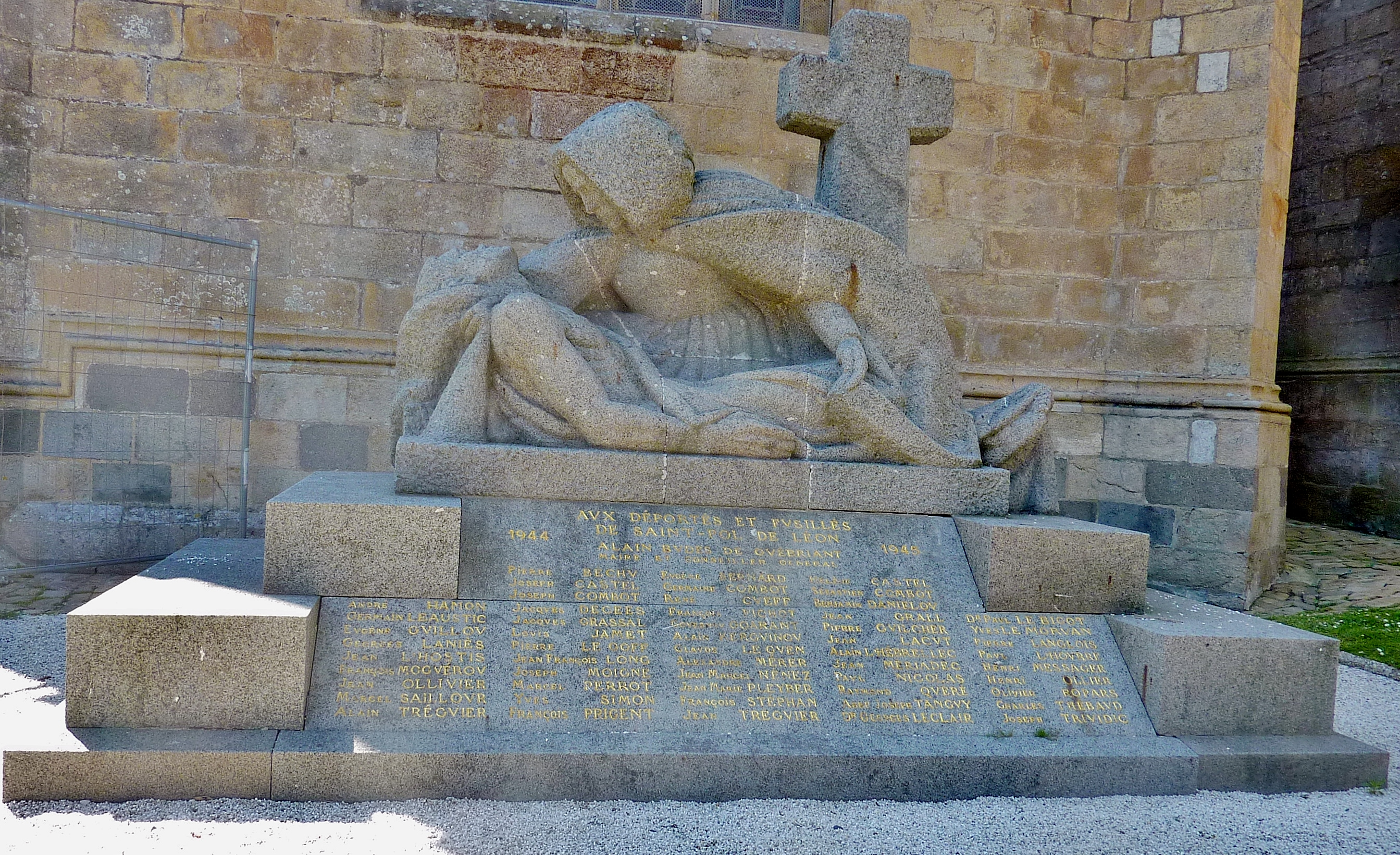
Le monument aux morts de Saint-Pol-de-Léon.

En août 1914, les hommes appelés à la guerre se présentent à la gare pour prendre la direction des frontières du Nord et de l'Est, en chantant des chants patriotiques, accompagnés de la fanfare La Saint-Politaine et des clairons.
Le docteur Henri Péjouan déclara que le dernier soldat léonard mort sur le champ de bataille avant l'armistice avait été Jean-François
Alain Le Déroff, 35 ans, tué à 10 h du matin à Flize dans les Ardennes. Mais l'ultime victime sera Jean-Marie Le Saoût, disparu le 30 novembre 1918.
Saint-Pol se dote le 1er février 1918 d'une base militaire marine, près du bac de la Corde. Le centre compte alors huit officiers, 119 officiers-mariniers et matelots, plus une quantité indéterminée d'auxiliaires dont des Algériens. La base comptait une vingtaine d'hydravions de la Penzé dont il ne reste qu'un château d'eau et une piste inclinée en béton, descendant sur le côté ouest du lit de la Penzé.
L'architecte Charles Chaussepied et le sculpteur René Quillivic construisent en 1919 le premier Monument aux morts du Finistère ; c'est une version moderne des gisants médiévaux, le soldat est porté par quatre pleureuses : la grand-mère, la mère, la sœur et l'épouse. Le monument commémore les 269 soldats saint-politains morts pour la France pendant la Première Guerre mondiale. Dans un enfeu de la chapelle du Kreisker, une plaque commémorative gravée en 1922 garde mémoire de 101 noms, anciens élèves et professeurs du collège du Léon. Au pied du monument aux morts du cimetière Saint-Pierre, une urne en granit conserve entre deux piliers un peu de la terre de Verdun où périrent plusieurs Saint-Politains et 11 tombes identiques, sauf pour une victime de confession musulmane, sont situées derrière la chapelle. Ces tombes sont celles de militaires affectés alors au Centre d'aviron marine de la Penzé.

#### L'entre-deux-guerres
En 1927, le pont de la Corde est construit, permettant de relier par la route la ville à Carantec.
Dans la décennie 1930, le chanoine Treussier, curé archiprêtre de Saint-Pol-de-Léon, refusa de marier des jeunes gens qui envisageaient de faire leur repas de noces dans une salle de danse connue.

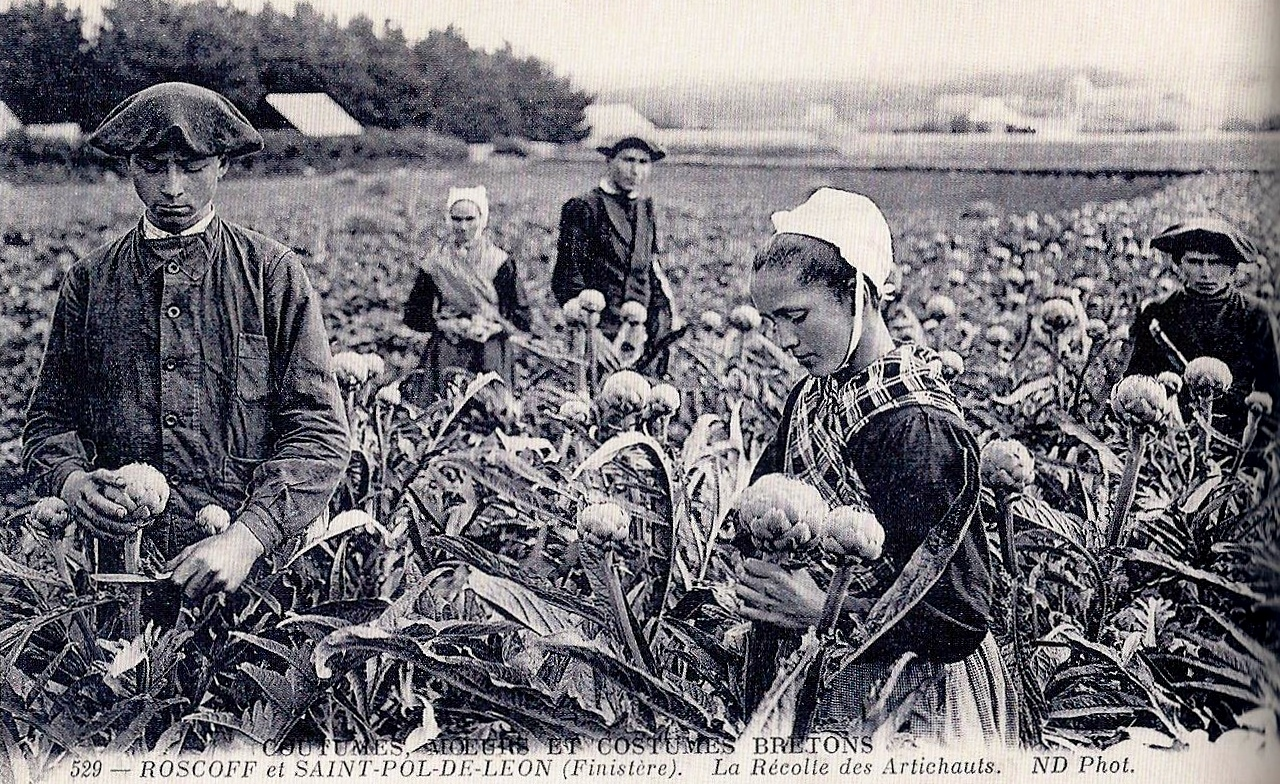
La récolte des artichauts dans la région de Saint-Pol-de-Léon et Roscoff (carte postale ND Photo, vers 1910).
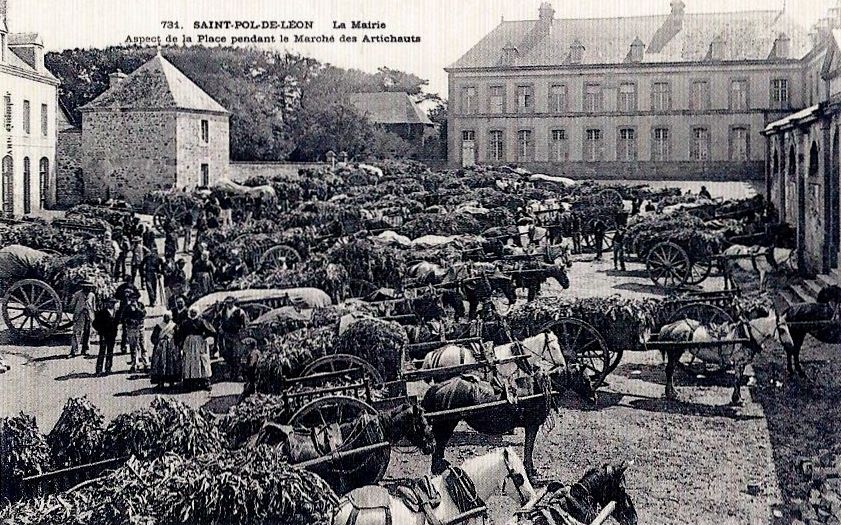
Le marché des artichauts sur la place de Saint-Pol-de-Léon vers 1930 (carte postale Villard).
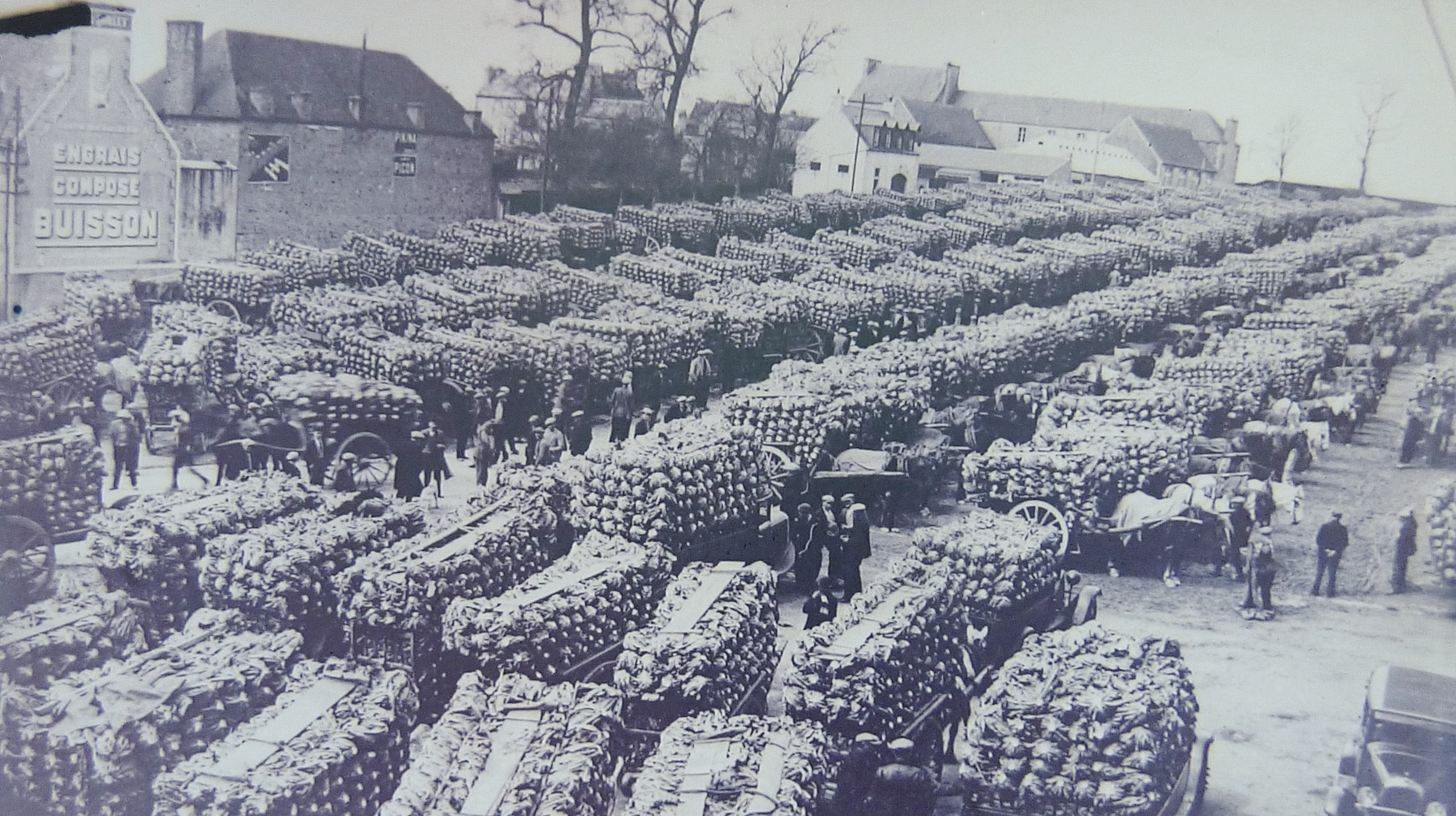
Le marché aux choux-fleurs de Saint-Pol-de-Léon (décennie 1930).

#### LaSeconde Guerre mondiale

##### Les requis du Service du travail obligatoire
Pierre Coquil, alors collégien au pensionnat du Kreisker, témoigne : « En 1944, je suis régulièrement réquisitionné avec d'autres collégiens durant notre jour de congé, le jeudi. Dans les champs, sous la surveillance de gardes, nous devons retirer la terre au croisement des talus afin de créer des encuvements et remettre soigneusement les touffes d'herbe au sol. Une fois les filets de camouflage tendus, les positions de combat sont complètement invisibles ».

##### Les drames de l'été 1944

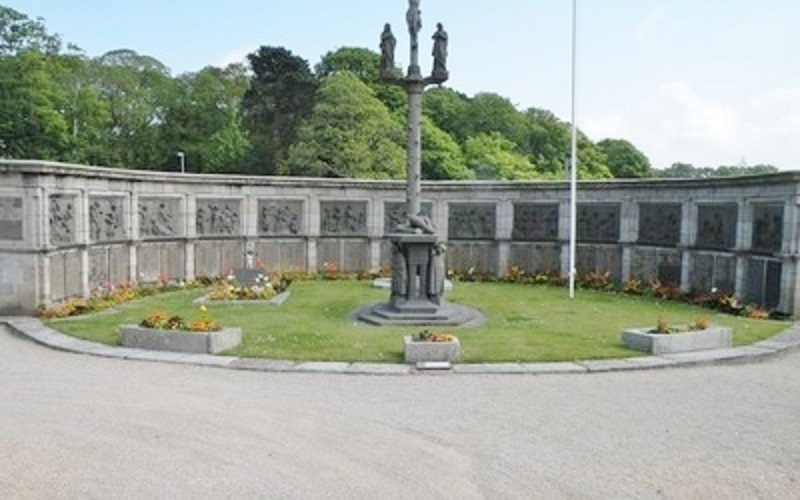
Le monument aux morts de Saint-Pol-de-Léon, situé dans le cimetière.

Parmi les massacres et exactions commis par l'armée allemande en France pendant la Seconde guerre mondiale ainsi que par des collaborateurs supplétifs russes, ceux commis à Saint-Pol-de-Léon fin juin 1944 et les 4 et 5 août 1944 firent en tout 44 morts.
En juin 1944, à la suite d'une dénonciation, 18 résistants (Eugène Bernard, Joseph Combot, Jean Grall, André Hamon, Alain Kerguinou, Jean L'Hostis, Paul Le Bigot, Claude Le Guen, Yves Morvan, Germain Léaustic, Georges Leclair, Jean Long, Jean Mériadec, Jean Pleyber, François Stephan, Joseph Tanguy, Charles Thébaud et Joseph Trividic) membres du réseau Centurie-OCM sont arrêtés par la Gestapo, emprisonnés à Morlaix, puis à la prison de Pontaniou à Brest. Ils disparurent sans que, pendant longtemps, l'on sache ce qu'ils étaient devenus, la thèse la plus couramment admise étant leur décès en déportation. Des travaux effectués à Brest sur le plateau du Bouguen en 1962 permirent de retrouver leurs restes, identifiés grâce à divers objets trouvés. Ils avaient été fusillés le 6 juillet 1944. Trois membres du réseau de résistance Défense de la France, arrêtés en mars 1944, avaient été antérieurement fusillés.

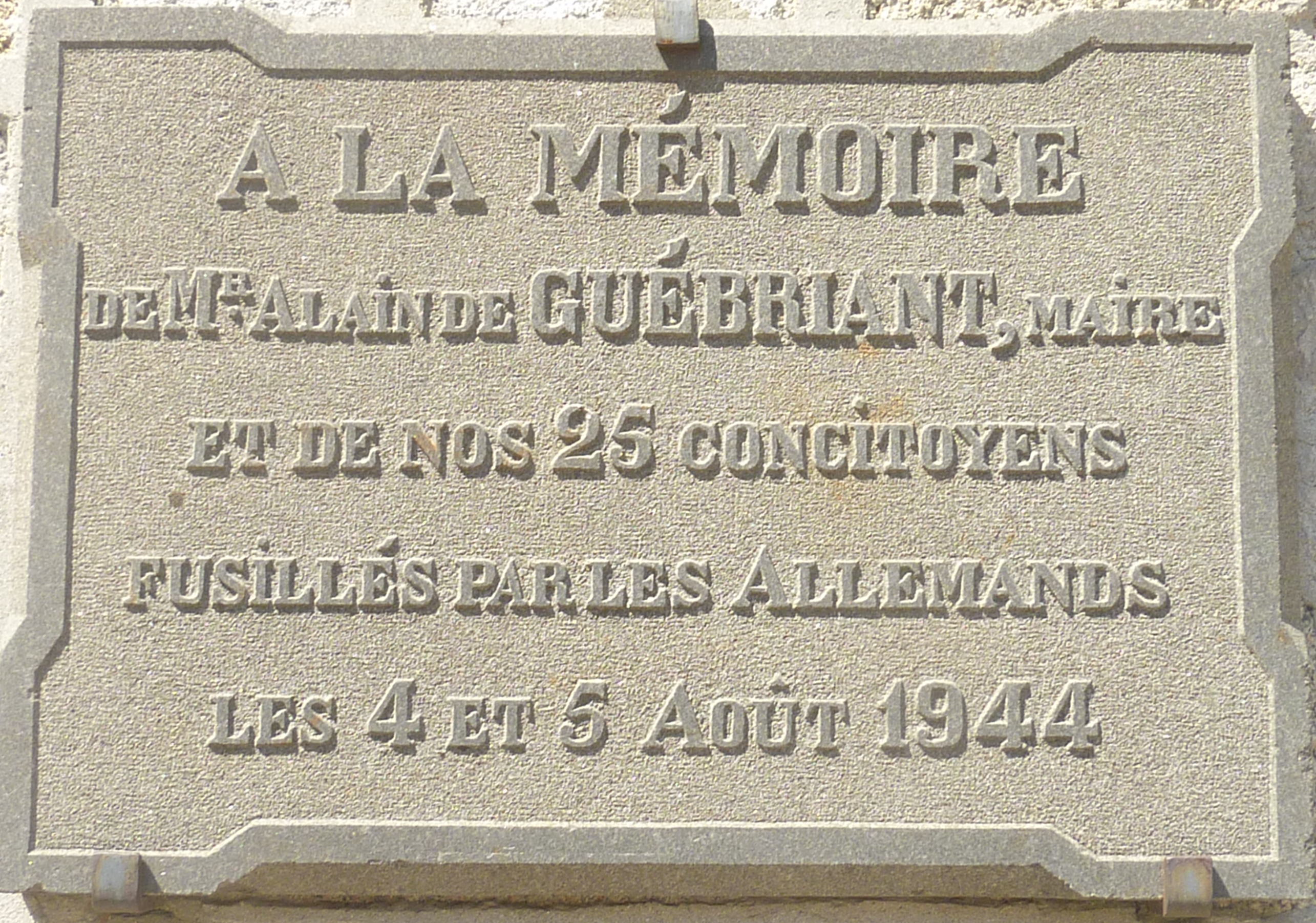
Plaque commémorative en mémoire d'Alain de Guébriant, maire, et de 25 autres Saint-Politains, assassinés par les Allemands les 4 et 5 août 1944.

Le 4 août 1944, dans la matinée, le départ de la garnison allemande de la Wehrmacht est fêté par la population et des drapeaux français et américains sont hissés sur les tours de la cathédrale ; une vingtaine de soldats allemands sont faits prisonniers dans leur cantonnement situé au manoir de Gourveau, et leurs armes saisies. Vers 16 heures, des soldats allemands tuent deux civils à la Madeleine : Paul L'Hourre, 20 ans et Jacques Decenes, 19 ans. Vers 16 h 30, une colonne cycliste des russes collaborateurs traverse la ville par la rue du Pont-Neuf et blesse deux personnes ; elle poursuit son chemin vers Roscoff en pillant et incendiant les fermes se trouvant sur son passage. Vers 17 h, une camionnette et une autochenille tractant un mortier de 77, arrivent à leur tour sur la Grand Place ; les Allemands tirent avec le canon, blessant deux habitants ; un civil est tué par un soldat allemand : Henri Olier, 31 ans ; les prisonniers allemands sont libérés et 23 civils sont pris en otage : 5 sont tués immédiatement : Alexandre Mérer, 17 ans ; Alain de Guébriant, maire ; Alexandre L'Hebrellec ; Pierre Bechu ; Jean Ollivier. Un autre civil, Benjamin Danielou, 46 ans, est tué dans un champ des environs par des soldats allemands ; les 15 autres otages (2 ont été libérés) sont emmenés et leurs corps furent découverts, affreusement mutilés, dans une fosse commune, le 9 août 1944 dans un champ près du manoir de Kerdrel en Lannilis : Jean-François Tréguier, 16 ans ; Alain Tréguier ; Louis Jamet, 60 ans ; Joseph Castel, 35 ans ; Jean Lacut, 23 ans ; Marcel Saillour ; Eugène Guillou, 35 ans ; Sébastien et Germain Combot, 38 et 35 ans ; René Cueff, 20 ans ; Pierre Langlois, 15 ans ; Paul Nicolas, 39 ans ; Pierre Le Goff ; François Fichot, 28 ans ; Pierre Guilcher, 20 ans. Deux autres civils sont tués par ailleurs : Marcel Perrot et Jean Marie Ménez. La même colonne allemande, comprenant les ex-prisonniers allemands de la veille, revient le 5 août 1944, exigeant la restitution des armes prises la veille avant le lendemain 15 heures et menaçant de détruire la ville en cas de refus. Une partie des armes fut restituée aux Allemands le lendemain.
Le monument situé derrière la cathédrale porte les noms de 55 Saint-Politains morts pour la France pendant la Deuxième Guerre mondiale.

#### L'après Seconde Guerre mondiale
Le 31 août 1955, une importante "Fête du cheval" est organisée par la JAC à Saint-Pol-de-Léon, à laquelle participent plus de 15 000 personnes ; après une messe solennelle dans la cathédrale et un défilé en ville, la fête se déroule dans la propriété du comte Hervé Budes de Guébriant.

##### Le fonctionnement traditionnel du marché aux légumes
Un paysan décrit ainsi le fonctionnement de ce marché dans les années d'après-guerre :

« Les négociants étaient les rois du marché aux légumes, ils faisaient ce qu'ils voulaient. Les légumes étaient d'ailleurs généralement achetés non par le patron lui-même mais par le premier ouvrier, et il valait mieux se faire bien voir par un bon pourboire aux ouvriers emballeurs si on voulait voir sa marchandise achetée la fois suivante. Les emballeurs exigeaient en effet un pourboire et un litre de vin de chaque paysan. On avait intérêt à ne pas l'oublier car, sinon, le triage des choux-fleurs et des artichauts était mauvais et les emballeurs nous classaient pas mal de marchandises dans une catégorie inférieure ou même, tout simplement, nous les déclassaient en « rebuts » qui n'étaient pas commercialisables. »

« La quasi-totalité des expéditions jusqu'aux années soixante se faisaient par trains entiers (...). La ligne de Roscoff avait alors une importance fondamentale. À partir des années soixante-dix, le transport par camions s'est considérablement développé, au point que la ligne de trafic des marchandises a été complètement supprimée. La véritable révolution a été la création de la SICA de Saint-Pol-de-Léon en 1961. Cela a complètement changé les choses car nous n'avions plus à passer des journées entières sur la place du marché en attendant qu'un marchand veuille bien s'intéresser à nos artichauts et à nos choux-fleurs. Les ventes devenaient publiques grâce à la création d'un marché au cadran s'inspirant des expériences hollandaises. La fixation du prix était ainsi plus claire et les petits paysans que nous étions échappaient ainsi aux pressions des négociants. De plus, la pesée des marchandises devenait aussi publique, ce qui évitait de se voir appliquer un poids différent, évidemment inférieur, par le négociant »

##### La capitale de la Ceinture dorée

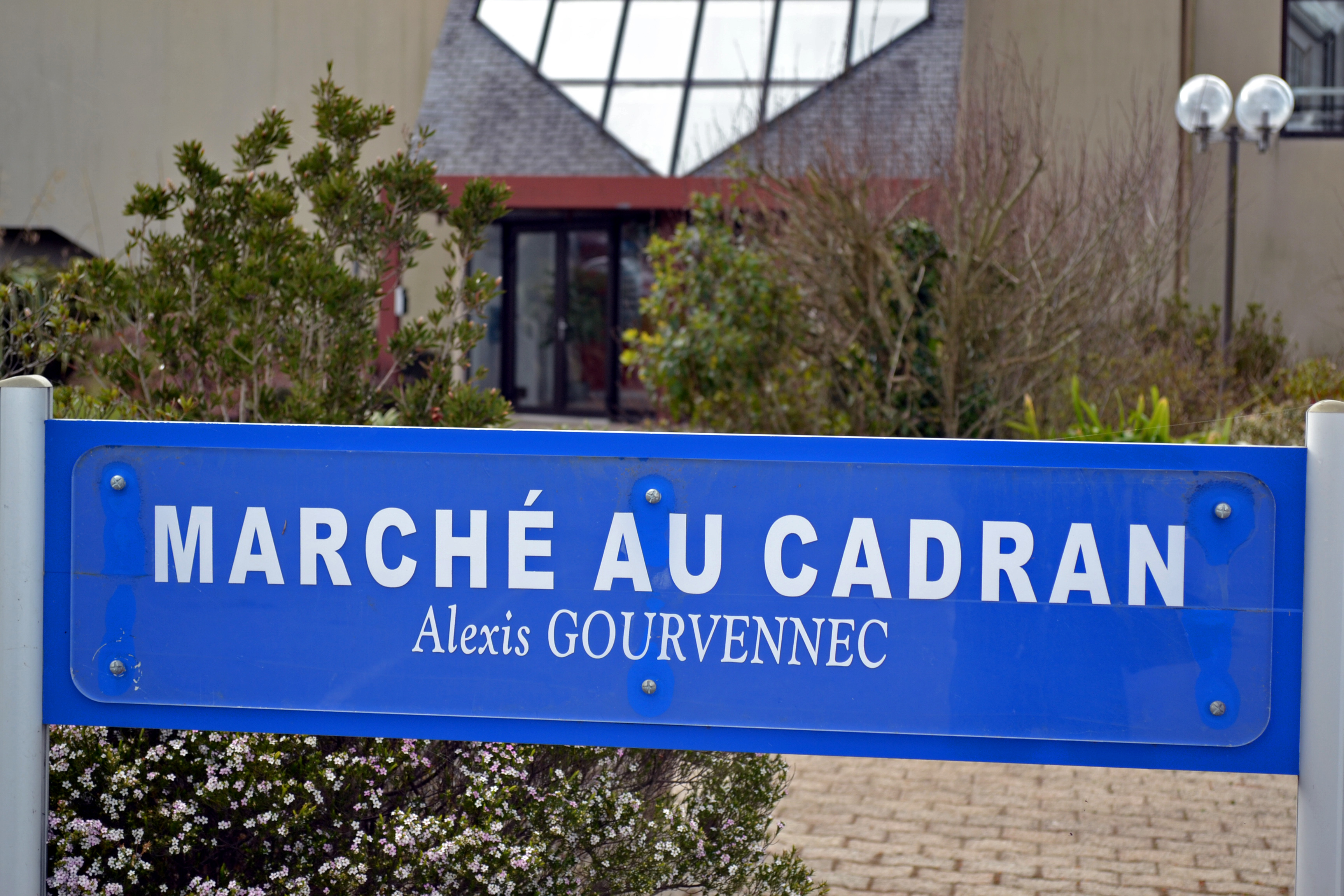
Marché au cadran de la SICA

Limitée jusqu'en 1914 au littoral Saint-Pol-Roscoff, la Ceinture dorée s'étend sur une bande de 70 km de long et 20 de large dans le Léon et l'ouest du Trégor. La zone maraîchère s'étend sur 58 communes et compte 7 000 exploitations. Depuis les années 1950, le développement spatial de Saint-Pol s'oriente vers des zones périphériques.
Au début des années 1960, la région connaît une crise du marché légumier. Saint-Pol installe un marché aux enchères dégressives avec vente au cadran et voit se constituer deux groupements : la Société d'intérêt collectif agricole (SICA) et les indépendants. En 1962, la bataille de l'artichaut les oppose lors d'affrontements violents durant trois jours. Les producteurs Sica voulaient faire obstacle à l'expédition des légumes livrés par les indépendants SoCo, qui pour eux nuisaient aux réformes du marché.
En 1968 les perceptions de Saint-Pol-de-Léon, Plouescat et Plouzévédé furent en partie détruites lors d'attentats commis par des paysans « égarés ».

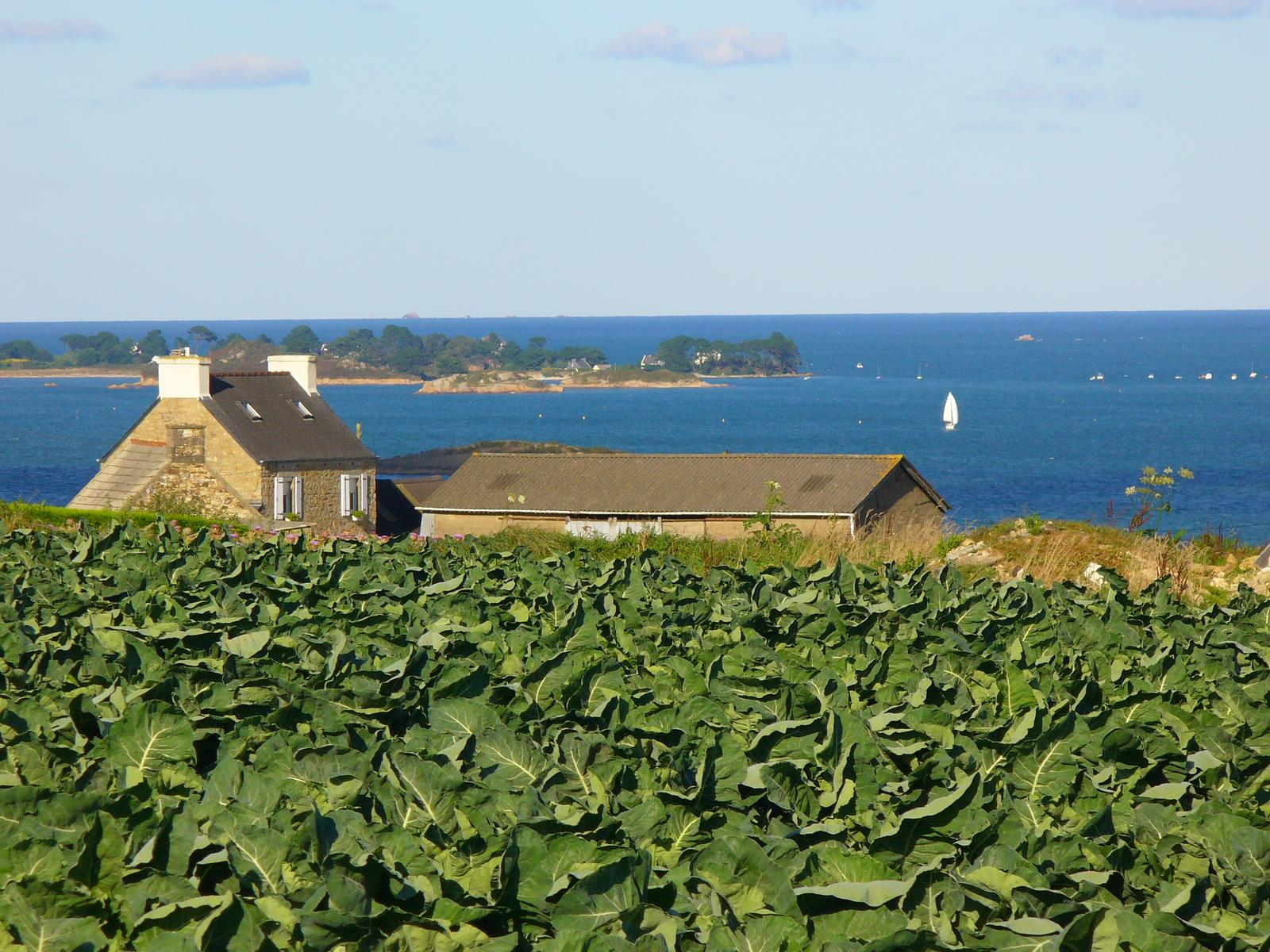
Entre terre et mer

À la fin du XXe siècle, Saint-Pol demeure toujours la capitale de la Ceinture dorée.  Première région maraîchère de France et l'une des plus importantes d'Europe, elle exporte chaque année des dizaines de milliers de tonnes de légumes dans toute l'Europe grâce à sa SICA et à son marché au cadran. Ses centres de recherche et ses laboratoires attirent des chercheurs de très haut niveau.
En 1989, le salon Saveurs de Bretagne voit le jour, donnant naissance à la confrérie de l'artichaut en 1997. Une fête de l'artichaut, organisée par l'association Gouël Kastell Paol, a déroulé ses premières éditions en centre-ville avant que décision soit prise de fusionner les deux manifestations. Le pèlerinage du Tro-Breizh a été relancé en 1994 par Philippe Abjean, qui forme l'association « Les Chemins du Tro Breiz » pour la renaissance du pèlerinage médiéval des sept saints fondateurs de Bretagne. 
Le Stade Léonard et l'Étoile sportive du Kreisker, les deux clubs de football jusque-là rivaux, le premier laïque, le second catholique, fusionnent le 23 mai 1967, le nouveau club prenant le nom de "Stade léonard Kreisker"

### LeXXIesiècle
En 2004, lors du réaménagement du centre-ville, les fouilles archéologiques mettent au jour entre autres un cimetière des Xe-XIe siècles à l'ouest, une autre nécropole des XIIIe-XIVe siècle à l'est, un visage de femme en calcaire probablement du XIIIe siècle, des récipients du Bas Moyen Âge, de nombreux tronçons de murs…
En octobre 2021 la SICA de Saint-Pol-de-Léon, premier groupement légumier et horticole de France avec ses 800 producteurs, a inauguré sa nouvelle plateforme logistique de Vilar Gren.

### Événements
- 490 : Naissance de saint Pol Aurélien dans l'île de Bretagne qui évangélisera la région
- 511 : Arrivée en provenance de Lampaul-Ploudalmézeau de saint Pol Aurélien, originaire du pays de Galles et installation dans le minihy de Léon
- 643 : Réunion des États de Bretagne par Alain II Le Long, roi de Bretagne. L'assemblée nationale dans la ville a pour but la reformation de plusieurs abus (anachronisme).
- 875 : Pillage de la cathédrale par les Normands qui prennent d'assaut la ville
- 1170 : Henri II d'Angleterre, à la tête d'une armée considérable, fait raser le château de Saint-Paul (Castel-Paol) et ses fortifications.
- 1275 : Création de la vicomté de Léon (Hervé IV, comte de Léon, cède son domaine au duc Jean Le Roux). Au XIVe siècle il passe dans la famille de Rohan et sera érigée en principauté en 1572
- 1346 : Guerre de Succession de Bretagne (bataille de Saint-Pol-de-Léon)
- 1368 : Le couvent des Pères Carmes voit le jour par le duc Jean IV et la duchesse ; ils feront rebâtir la chapelle Notre-Dame de Creisquer
- 1375 : Incendie de la chapelle Notre-Dame par les Anglais
- 1503 : Le roi Louis XII et la reine Anne sont reçus à Saint-Pol par l'évêque Jean de Kermavan
- 1580 : Fondation du collège de Léon qui deviendra en 1910 l'Institution Notre-Dame du Kreisker
- 1592 : Le bandit La Fontenelle pille la ville pendant les guerres de la Ligue
- 1629 : Fondation des ursulines
- 1661 : Début de la culture de l'artichaut
- 1675 : Révolte des Bonnets Rouges
- 1705 : Un incendie détruit l'hôpital de Saint-Pol
- 1754 : La ville reçoit le duc d'Aiguillon avec un grand déploiement de fêtes dont le but était peut-être qu'il soutienne le procès mené contre l'évêque.
- 1769 : L'hospice reçoit une rente de 2 000 livres de l'abbé du Vivier de Lansac du Relec.
- vers 1773 : Destruction de la halle qui couvrait la quasi-totalité de la rue Général-Leclerc aux XVe - XVIe siècle ; l'ingénieur Besnard conçoit les plans des nouvelles halles établies sur la Grand-Place.
- 1793 : Combat de Saint-Pol-de-Léon
- 1801 : Suppression du diocèse par le Concordat qui crée le diocèse de Quimper et de Léon sur l'étendue du département du Finistère
- vers 1830 : Démolition du couvent des Carmes, qui possédaient 30 hectares et la chapelle Sainte-Anne-en-Grève sur l'îlot[107]
- 1879 : Visite de Pierre Loti à Saint-Pol
- 1883 : Ouverture de la ligne de chemin de fer entre Morlaix et Roscoff avec création de la gare de Saint-Pol
- 1888 : Assemblée générale de l'association bretonne sous la présidence de Théodore La Villemarqué
- 1906 : Inventaire de la basilique assiégée par des détachements de cavalerie et d'infanterie en novembre à la suite de la loi de Séparation de 1905 malgré la résistance des fidèles.
- 1908 : Visite en grande pompe de monseigneur Duparc, évêque, arrivé en gare de Plouénan et conduit par un long cortège de cavaliers et de cyclistes le 26 mars.
- 1908 : Congrès de l'union régionaliste bretonne en présence de François Jaffrennou (Bro gozh ma zadoù)
- 1924 : Première représentation théâtrale à la salle Sainte-Thérèse : La Passion écrite par l'abbé Léon
- 1943-1944 : Construction des fortifications du mur de l'Atlantique par l'organisation Todt à Kerhoant, Kerdalar, Vezendoket, Sainte-Anne…
- 26 au 29 juin 1944 : arrestation par les Allemands des 18 membres du réseau de résistance « Centurie-O.C.M. » fusillés à Brest le 6 juillet 1944.
- 4 et 5 août 1944 : libération tragique de la ville (26 morts, dont le maire)
- 1961 : Création de la SICA et d'un marché au cadran (enchères des légumes)
- 1968 : Destruction des halles, construites en 1860 sur l'emplacement d'une prison jardin de l'Évêché, depuis la cathédrale jusqu'à la rue au Lin.
- 1957-1965 : bataille de l'artichaut
- 2005-2007 : Aménagement du centre-ville par Philippe Madec qui obtient le Prix de l'Art Urbain 2006 mention « respect de l'environnement[108]
- 22 avril 2020 : Visite d'Emmanuel Macron, président de la république, pendant l'épidémie de COVID-19, en soutien aux salariés travaillant pendant la pandémie. Il visite le supermarché SUPER U. Il s'agit de la première visite d'un président de la Ve République dans la ville.

### Liste des maires

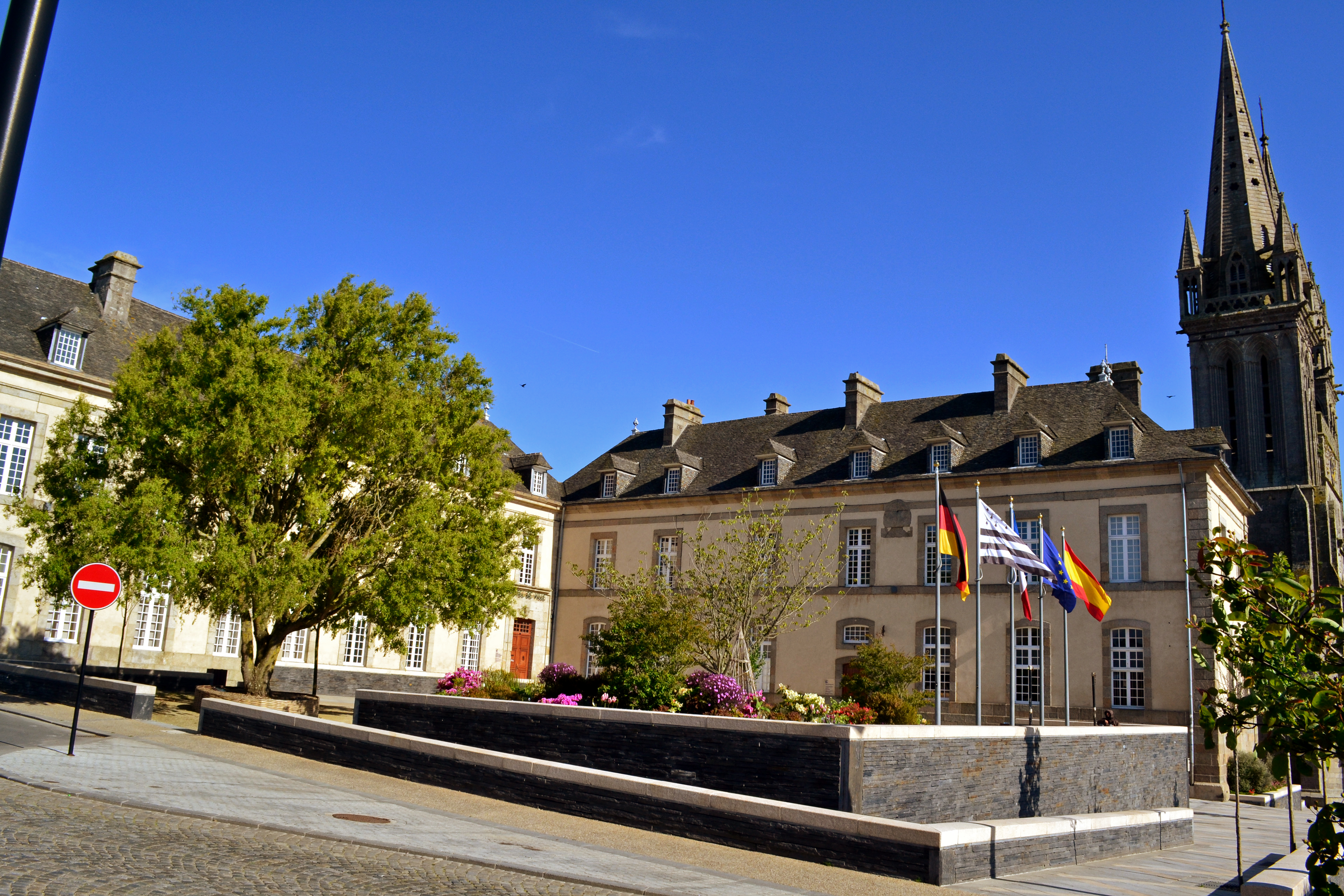
Hôtel de ville (XVIIIe siècle).

## Politique et administration

### Communauté de communes et canton
Le maire de Saint-Pol, Nicolas Floch, était également président de Haut-Léon Communauté, communauté de communes créée en 2017. Son périmètre correspond à celui du canton après le redécoupage de 2014. Elle regroupe quatorze communes et environ 31 500 habitants.
Elle mutualise les moyens des communes pour mettre à la disposition des habitants différents services : maison des services, marchés publics, centre aquatique, maison de l'enfance, École intercommunale de musique et danse,,,

### Jumelages
- Benicarló (Espagne) depuis 2012
- Vechta (Allemagne) depuis 2008
- Pontedeume (Espagne) depuis 1985 (dissous)
- Penarth (Royaume-Uni) depuis 1967 (dissous en 2011)[Notes 9]

## Équipements et services publics

### Eau et déchets

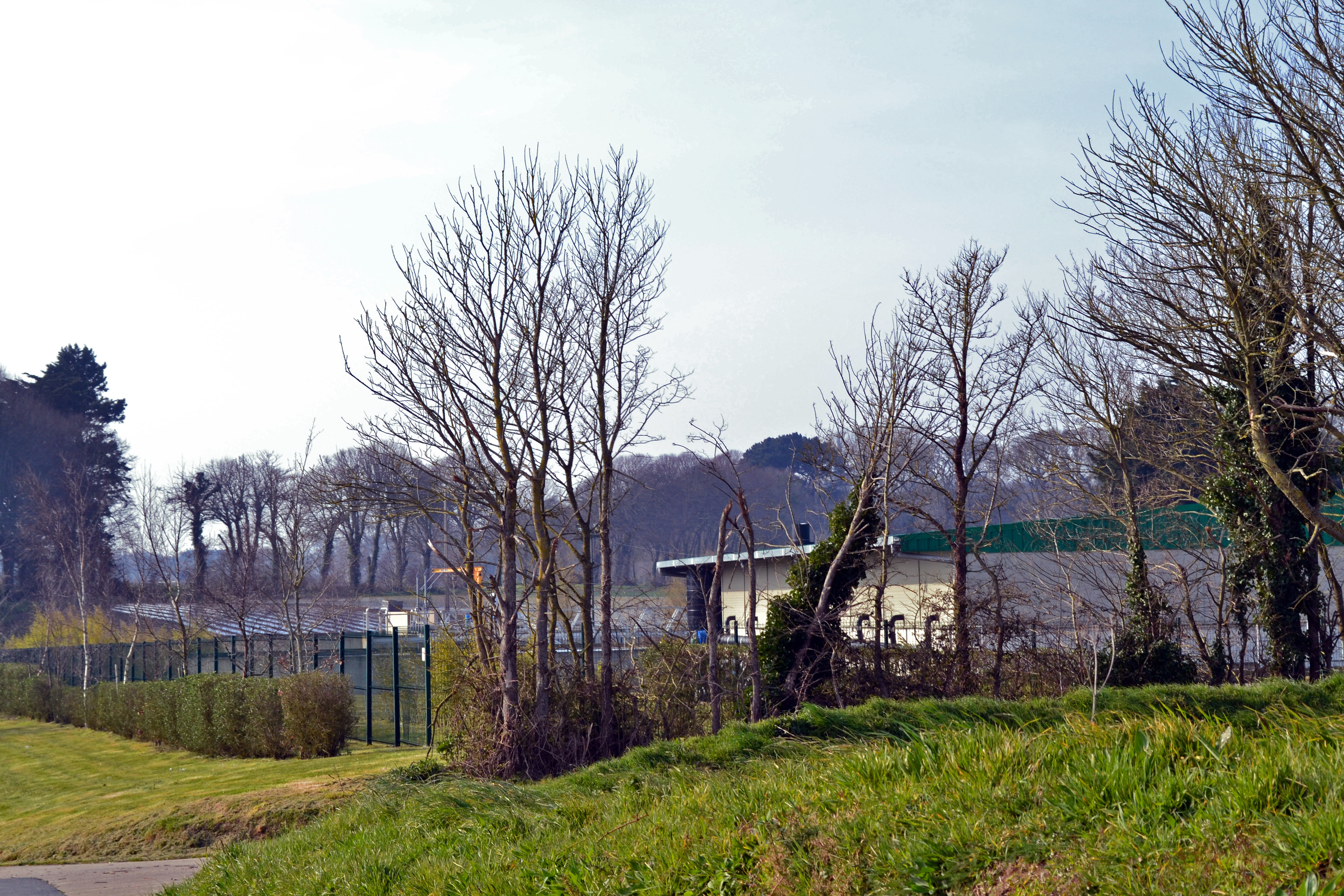
Station d'épuration Vilin Vraz.

L'eau est acheminée grâce à un château d'eau. Saint-Pol dispose d'une station d'épuration à Vilin Vraz. Le traitement des déchets est assuré par la communauté de communes. Une déchetterie est à disposition, à Plougoulm. 

### Enseignement

#### Enseignement public
- École Pierre-et Marie-Curie
- École Jean-Jaurès
- Collège Jacques-Prévert[115]

#### Enseignement associatif
- École Diwan[116]

#### Enseignement privé
- École Sainte-Marie
- École Notre-Dame de la Charité
- Collège Sainte-Ursule
- Lycée Notre-Dame-du-Kreisker[117]

#### Écoles spécialisées
- ISFFEL : Institut supérieur de formation[118]

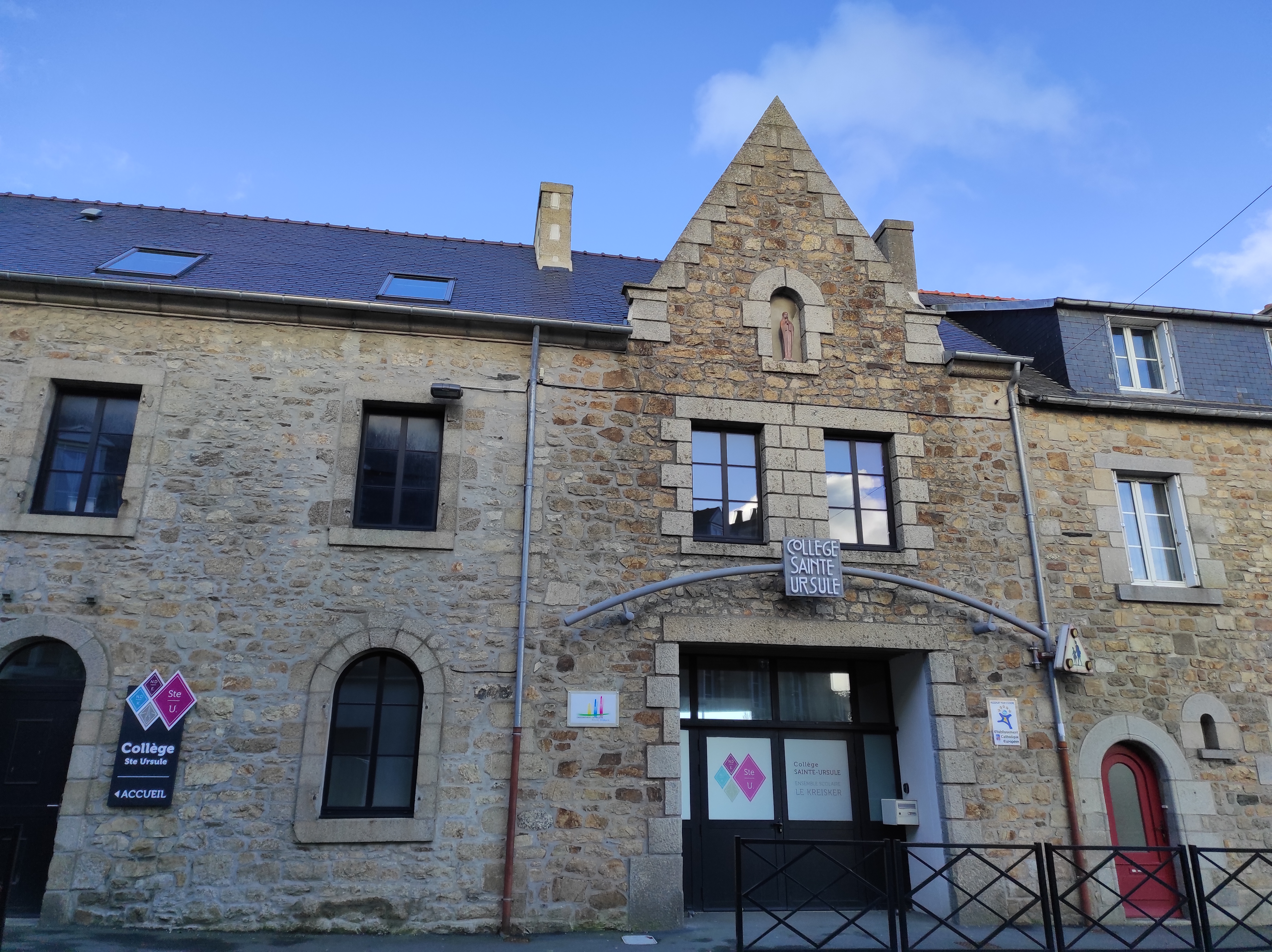
Collège Sainte-Ursule (rue Verderel).
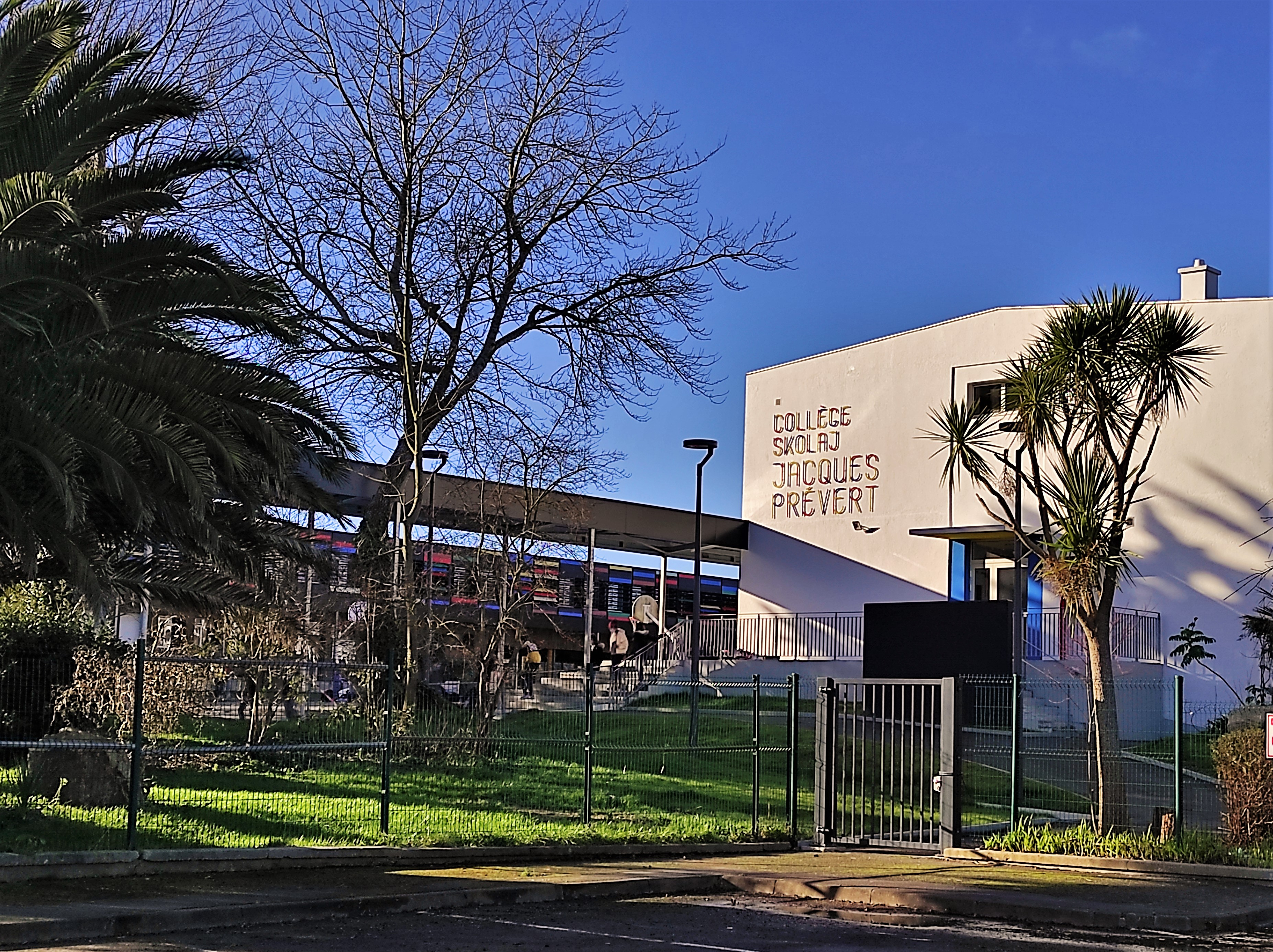
Collège Jacques Prévert.
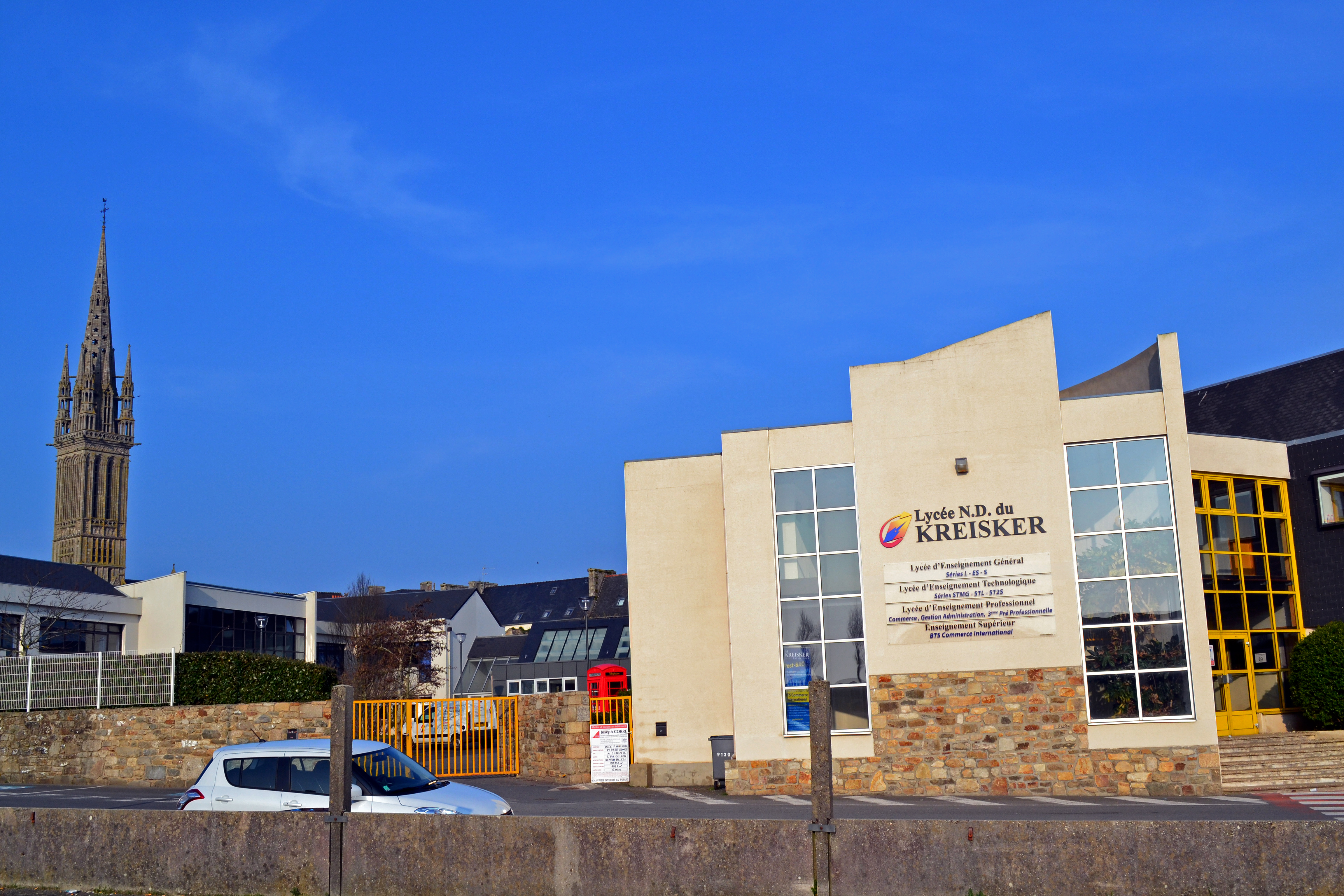
Lycée du Kreisker (côté BTS).
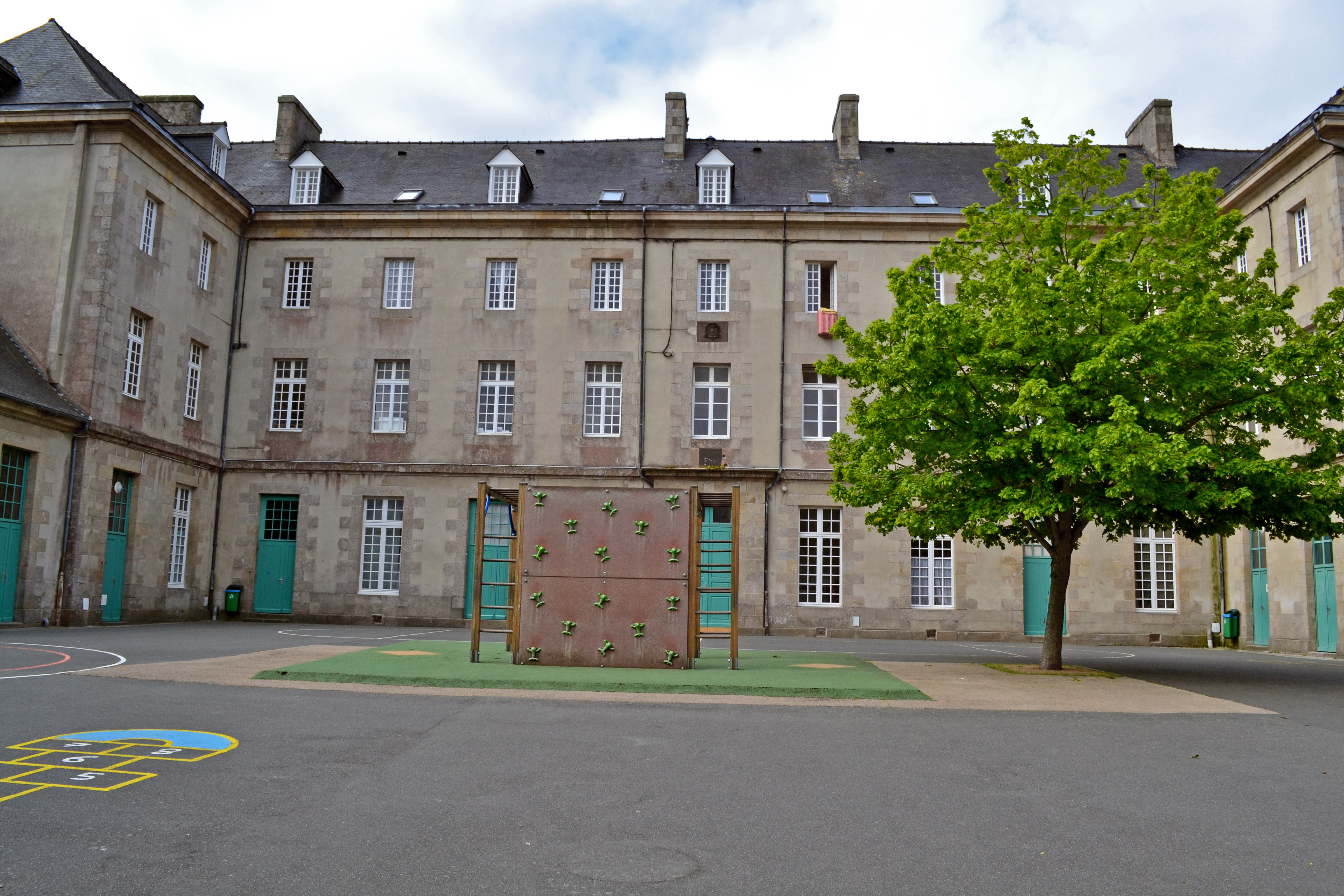
Ancien collège de Léon (locaux de l'école Diwan).
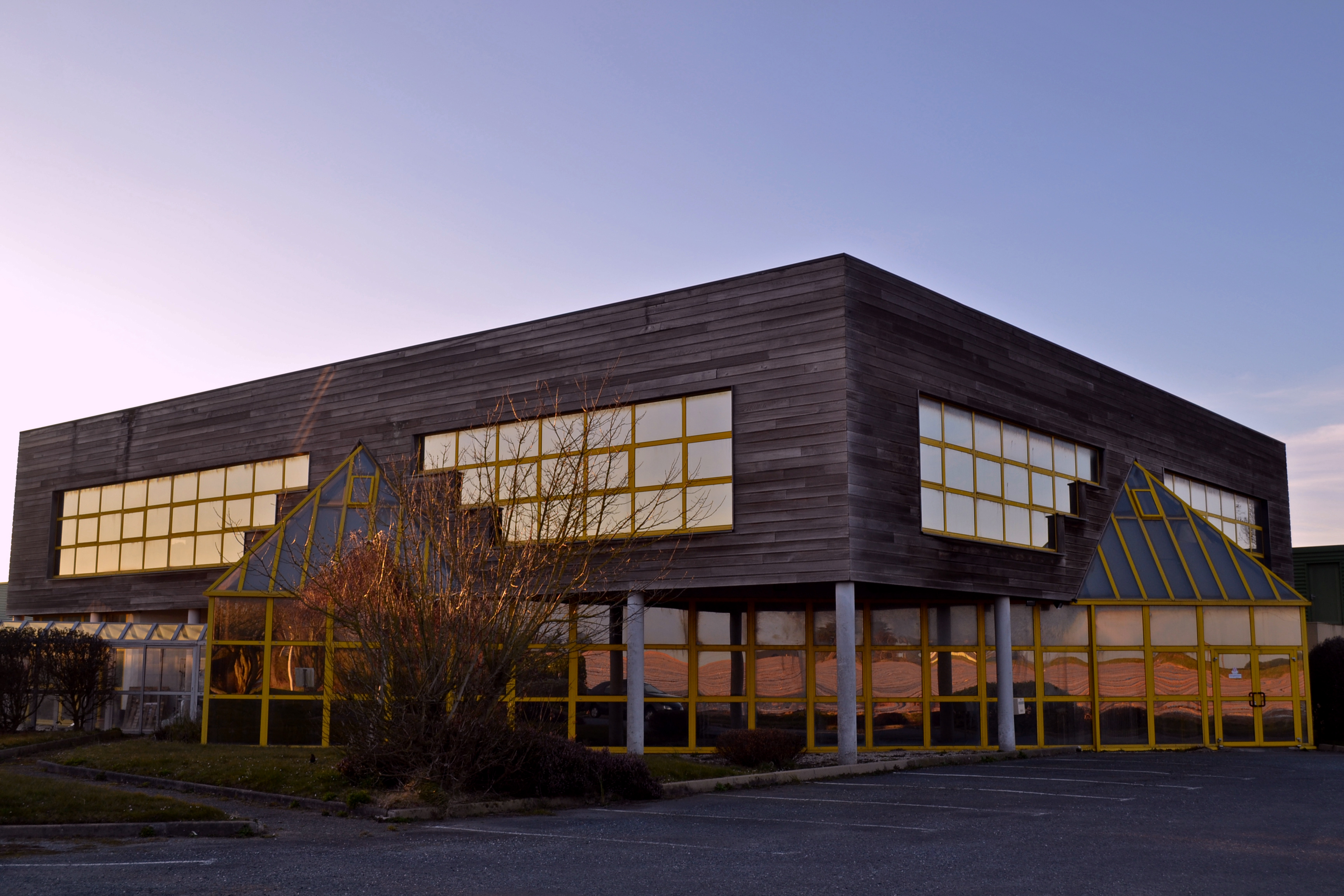
Centre de ressources technologiques Vegenov.

### Santé

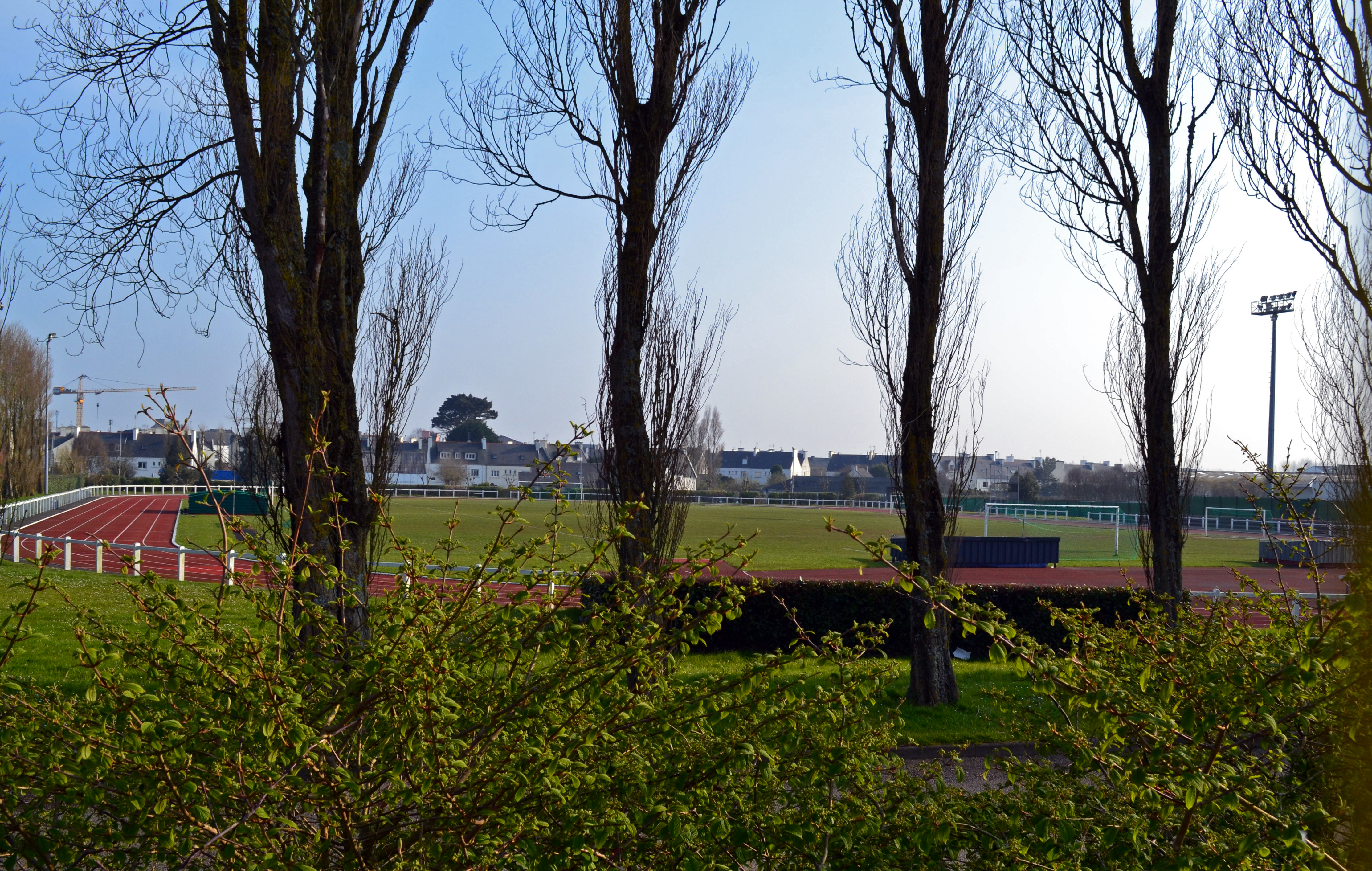
Piste d'athlétisme 400 m.

La commune regroupe une dizaine de médecins généralistes, six pharmacies, six dentistes, sept centres de rééducation physique. La ville dépend du Centre hospitalier et de la clinique de Morlaix. La commune a signé la charte nationale Nutrition-Santé (PNNS) en 2009 et a installé neuf défibrillateurs. 
La commune compte plusieurs associations sanitaires et sociales animées par des bénévoles.

## Population et société

### Démographie

#### Évolution démographique
L'évolution du nombre d'habitants est connue à travers les recensements de la population effectués dans la commune depuis 1793. Pour les communes de moins de 10 000 habitants, une enquête de recensement portant sur toute la population est réalisée tous les cinq ans, les populations de référence des années intermédiaires étant quant à elles estimées par interpolation ou extrapolation. Pour la commune, le premier recensement exhaustif entrant dans le cadre du nouveau dispositif a été réalisé en 2008.
En 2022, la commune comptait 6 841 habitants, en évolution de +3,82 % par rapport à 2016 (Finistère : +2,16 %, France hors Mayotte : +2,11 %). Le maximum de la population a été atteint en 1946 avec 8 903 habitants.
| 1793  | 1800  | 1806  | 1821  | 1831  | 1836  | 1841  | 1846  | 1851  |
| ----- | ----- | ----- | ----- | ----- | ----- | ----- | ----- | ----- |
| 4 832 | 5 385 | 5 543 | 6 155 | 6 692 | 6 451 | 6 655 | 6 836 | 7 059 |

| 1856  | 1861  | 1866  | 1872  | 1876  | 1881  | 1886  | 1891  | 1896  |
| ----- | ----- | ----- | ----- | ----- | ----- | ----- | ----- | ----- |
| 6 605 | 6 704 | 6 771 | 6 741 | 7 005 | 7 295 | 7 480 | 7 430 | 7 619 |

| 1901  | 1906  | 1911  | 1921  | 1926  | 1931  | 1936  | 1946  | 1954  |
| ----- | ----- | ----- | ----- | ----- | ----- | ----- | ----- | ----- |
| 7 846 | 8 140 | 7 809 | 7 439 | 7 844 | 8 041 | 8 347 | 8 903 | 8 585 |

| 1962  | 1968  | 1975  | 1982  | 1990  | 1999  | 2006  | 2008  | 2013  |
| ----- | ----- | ----- | ----- | ----- | ----- | ----- | ----- | ----- |
| 8 347 | 8 044 | 8 044 | 7 462 | 7 261 | 7 121 | 7 068 | 7 038 | 6 618 |

| 2018  | 2022  | - | - | - | - | - | - | - |
| ----- | ----- | - | - | - | - | - | - | - |
| 6 603 | 6 841 | - | - | - | - | - | - | - |

#### Pyramide des âges
La population de la commune est relativement âgée.
En 2018, le taux de personnes d'un âge inférieur à 30 ans s'élève à 27,4 %, soit en dessous de la moyenne départementale (32,5 %). À l'inverse, le taux de personnes d'âge supérieur à 60 ans est de 37,3 % la même année, alors qu'il est de 29,8 % au niveau départemental.
En 2018, la commune comptait 3 078 hommes pour 3 525 femmes, soit un taux de 53,38 % de femmes, légèrement supérieur au taux départemental (51,41 %).
Les pyramides des âges de la commune et du département s'établissent comme suit.
| Hommes | Classe d’âge | Femmes |
| ------ | ------------ | ------ |
| 1,0    | 90 ou +      | 3,5    |
| 9,8    | 75-89 ans    | 13,8   |
| 23,2   | 60-74 ans    | 23,1   |
| 21,7   | 45-59 ans    | 21,1   |
| 14,7   | 30-44 ans    | 13,2   |
| 15,2   | 15-29 ans    | 12,3   |
| 14,5   | 0-14 ans     | 13,0   |

| Hommes | Classe d’âge | Femmes |
| ------ | ------------ | ------ |
| 0,7    | 90 ou +      | 2,2    |
| 7,8    | 75-89 ans    | 11,5   |
| 19,2   | 60-74 ans    | 20,1   |
| 20,8   | 45-59 ans    | 19,7   |
| 17,7   | 30-44 ans    | 16,6   |
| 17,1   | 15-29 ans    | 14,7   |
| 16,8   | 0-14 ans     | 15,2   |

##### Évolution du rang démographique
| selon la population municipale des années : | 1968 | 1975 | 1982 | 1990 | 1999 | 2006 | 2009 | 2013 |
| Rang de la commune dans le département      | 8    | 11   | 15   | 16   | 17   | 21   | 22   | 25   |
| Nombre de communes du département           | 286  | 283  | 283  | 283  | 283  | 283  | 283  | 283  |

En 2017, Saint-Pol-de-Léon était la 26e commune du département en population avec ses 6 596 habitants (territoire en vigueur au 1er janvier 2020), derrière Plouguerneau (25e avec 6 607 habitants) et devant Ploudalmézeau (27e avec 6 297 habitants).
Elle est également la 1 596e commune de France, ex æquo avec La Tronche (Isère) et Kervignac (Morbihan).

### Culture

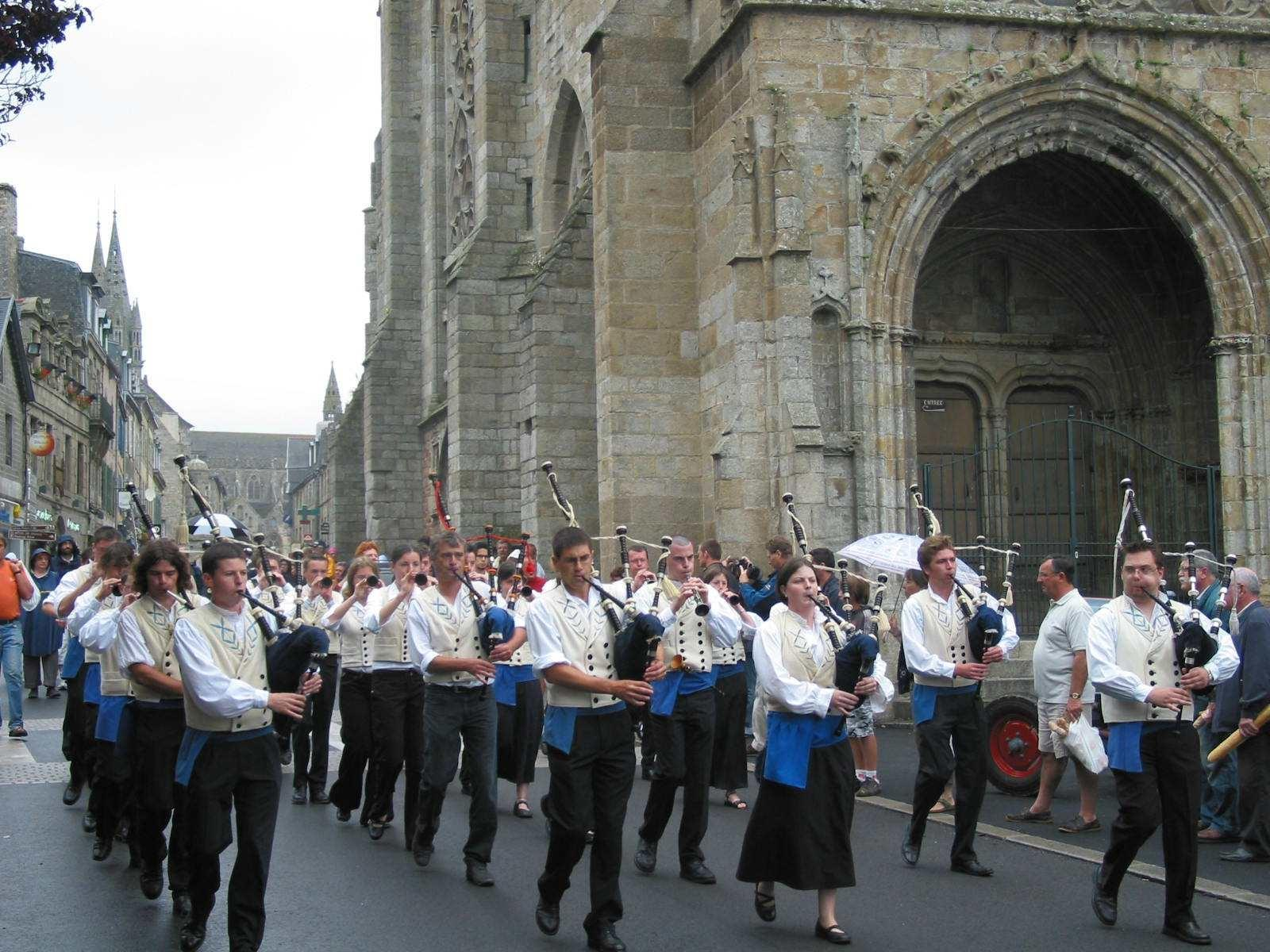
La Kevrenn Kastell lors du festival Kastell Paol en 2007.

- La Prébendale, expositions & conférences.
- Fête de la mer (mi-août)[129], animations au port de Pempoul.
- Les Mardis de l'orgue, récitals gratuits l'été le jour du marché pour faire découvrir l'orgue Dallam, monument historique, de la cathédrale.
- Festival le chant de la rive [130].
- Tro Breizh

#### Tradition

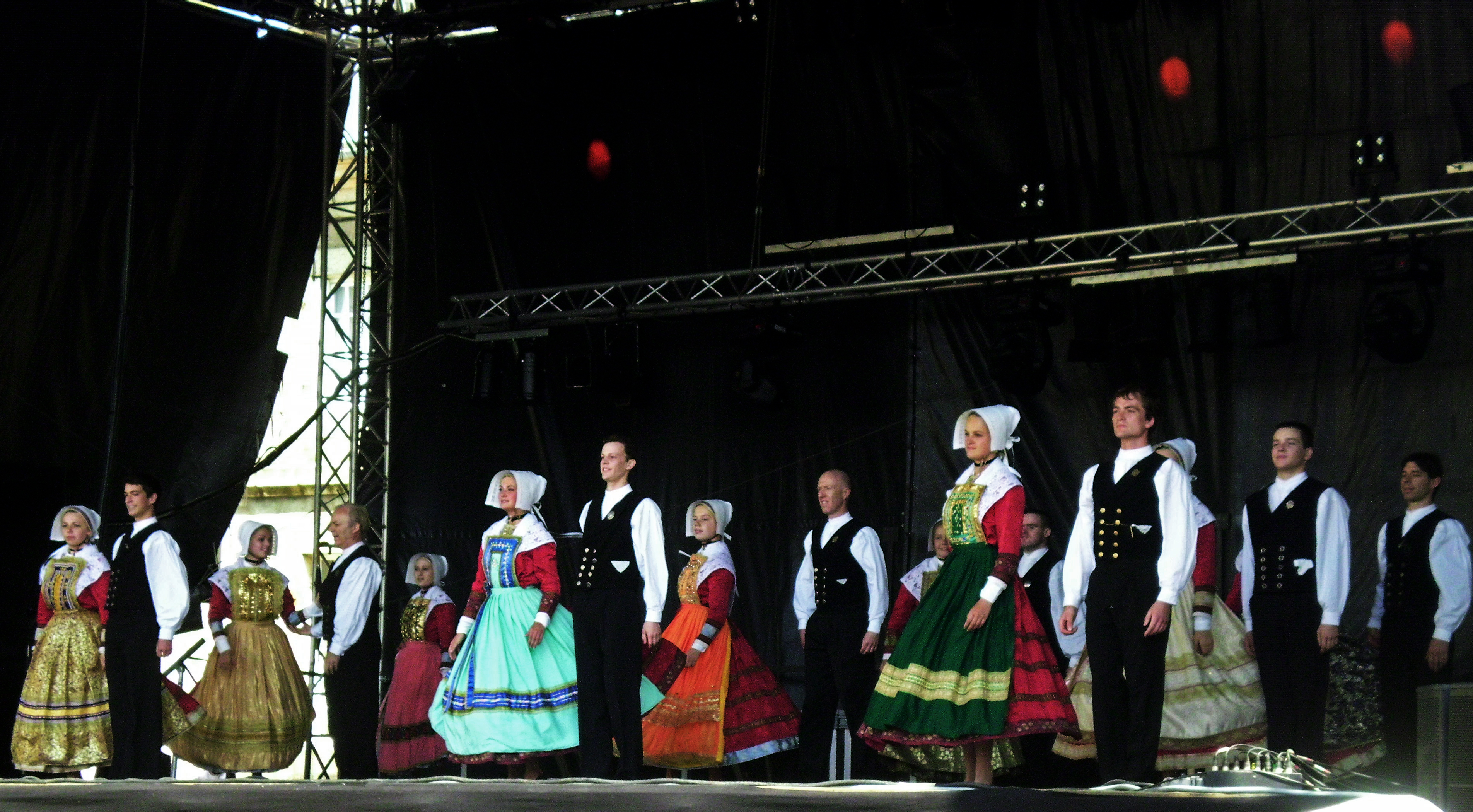
L'ensemble Bleuniadur (adultes) pour le Kastell Paol 2012.

- Bagad Kevrenn Kastell, groupe de musique bretonne.
- Bleuniadur, ensemble des arts et traditions populaires du Léon.
- Tud ar vro, association pour le collectage, le développement et la diffusion des traditions des pays de Léon.
- Brezhoneg War Raok, cours de breton.
- C'hoariva, promotion du théâtre en breton.
- « Confrérie de l'artichaut », promotion de l'artichaut et de tous les légumes.

#### Musique
- Chorale Si On Chantait[131].
- Le Chant de la Rive.

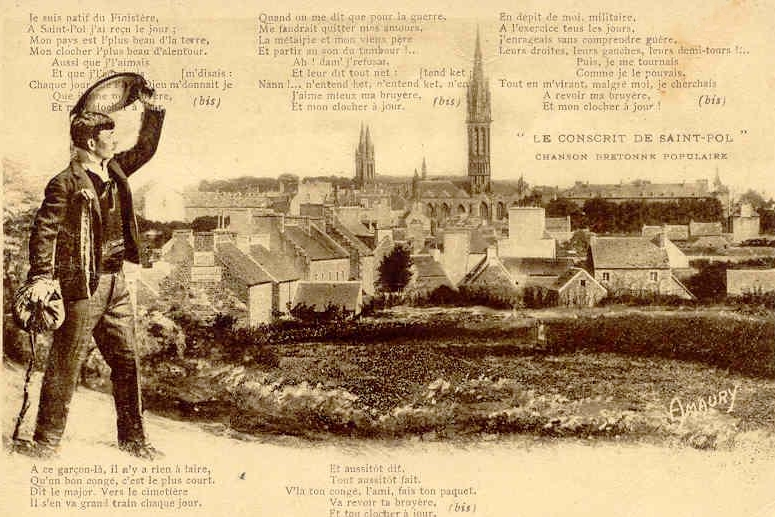
La chanson du Conscrit de Saint-Pol.

- An tour dantelezet (Le Clocher à jour), chanson en breton dédiée à la ville et popularisée en pays celtiques par Brenda Wootton, extrait traduit : « Je suis né à Saint-Pol-de-Léon / Ô ville sainte du Léon ! / Ô paroisse de mes chers ancêtres / Tu es la reine de mon cœur ! / Non, il n'est pas / De paroisse plus chère à mon cœur au monde ! / J'aime mes talus dorés, et mon clocher à jour… ».

#### Littérature
- Livres in Room[132], librairie-papeterie, salon de thé, expositions, dédicaces.
- Le lai breton, dit du Lecheor (XIIe siècle), apporte dans ses textes poétiques des précisions sur la pratique du chant et de la musique, comme l'écrit Léon Fleuriot : « Chaque année une foule de Bretons, dames et hommes, avaient coutume de s'assembler à Saint-Pol-de-Léon, une fois l'an, le jour de la fête du saint. Dans l'innombrable assemblée, on y parlait des événements de l'année écoulée, aventures, exploits, traits d'amour. On y composait des lais et les femmes tenaient souvent le premier rôle, comme il arrivait chez les Celtes. » Dans la seconde moitié du XIIe siècle, Marie de France évoque des sortes de concours littéraires qui se déroulent dans la ville et auxquels participent des nobles et des clercs[133].

#### Art dramatique
- Association Théâtre de La Rive, création et développement d'activités théâtrales.
- Association Meurlarjez, troupe de théâtre, compagnie de danse et ballet..

#### Tableaux représentant Saint-Pol-de-Léon et sa région
- Louise-Joséphine Sarazin de Belmont (1790 - 1870) : Vue de Saint-Pol-de-Léon, 1837, 62 cm x 90,5 cm (Musée des beaux-arts de Quimper)[134].

### Sports et loisirs

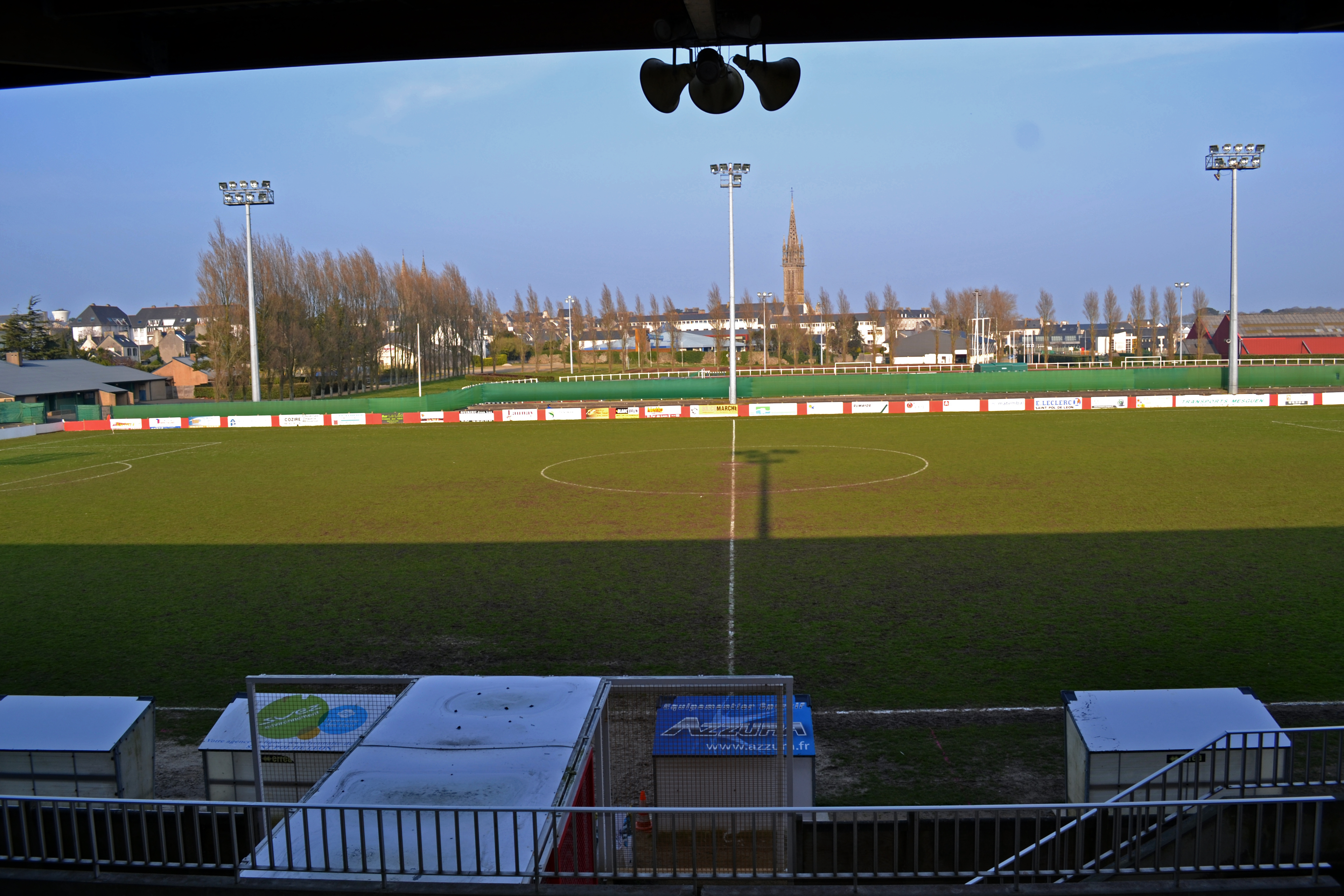
Terrain de football et zone des Carmes vue des gradins.

La ville possède un complexe sportif comportant un stade de football de 2 600 places, une piste d'athlétisme en élasthanne de 400 m et ses infrastructures, trois salles omnisports contiguës, des courts de tennis couverts et extérieurs (terre battue, goudron), un boulodrome, la salle Jean-Riou pour le tennis de table, le judo, l'haltérophilie et la musculation. En dehors de la zone des Carmes, il existe des terrains de football, un centre aquatique, des piscines extérieures, des terrains de pétanque… Une école municipale des sports est créée en 2011. L'événement annuel important est le semi-marathon Saint-Pol - Morlaix, le plus ancien de Bretagne (depuis 1973). Le Tour du Léon est une course cycliste de 120 km. 
De nombreuses associations sportives sont présentes sur le territoire de la commune :
- Stade léonard-Kreisker. Créé en 1913, il fusionne en 1967 avec l'Étoile sportive du Kreisker (ESK). En 1978 il élimine le Stade rennais en Coupe de France, ce qui lui permet d'affronter Saint-Étienne, alors grand finaliste de la Coupe d'Europe. Il réussit à le battre 3 à 1 et évolue en 3e Division à la fin de la saison 81-82. Il y accède de nouveau en 1989 et remporte la Coupe de Bretagne. En 2011, l'équipe seniors A monte en DHR et remporte la Coupe du Conseil général.
- Basket Club Léonard
- Saint Pol Tennis Club
- Yole Club
- Centre Équestre du Mouster
- Compagnie d'Arc
- Saint-Pol Athlétic Club
- AC Léonarde, équipe cycliste
- Étoile Sportive du Kreisker (tennis de table)[136]

Loisirs :
- Cinéma Le Majestic (304 fauteuils, projection numérique)
- Centre nautique[137], centre aquatique, médiathèque
- Centre de loisirs, Maison des Jeunes
- L'Atelier

### Vie associative
La ville possède un Centre communal d'action sociale. Elle a reçu en 2011 le label « Bien vieillir - Vivre ensemble ». Le label Famille Plus, obtenu en janvier 2010, récompense les efforts de la ville et des acteurs du tourisme en matière d'accueil familial, autour de 7 grands thèmes. Elle présente de nombreuses associations sociales comme l'ADMR, les Compagnons Bâtisseurs, Vie Libre, Les Restos du Cœur, Secours catholique…

## Économie

### Revenus de la population et fiscalité
- Revenu net déclaré moyen par foyer fiscal en 2009 : 20 002 €
- Nombre de foyers fiscaux en 2009 : 1 974
- Part des foyers fiscaux imposés : 46,5 %
- Nombre de ménages fiscaux en 2009 : 3 282 (7 044 personnes)
- Part des ménages fiscaux imposés : 49,9 %

 : document utilisé comme source pour la rédaction de cet article. Dossier statistique complet de l'INSEE

### Emploi
- Nombre d'emplois dans la zone : 3 662
- Taux d'activité des 15 à 64 ans en 2008 : 71,5
- Taux de chômage des 15 à 64 ans en 2008 : 9,8 (12,3 en 1999)

Selon l'INSEE (2008), parmi les actifs, l'agriculture représente 237 emplois (178 en 1999), l'industrie 441, la construction 165, l'administration publique/social 1 022 emplois et le commerce/transports 1 590. Le phytopôle léonard (biotechnologies végétales) génère plus de 1 700 emplois. La ZAC de Kervent de 30 ha compte 44 entreprises et près de 400 emplois. La ZAC de Kerranou comptait en 2005 une vingtaine d'entreprises et près de 300 emplois.
Le commerce représente 727 emplois (178 exploitants et 549 employés).

### Activité

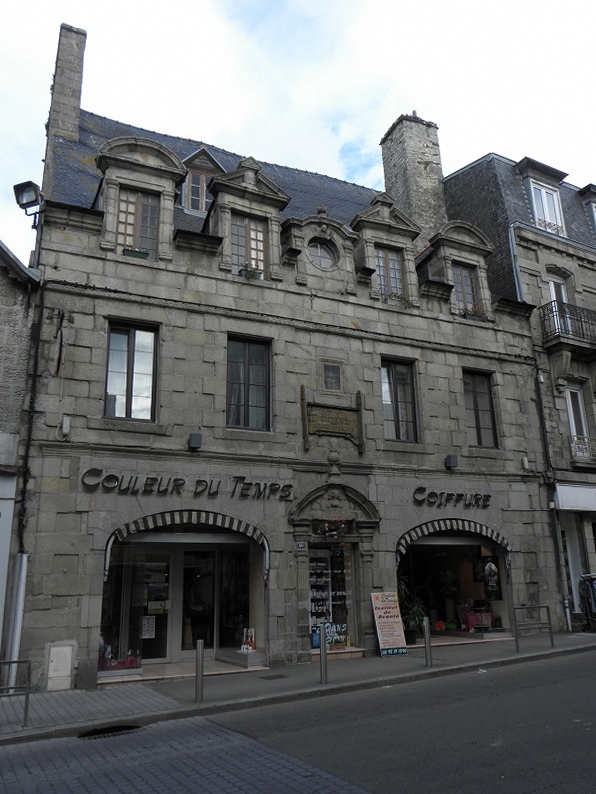
Maison du Pilori (coiffure).

- Commerce : 178 enseignes réparties sur près de 18 000 m2. Le marché se tient tous les mardis le matin sur les places de l'Évêché, de Guébriant et du Parvis. En été, il s'étend dans les rues piétonnières du centre. Une grande braderie a lieu à la mi-août.
- Tourisme : quatre hôtels, deux campings trois étoiles, gîtes meublés, chambres d'hôtes, aires de camping-cars.
- Agriculture : Saint-Pol est la capitale de l'artichaut (70 % de part de marché français, Maison de l'artichaut, Confrérie) et du chou-fleur avec 90 % de la production française. La diversification est apparue avec une trentaine de légumes exportés. Le Caté (Comité d'action technique et économique) est une station expérimentale créée en 1960.
- Pêche : pêche en mer, à pied (crevettes, crabes, bigorneaux, palourdes, couteaux), conchyliculture le long de la Penzé…
- Nautisme : activités au bout de La Groue, chantier naval ACB (Atelier composites de la baie)
- Gastronomie : L'Auberge de la Pomme d'Api, restaurant qui possède une Étoile au Guide Michelin[140] et deux Toques au Gault&Millau[141].

### Entreprises et commerces
Le centre-ville concentre 180 commerces et des services de proximité, alors que la périphérie, en bordure de l'axe départemental Lorient-Roscoff, concentre les grandes enseignes de la distribution. En dehors du centre-ville, les pôles d'activités sont :

Logo de la Sica.

- Kérisnel : quartier historique de la Sica (1er groupement horticole français et de producteurs de légumes) à dominante agroalimentaire ;
- Kerranou : zone d'activités (tertiaire et industrie) ;
- Kervent : zone d'activités commerciales totalement occupée (grande distribution, tertiaire et industrie).

À Kérisnel, est également présent avec la Sica, le siège de la marque de légumes frais Prince de Bretagne. Il fut le lieu du premier marché au cadran. En 2011, la Sica et ses 1 100 exploitations agricoles a vendu 295 000 tonnes de légumes (40 % à l'export) et réalisé un chiffre d'affaires de 212 millions d'euros, dont 20 % en horticulture ornementale. Les producteurs participent au Phytopôle de Bretagne. 

## Culture locale et patrimoine
Saint-Pol-de-Léon est reconnue « Ville historique » par l'Association des villes d'art et d'histoire et le pays de Morlaix est labellisé Villes et pays d'art et d'histoire. Présentant l'architecture qui s'est développée fin XVIe-début XVIIe siècle en Bretagne, elle a également conservé l'art gothique du XIIIe siècle plus rare dans la région, comme la nef de la cathédrale et la flèche du Kreisker du XVe siècle, « tout à fait unique en Bretagne, et même dans la France entière » selon Lucien Lécureux, archiviste-paléographe. Dotée de nombreuses chapelles et croix, la ville présente aussi d'importantes constructions privées, entre les châteaux, manoirs et maisons particulières comme celles de la Grand Rue (maison du XVIIe avec tourelle et encorbellement, maison à pans de bois du XVe recouverte d'ardoises, etc.).

### Lieux et monuments

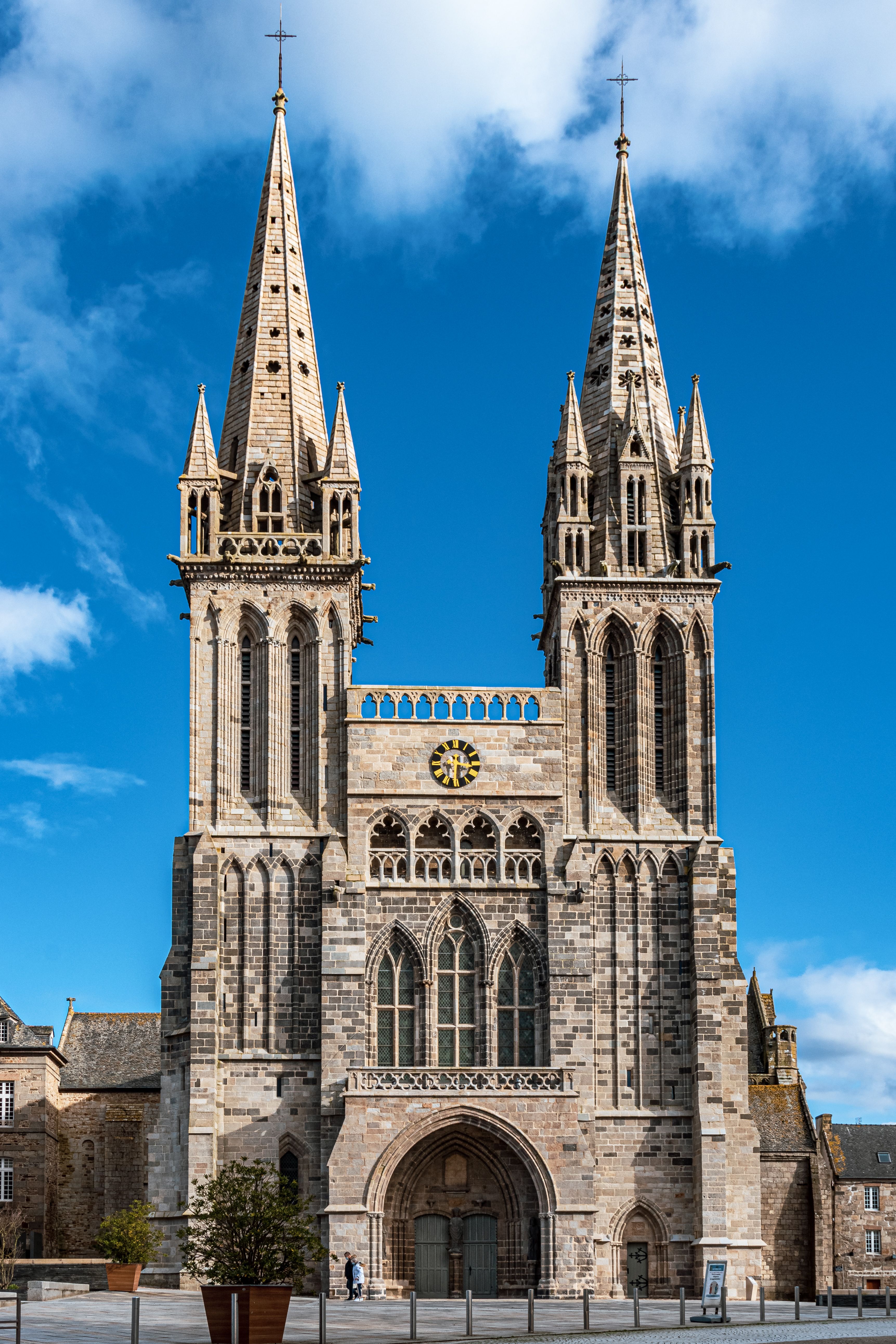
Cathédrale Saint-Paul-Aurélien.
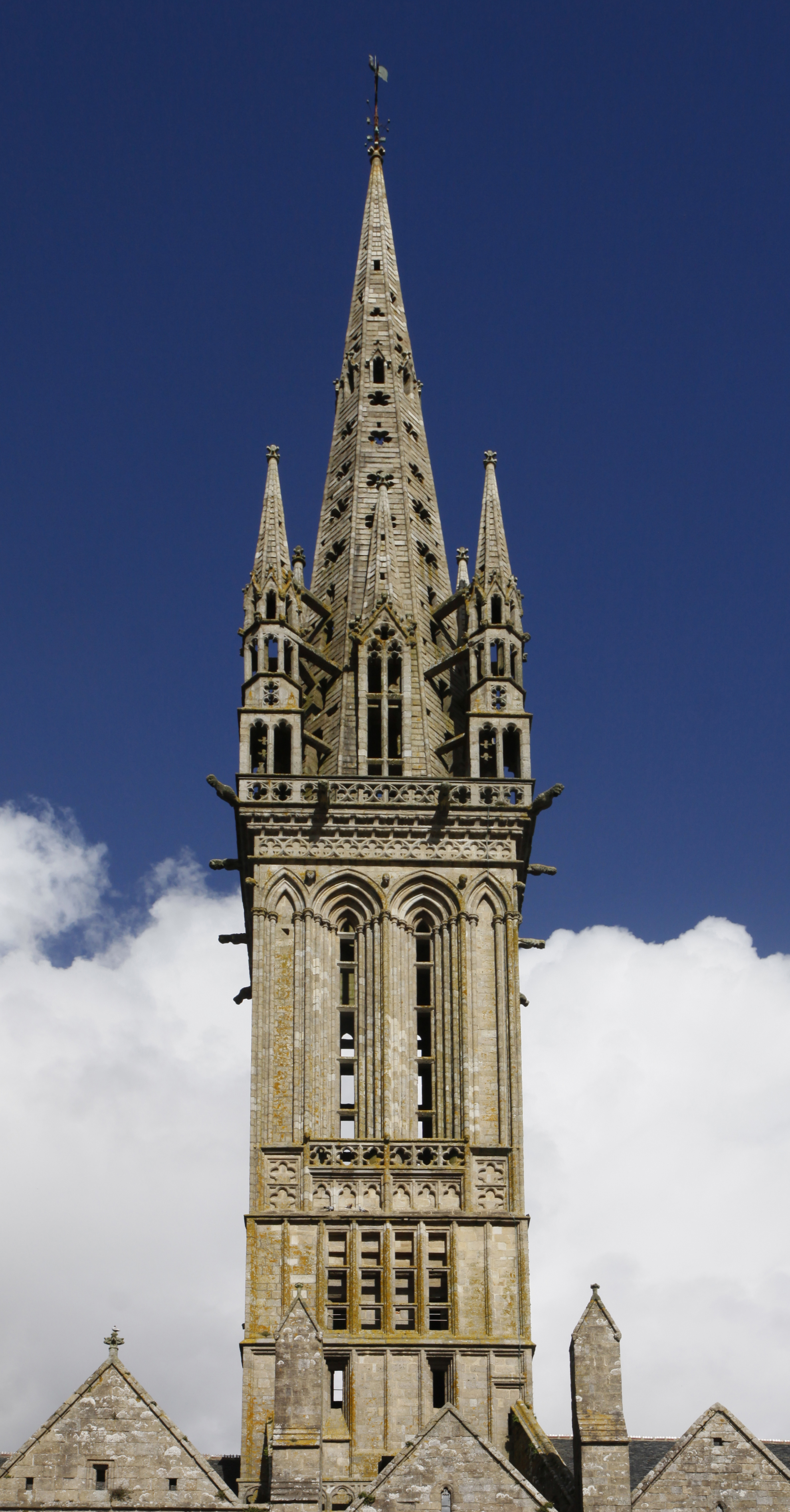
Chapelle Notre-Dame du Kreisker.
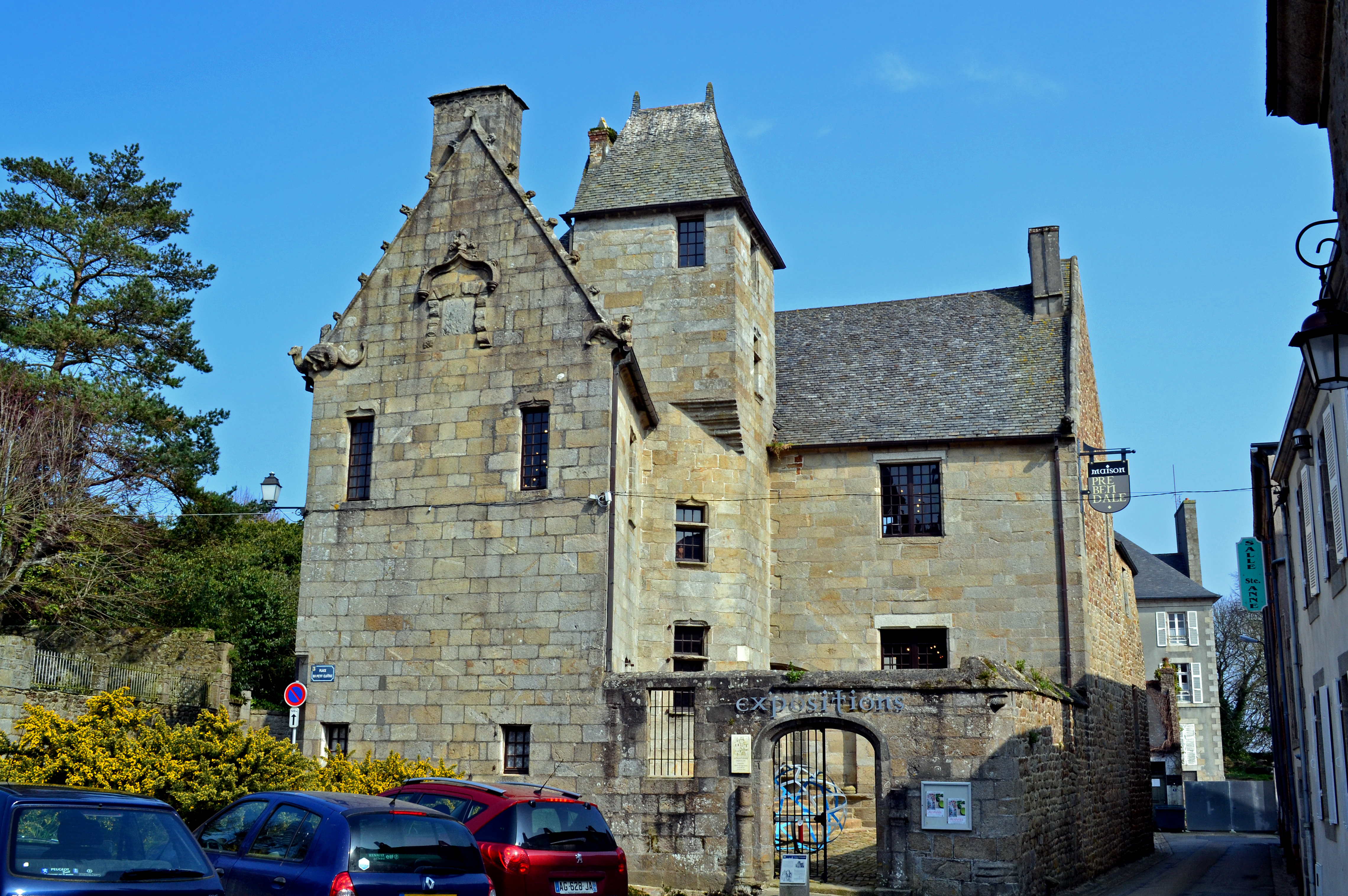
Maison prébendale place du Petit Cloître.
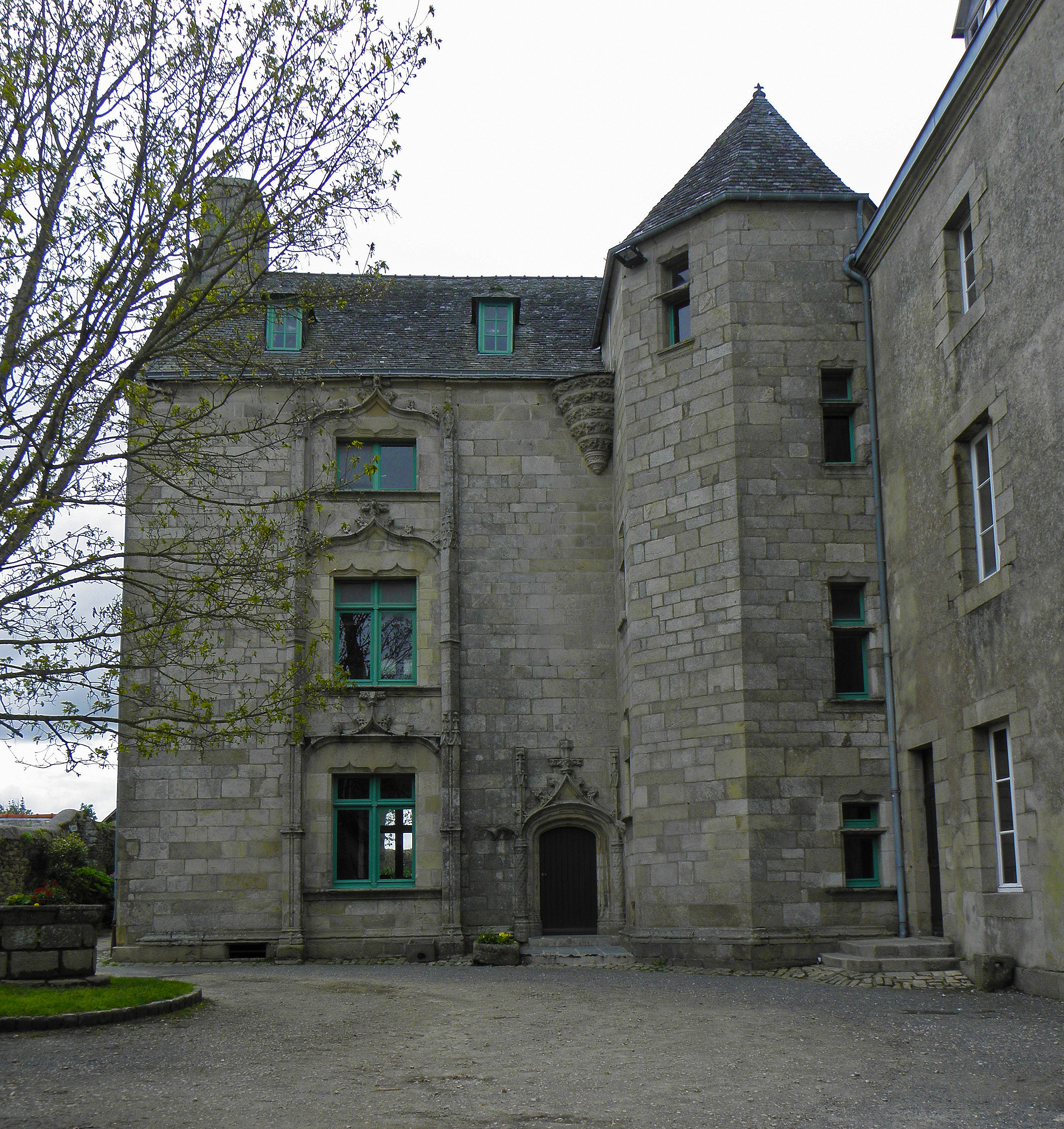
Manoir de Kéroulas.
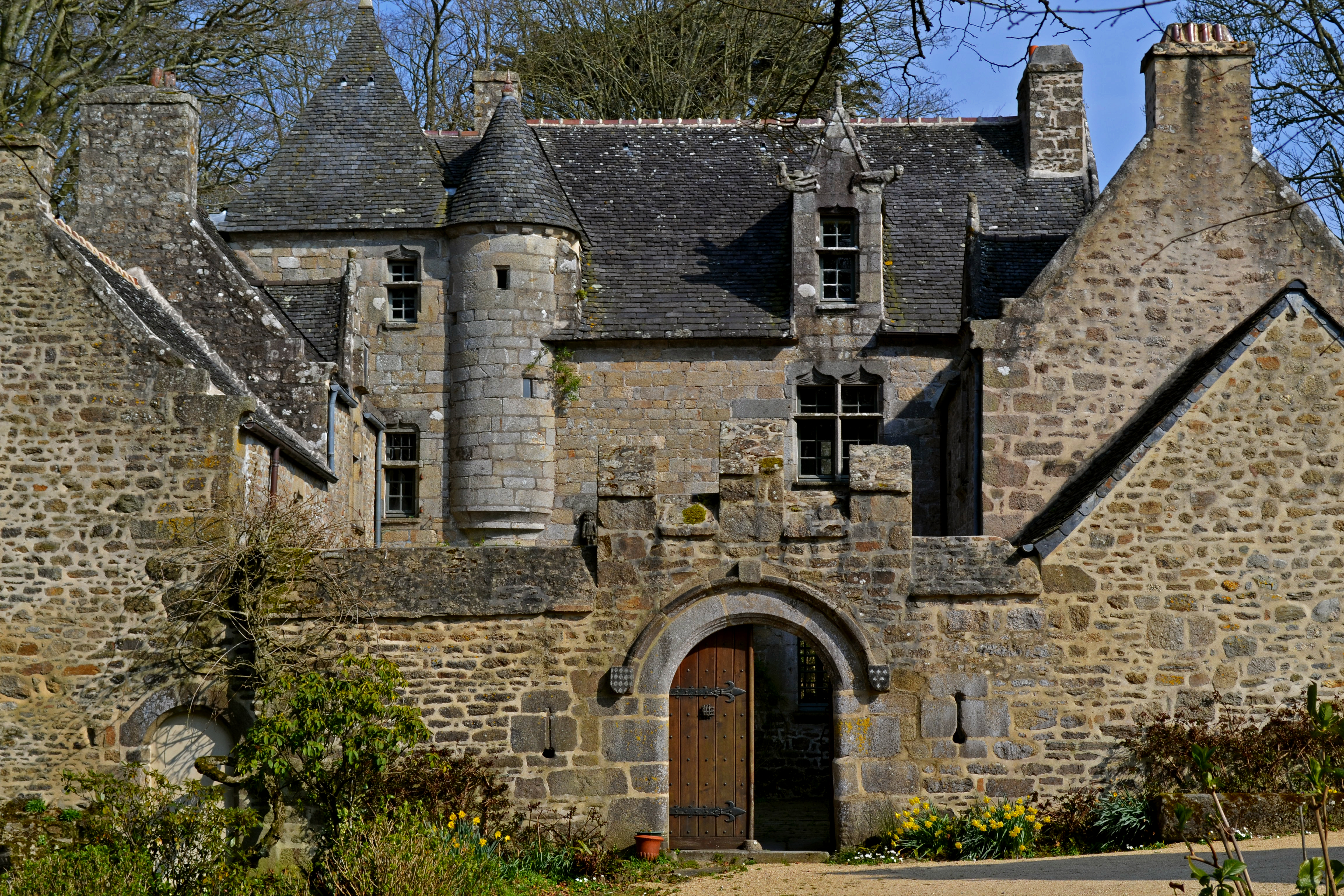
Manoir de Kersaliou.
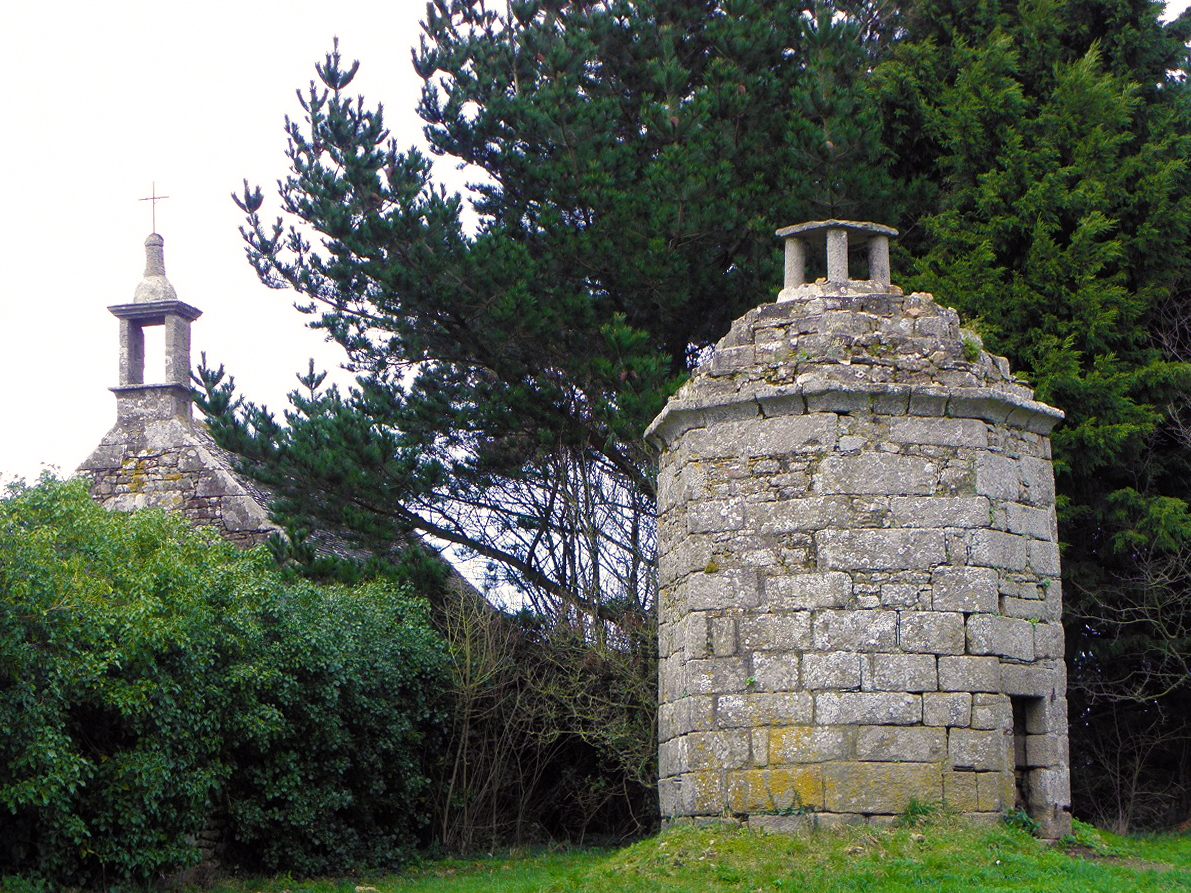
Pigeonnier et chapelle Saint-Charles-Borromée, Kérigou - Trégondern.

#### Patrimoine religieux

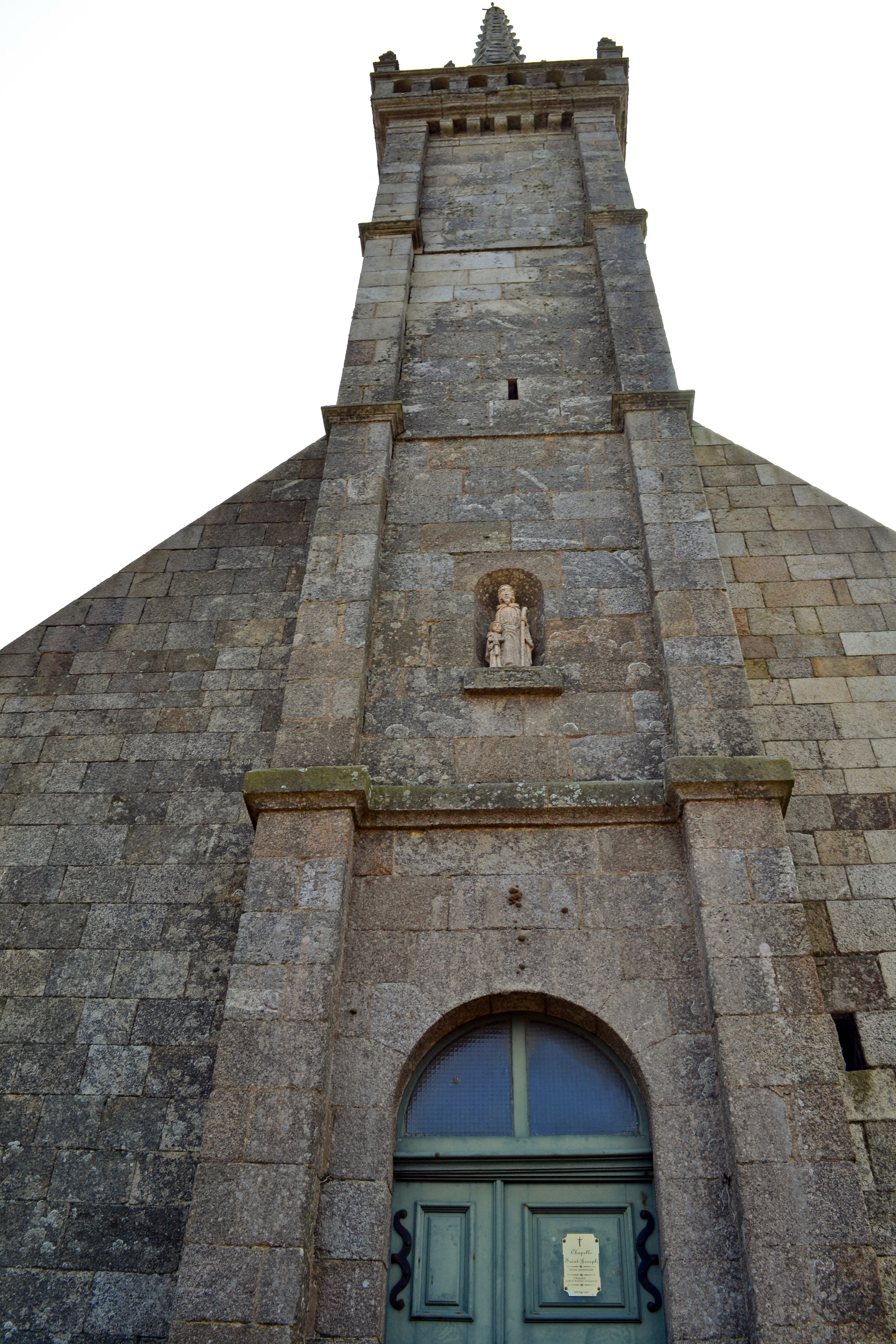
Chapelle Saint-Joseph.

- Cathédrale Saint-Paul-Aurélien, place du Parvis, XIIIe - XVIe siècle, romano-gothique, orgue Robert Dallam (XVIIe siècle).

- Chapelle du Kreisker, place Michel Colombe, XIVe - XVe siècle, flèche de 78 mètres (la plus haute de Bretagne).

- Chapelle Saint-Joseph, rue de la Rive, 1846, clocher de 33 mètres. C'est la chapelle de la Maison de retraite des prêtres du diocèse. Le clocher provient de l'ancien couvent des Ursulines fondé en 1626 à quelques dizaines de mètres. Après la suppression du couvent ruiné par la Révolution, il avait été vendu en 1841 pour être reconstruit à Trébeurden (Côtes-d'Armor). Il est finalement cédé au profit de la nouvelle chapelle, dite de Bel-Air, sous prétexte qu'il pouvait servir d'amer pour la navigation. L'érection du clocher qui abritait deux cloches eut lieu en 1844 et la chapelle prit le nom de Saint-Joseph, en raison notamment du prénom de l'évêque d'alors, Joseph-Marie Graveran qui en avait ordonné la construction.
- Église Saint-Pierre, rue du Port, nef du XVe siècle, ancienne église tréviale, dont les pierres de la tour auraient été réputées venir d'un édifice construit par les Celtes selon les inscriptions de caractères armoricains ou celtiques[145]. Autrefois, elle n'était pas le siège de la paroisse du Minihy, dit de Saint-Pierre, mais un bénéfice sans charge d'âmes, appelé Gouvernement de Saint-Pierre, et qui était souvent donné aux étrangers. Jusqu'au milieu du XVIIIe siècle, elle montre un clocher inspiré de celui de la chapelle de Kreisker, portant des caractères du XVe siècle. La façade est reconstruite en 1772 dans le style baroque, caractérisé par les rampants à volutes. Jadis en forme de croix, la chapelle a perdu ses deux ailes, et la nef en est désormais la partie la plus ancienne. Deux autres chapelles proches sont détruites au XVIIIe siècle.
- Chapelle St-Charles Borromée, (XVIIe siècle) de l'ancien manoir de Kerigou en Trégondern et son colombier.
- Chapelle du lycée Notre-Dame de Kreisker, place Michel Colombe, la chapelle impasse Coz Villin, la chapelle de Kerenec, la chapelle Notre-Dame de Clarté de Kersaliou, la chapelle Sainte-Anne de Kerrom, et enfin la salle du royaume des témoins de Jéhovah, rue du Pont-Neuf.
- Chapelle et fontaine de Kelou-Mad (Notre-Dame-de-Prat-Cuic)[146].
- Anciennes chapelles[147]…
- 14 croix et calvaires[148].

#### Architecture civile publique

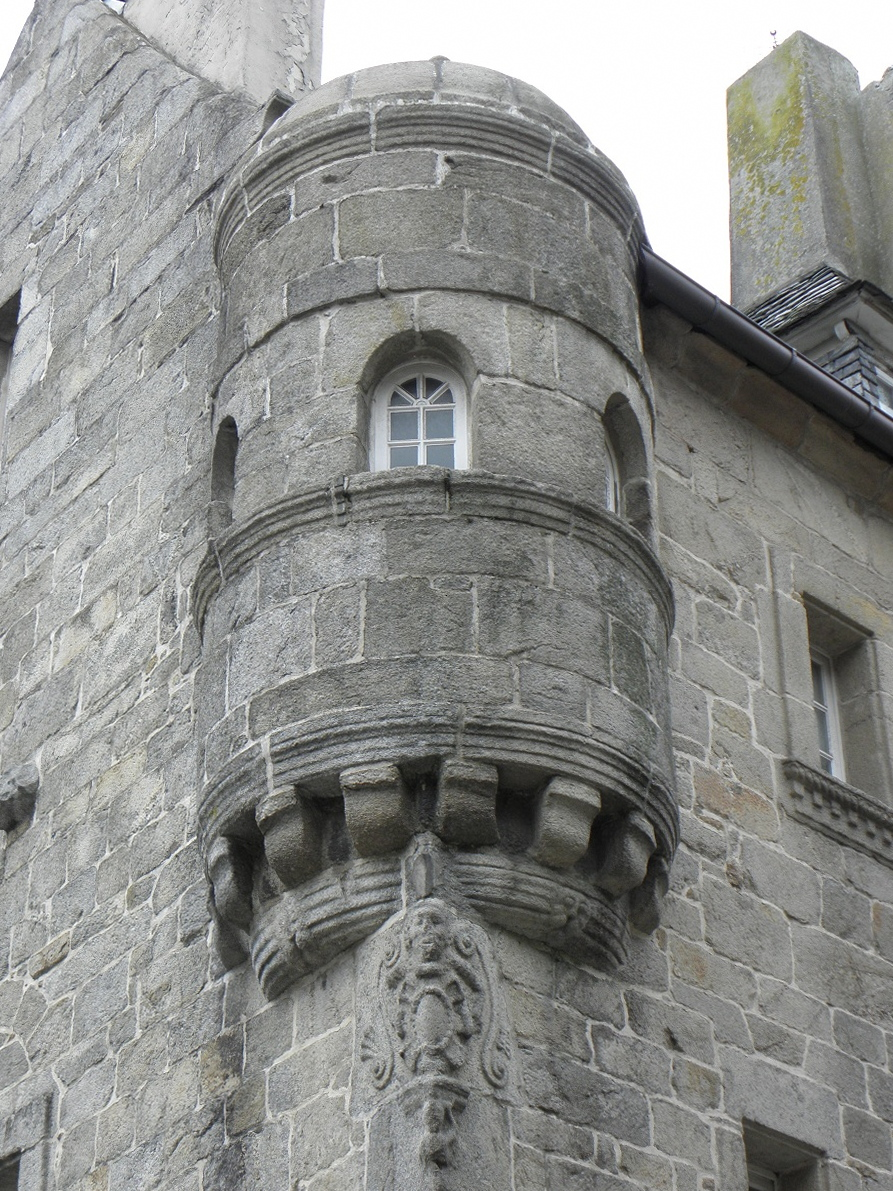
Tourelle d'angle de la maison prébendale, Grand Rue.

- Palais épiscopal (achevé en 1706 et agrandi en 1750). Devenu hôtel de ville à la Révolution, il contient un escalier monumental orné de quelques tableaux du musée du Louvre.
- Maison prébendale de la place du Petit-Cloître, dite encore Richardine, lieu d'expositions et de conférences[149]. La demeure fut construite vers 1530 par le chanoine de Léon et de Nantes, Richard, dans un style appartenant à la Renaissance bretonne, en rupture avec les édifices moyenâgeux. « Prébendale » vient du fait qu'à son titre de chanoine s'attachaient des revenus ecclésiastiques ou prébendes… La façade est ornée d'un lion (emblème du Léon) et d'un dragon (hommage à Saint Paul Aurélien). Elle est confisquée à la Révolution et a accueillait de 1791 à 1805 l'école nationale d'hydrographie avant d'être vendue à différents propriétaires successifs. Elle abrite pendant la Première Guerre mondiale le « foyer du Soldat ».
- Maison prébendale de la Grand Rue (XVIIIe), autrefois appelée hôtel de Kermenguy et appelée maison Hellard par l'abbé Kerné en 1891. Construction soignée de chanoine, elle s'inspire des nouveaux décors diffusés au début du XVIIe siècle, notamment sa remarquable échauguette d'angle qui rappelle celles de Roscoff. Elle a abrité de nombreux commerces. Les maisons voisines sont du XVIIe siècle[150].
- Maison du Pilouris, construite en 1702 rue général Leclerc, qui présente une porte Renaissance, des lucarnes et un œil de bœuf sculptés. Les condamnés au "pilori" étaient voués à l'exposition publique dans ce lieu fréquenté.
- Fontaine de la Gloire, Lenn Ar Gloar (XVe siècle). Classée monument historique en 1909, elle abrite dans une niche une antique statue de la Vierge. La fontaine aurait été bénie par saint Paul Aurélien lors de son arrivée dans la cité, et l'on a longtemps prêté à son eau des vertus miraculeuses. Elle faisait l'objet d'un pardon, le 15 août. Sa source ne s'est jamais tarie même par temps de grande sécheresse. Elle est alimentée par des ruisselets souterrains qui entretiennent également les lavoirs servant à blanchir le fil de la toile de lin ou nettoyer les abats des boucheries de la rue aux Os (aujourd'hui aux Eaux) avant de servir à laver le linge domestique[151].
- Parc paysager Saint-Roch et sa fontaine (réédifiée au XIXe siècle par M. de Guébriant)[152].
- Ancien séminaire (construit en 1708, aujourd'hui ensemble scolaire du Kreisker) et ancien collège du Léon (construit en 1787 à la demande de Louis XVI, aujourd'hui école Diwan et appartements privés).
- Ancienne mairie (« maison de ville » vers 1640).

#### Hôtels particuliers
- Maisons du XVIe - XVIIe siècle

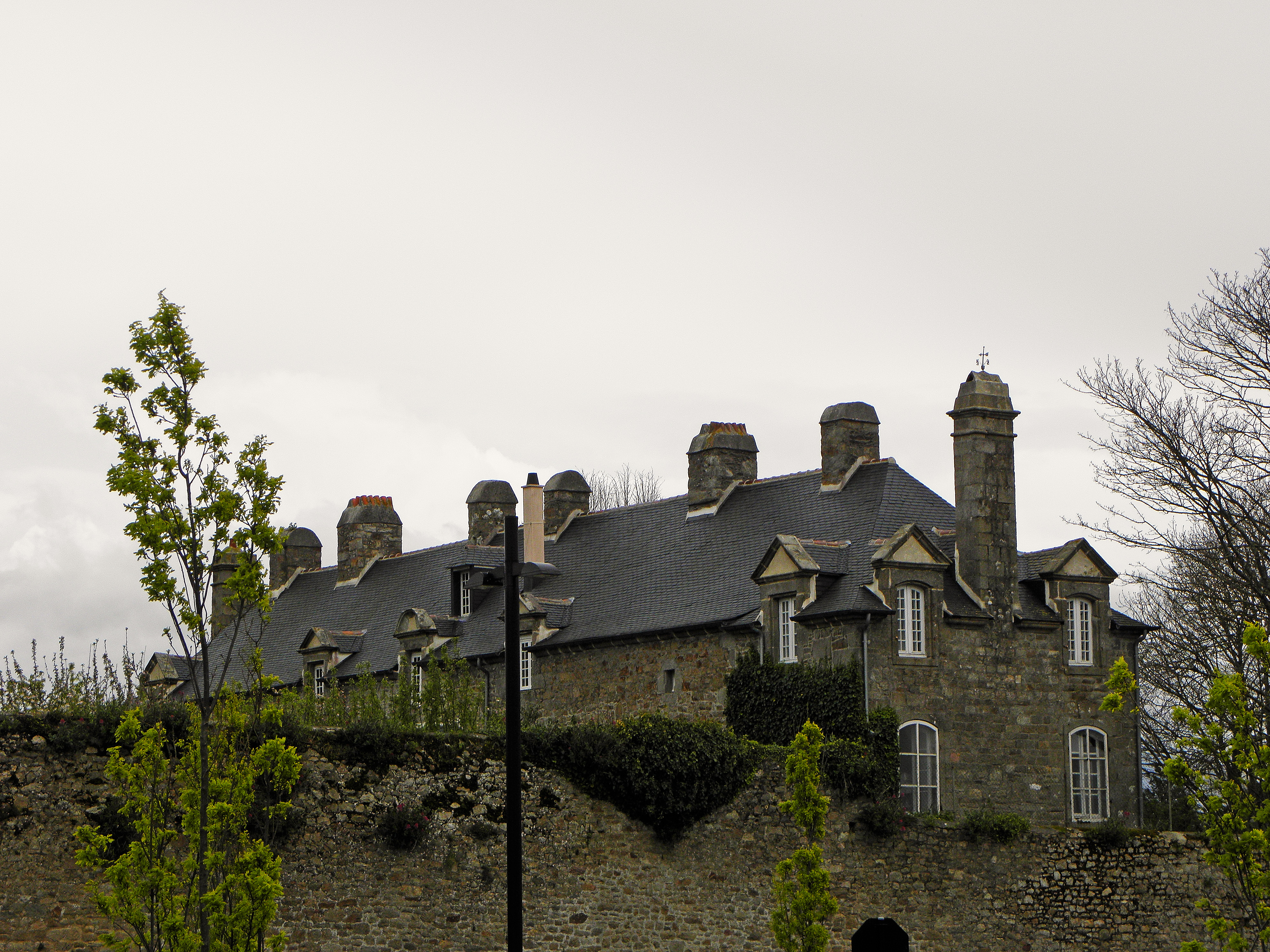
Rue des Vieilles Ursulines.

- Maison à pans de bois dite « à lanterne » et maison à façade bois dans la Grand'Rue
- Hôtel de Kermenguy, XVIIe siècle
- Hôtel du Cheval Blanc, autrefois relais de diligences, rue Croix-au-Lin
- Hôtel de la marquise de Lescoët
- Hôtel du Rumain,
- Hôtel du Laz
- Hôtel de Kermadec
- Hôtel de Rodellec
- Hôtel de Coatgoureden
- Hôtel de Lanlay
- Hôtel de Parcevaur
- Hôtel du Baudiez
- Hôtel de Courcy
- Hôtel du Penhoat

#### Châteaux et manoirs

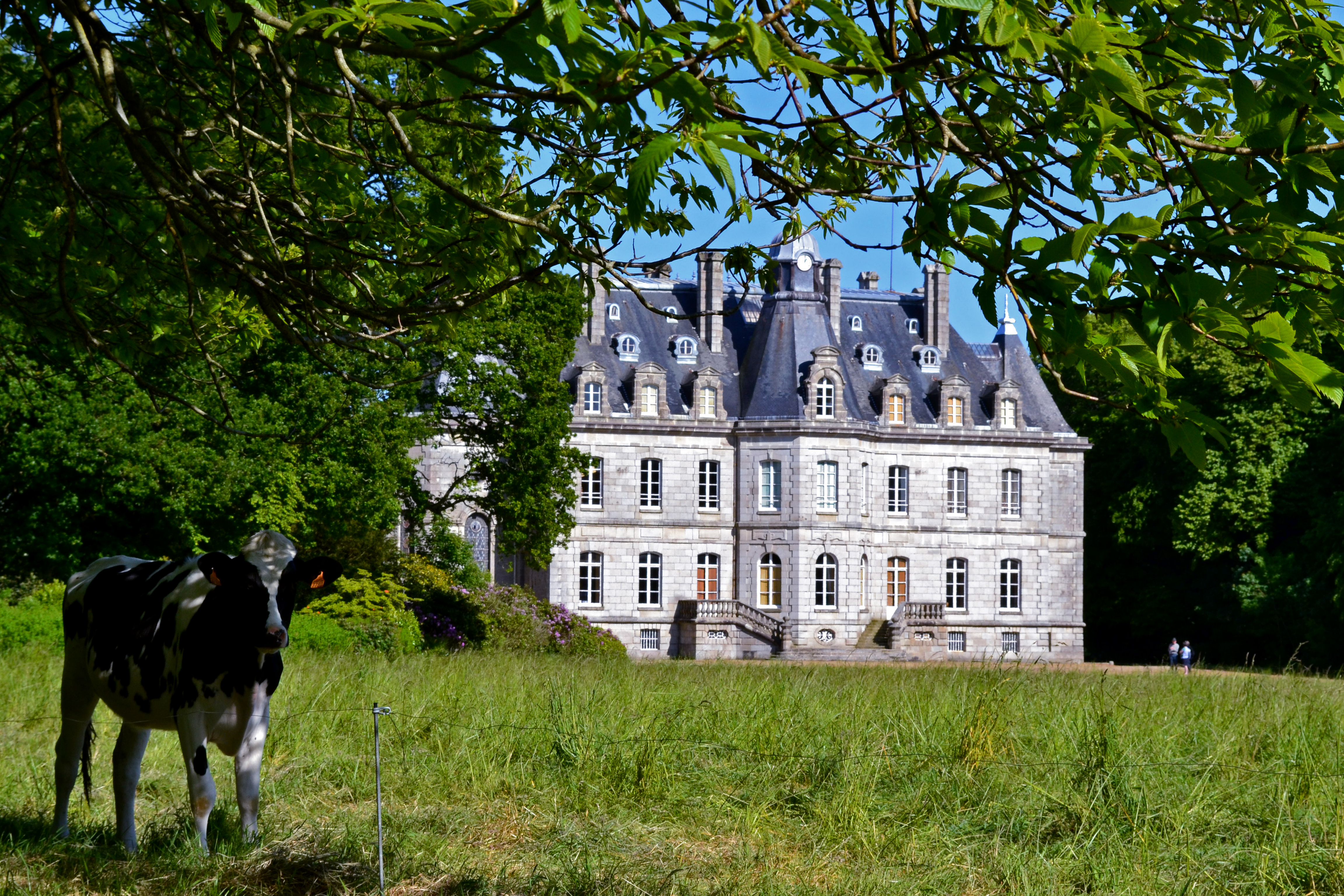
Domaine de Kernévez.

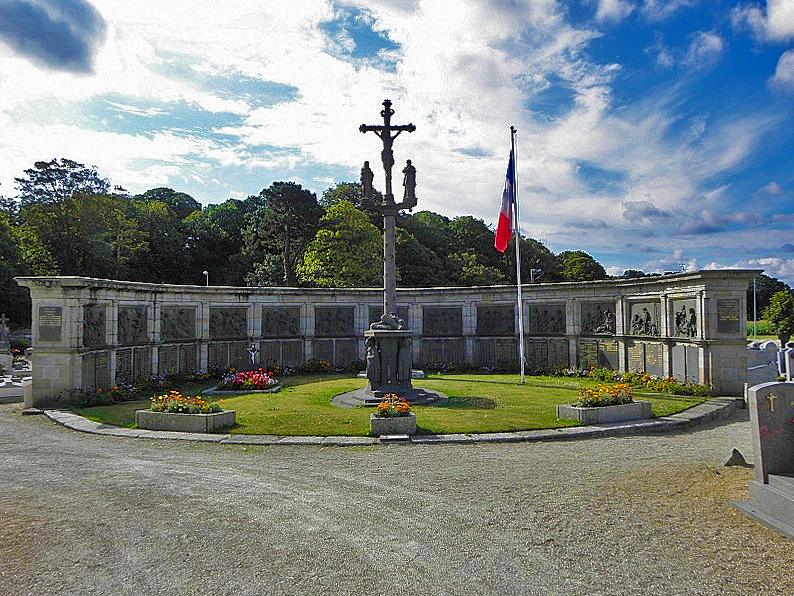
Monument aux morts.

- Château de Kernévez et son parc, 1849. Le site a été classé en 1973. Le parc de 37 ha, a été créé par les frères Bühler. Le château inscrit aux monuments historiques offre une vue magnifique sur la baie de Morlaix[153]. L'ancienne chapelle du manoir de Kerliviry en Cléder (XVIIe siècle) y est déplacée en l'état vers 1856.

- Château (1890) et manoir (1510) de Kersaliou. Le manoir a été construit en 1510 par la famille de Kersaint-Gilly [Kersaintgilly]. Ce manoir à cour fermée répond à la vision romantique du manoir breton de l'époque, qui n'échappa guère à l'œil de Gustave Flaubert[154]. Le château est construit en raison de l'humidité excessive du manoir par un jeune propriétaire mais qui en est vite incommodé et entreprend donc au début du siècle sa démolition, mais seule une aile en fit les frais. Il possède un parc boisé d'un hectare. À 700 m de la plage il offre une vue imprenable sur la mer[155]. La chapelle du manoir, dédiée à Notre-Dame-de-La-Clarté, date du XVIIe siècle. Ce manoir a été restauré à partir de 1923 par son nouveau propriétaire Jean-Marie Ausseur. On peut voir notamment, près de la tourelle, une fenêtre à pinacle flanquée d'un lion et d'un hercule sortant d'un mur comme des gargouilles, que Flaubert avait remarqué en passant devant le manoir en 1847[156].
- Vestiges du château de Kerlaudy sur le bord de l'estuaire de la Penzé, construit vers le milieu du XVIIIe siècle par Joseph-Michel René, comte du Dresnay, au milieu de grands bois ouverts par une allée longue d'un kilomètre. Ceux-ci ont cédé la place aux terres à choux.
- Manoir de Kéroulas, bâtie en 1520, commandé par le chanoine Hamon Barbier de la maison de Kerjean, abbé de Saint-Mathieu et archidiacre de Kemenet-Ily. Dans le quartier au Lin se passait la fabrication de draperies et de toiles de bateaux. Classé monument historique en 1926, il servit d'hospice (années 1830) puis de petit séminaire (pensionnat) appelé « le Petit Collège » contenant une chapelle (cédé par l'évêque de Quimper en 1861), d'où le nom de la rue adjacente. L'hôtel de Kéroulas est devenu par la suite une annexe de l'hospice puis aujourd'hui un centre municipal[157].
- Manoir de Kermorus XVIe siècle[158].

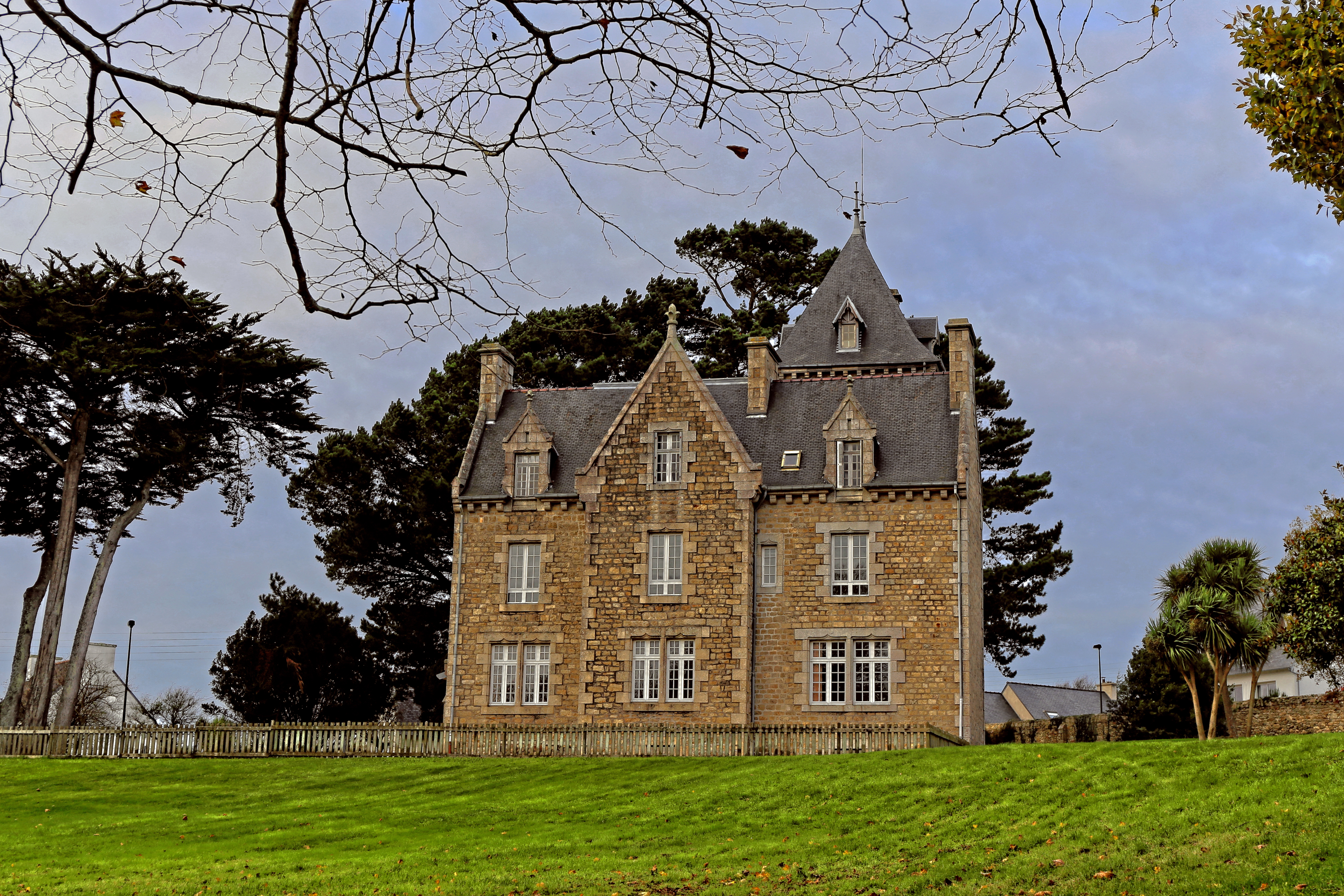
Manoir de Keraudren.

- Manoir de Keraudren, érigé au début du XXe siècle au Champ de la Rive par la famille de Kerdrel. Il a abrité une maternité, les appartements de la gendarmerie, l'école Diwan…
- Manoir du Gourveau, XVIe siècle, composé d'un corps de logis central encadré par deux ailes en équerre. L'aile gauche et le portail ont disparu mais persiste, à l'angle de l'aile droite, un pavillon carré à deux étages flanqué d'une échauguette en cul-de-lampe. Il se situe rue du Port, près du kanndi de Gourveau (lavoir pour le lin).
- Manoir Saint-Claude de Keramprat, début XVIe siècle (disparu) avec son escalier intérieur remarquable.
- Manoir (XVIIIe siècle) et vestiges du château Gaillardin (tour de 1625).
- Manoir de Kervenoaël.
- Manoir de Kertanguy.
- Manoir de Kerampuil.
- Manoir de la Boëssiére.
- Manoir de Kerhoant (XVe siècle), berceau de la famille du même nom. En 1844 le Chevalier de Fréminville qualifie ce manoir, qu'il orthographie Kerc'hoent, de « très délabré »[159]. Depuis 1850, il n'en subsiste que la chapelle reconvertie en corps de logis.
- Manoir de Kélou Mad (2004-2012)[160].
- De nombreux manoirs ont disparu[161] : par exemple le manoir de Kerangouez, qui datait du XIVe siècle, décrit en 1844 par le Chevalier de Fréminville : « Ses portes sont en ogive, ses fenêtres à croisées de pierre comme toues celles du temps, Dans l'angle de la cour, à gauche, est une tour hexagone dans sa partie basse et ronde à son sommet. Au pied est la porte d'entrée du manoir, décorée d'ornements gothiques. (…) »[159].

#### Sculptures

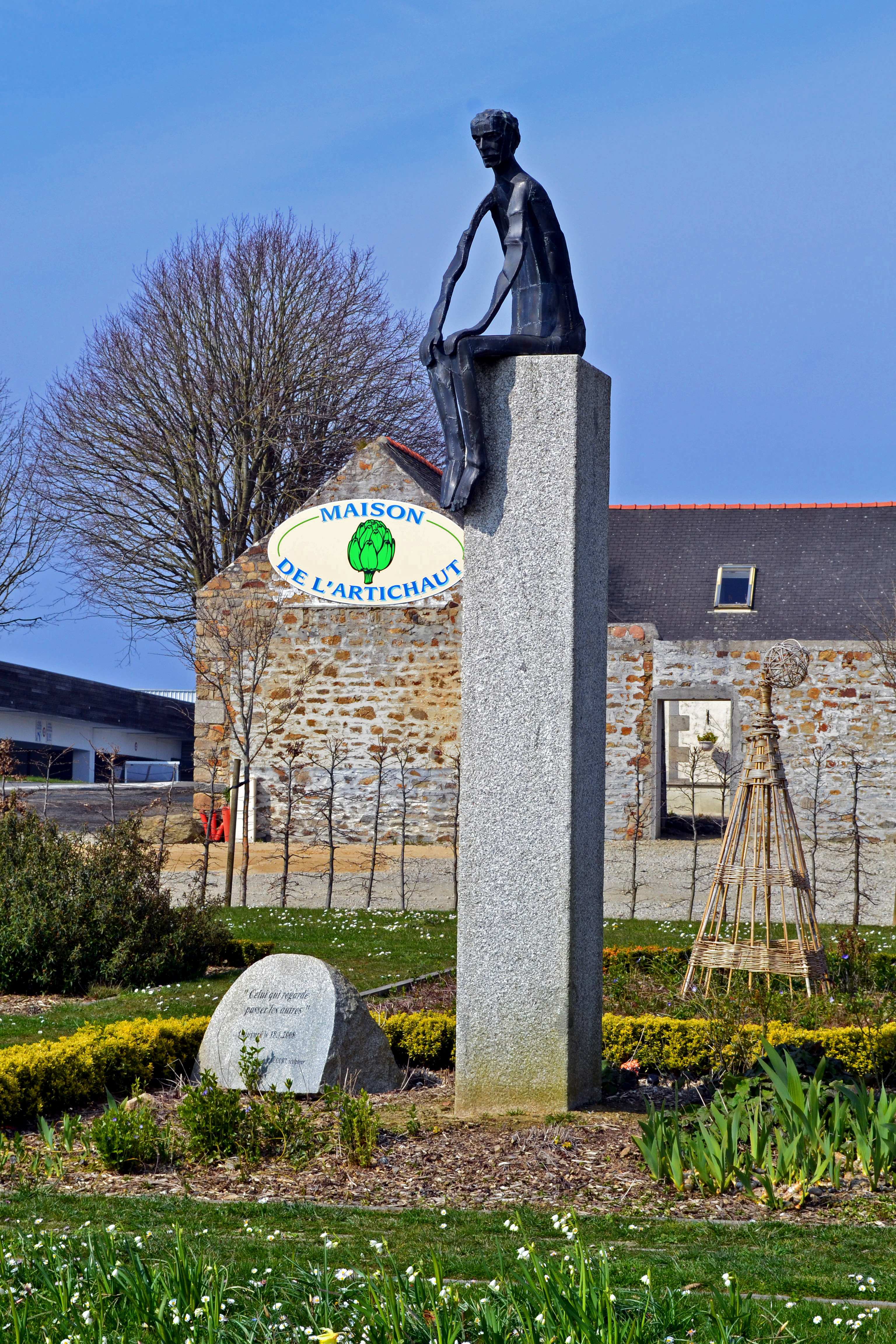
Sculpture de 2008 dans le jardin de l'évêché.

- Monument aux morts (1919, premier monument aux morts de la Première Guerre mondiale du Finistère). Sculpture remarquable de René Quillivic dans l'enceinte du cimetière, représentant un soldat couché soutenu par quatre Bretonnes. La guerre coûta la vie à 267 Saint-politains dont les noms sont gravés sur l'hémicycle[162]. Il lui a été attribué le label Patrimoine du XXe siècle[163].
- Monument des fusillés du 4 août 1944, commémorant les meurtres de trente Saint-politains, arrêtés et massacrés les premiers jours d'août 1944.
- « Celui qui regarde passer les autres », sculpture de Roger Joncourt, inaugurée le 18 janvier 2008.
- Vasque de Keilinsky ou de Kerliviry (au Kreisker). En 1912 elle est transférée du manoir de Kerliviry en Cléder (propriété du frère d'Alain de Guébriant, maire de Saint-Pol). Pendant un mois, un attelage de 43 chevaux transporte difficilement la vasque de granite qui n'avait que trois coupes, malgré la forte somme promise par M. de Guébriant pour retrouver le dernier morceau. À la Libération, le commissaire de police pensait qu'il servait de fontaine à la maison de garde de Kernévez. Ce quatrième bloc est installé au-dessus des autres, ce qui ne plut pas à l'architecte des Monuments historiques, mais les différentes parties restèrent en place[164].

### Le littoral

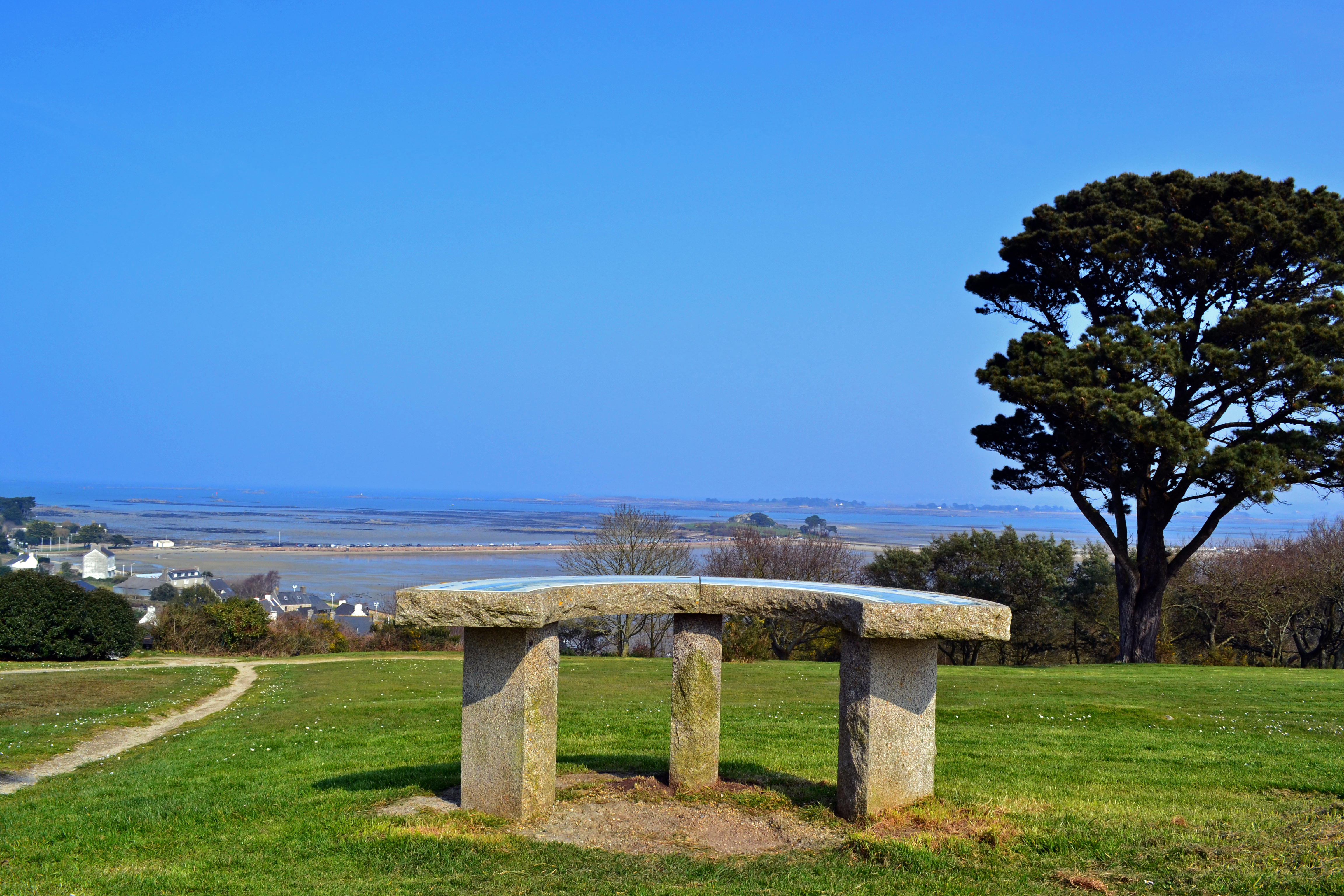
Vue panoramique de la baie depuis le Champ de la Rive.

Parsemées sur un littoral de 13 kilomètres, les plages de sable fin, les criques et les grèves de Saint-Pol-de-Léon ont, pour certaines, des noms poétiques : « Tahiti », le « Petit Nice », « Sainte-Anne »… Le promeneur les découvre depuis le belvédère du parc municipal du Champ de la Rive et la croix de mission érigée en 1901. Le panorama est grandiose (l'un des plus exceptionnels du Nord-Finistère).
Concernant la botanique, des centaines de plantes et d'arbustes de diverses espèces parsèment le lieu de magnolias, rhododendrons, roseum elegans, ceanothus thysiflorus, sophora japonica…
L'îlot Sainte-Anne est accessible par une digue et offre en haut du rocher du Guet une vue qui embrasse toute la baie de Morlaix. Un sentier de randonnée de 10 km permet de longer la côte et de découvrir le spectacle changeant de la Manche capricieuse ou d'apercevoir l'une des plus importantes réserves d'oiseaux d'Europe. La longue ligne de grèves et de criques sablonneuses est un paradis pour la pêche à pied et abrite une réserve d'oiseaux marins d'une exceptionnelle richesse. En 2021 le littoral a de nouveau reçu l'écolabel Pavillon Bleu (environnement, qualité des eaux de baignade).
La baie offre aussi le charme d'une station portuaire très fréquentée l'été par une armada de plaisanciers et de véliplanchistes. Le port de Pempoul (du breton Pen-Paol, l'extrémité de Saint-Pol) laissait partir jusqu'aux côtes à peine découvertes du Brésil, les flottes aventureuses des armateurs pendant tout le Moyen Âge et jusqu'à la fin du XVIe siècle (en 1527, trois d'entre eux sont pris et coulés par les Portugais dans la Baie de Tous-les-Saints). Il connaissait une activité importante : exportation de blé, importation des vins de Bordeaux et de Loire, mais aussi départ des pêcheurs vers Terre-Neuve ou des corsaires de Coatanlem vers Bristol. Au XVIe siècle, l'ensablement du port causa son déclin et ses marchands allèrent s'établir à Roscoff ou à Morlaix. Dès 1629, Saint-Pol était considéré comme un grand chantier naval ; en 1631, 10 vaisseaux et 6 frégates furent mis en construction. Aujourd'hui il n'abrite que quelques barques de pêche et des bateaux de plaisance. Les anciennes maisons d'armateurs sur les quais ont cédé la place, à la fin du XIXe, à d'imposantes villas bourgeoises.

#### Presqu'île de Sainte-Anne

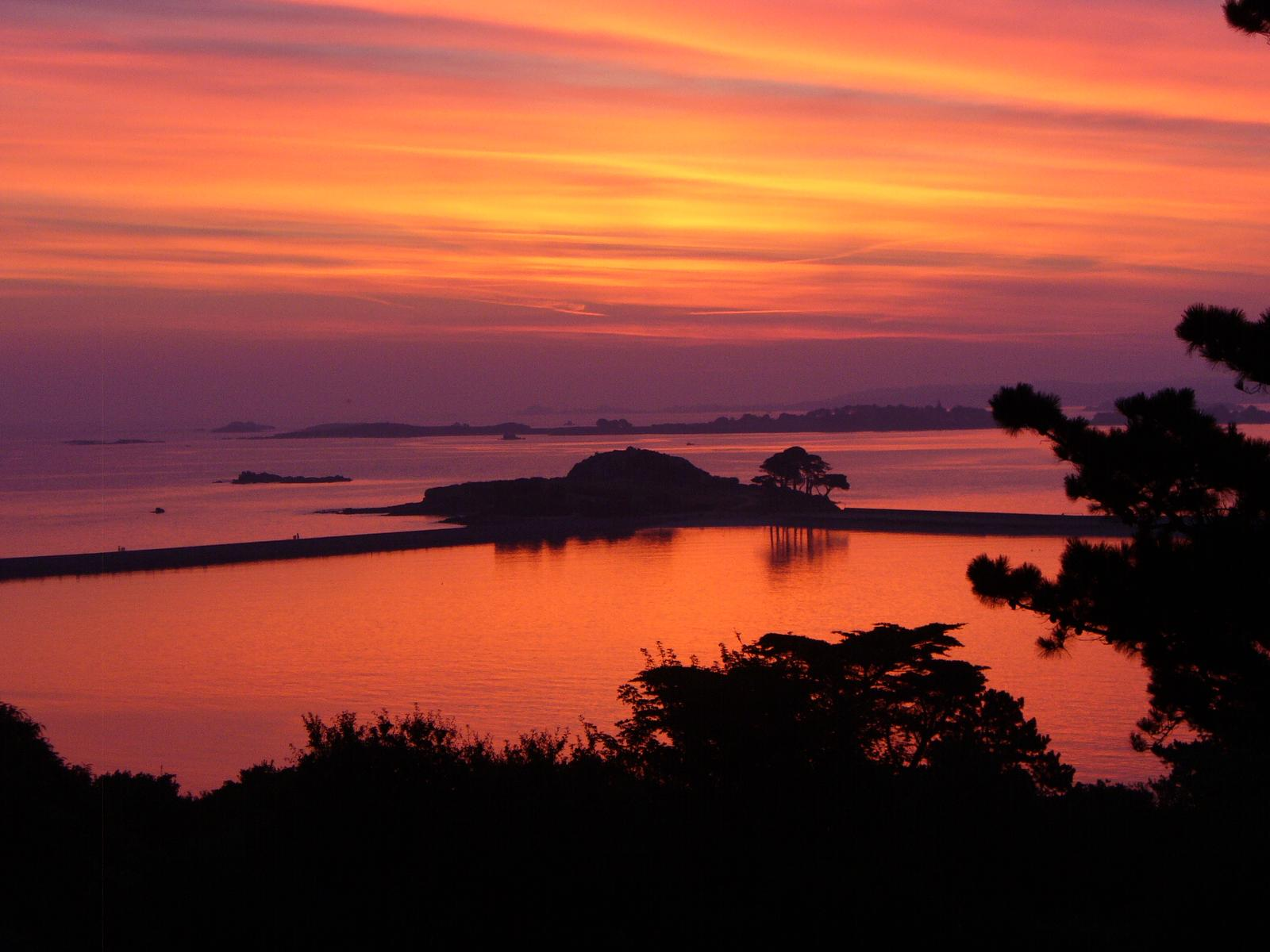
Sainte-Anne et son rocher nommé Couëtte de Plume.

L'îlot est relié au continent par un cordon naturel de galets et de sable aménagé en route dans les années 1970 (avant 1968, étaient disposées des cabines de plage le long du sillon, occupées par la bonne société saint-politaine). Sainte-Anne est dominée par un rocher, nommé Couëtte de Plume (du nom vulgaire de la mouette) ou officiellement le rocher du Guet, du nom breton Roc'h ar Ged (en référence à une guérite). Au bout du chemin, la Groue servait - avant l'implantation du Centre Nautique - de "pré-salé" pour les vaches, recouvert aux plus hautes marées. Devant l'îlot, au bout du sillon, était construite jusqu'à la Seconde Guerre mondiale une imposante propriété, dont une petite maison cernée de murs d'enceinte. La mer a fini par détruire ce mur de la côte Nord-Ouest.
L'îlot fut un haut-lieu de spiritualité : en 1640, le père Maillard, carme de Saint Paul, bâtit au centre un petit ermitage et une chapelle dédiée à sainte Anne,. Depuis 1353, les Carmes - ordre mendiant né en Palestine - avaient une tradition d'ermites et une dévotion à sainte Anne. Une statue antique de Jacques de Tournemine (saint Bidouzin) dressée à l'ouest, désormais gisant à la maison Prébendale, avait des pouvoirs de guérison selon la légende.
Autrefois maillon de la chaîne défensive du « guet de la mer », l'îlot joua de tous temps un rôle essentiel dans la protection de la baie et du port du Pempoul. Vis-à-vis du château du Taureau, l'îlot a retenu l'attention des ingénieurs militaires où est installée une batterie de canons sous casemates, dès 1540, puis modifiée aux XVIIe et XIXe siècles. Vauban notamment visita les défenses de Saint-Pol en 1694. Une petite maison servait de poudrière au début du XVIIIe siècle et pour les Allemands pendant la guerre. Un corps de garde était situé sur les hauteurs du Champ de la Rive.
Après la guerre de la Ligue d'Augsbourg, cet ensemble est transformé en corps de garde au XVIIe siècle, sous la maîtrise d'œuvre de Poictevin de La Renaudière, pour défendre la partie Ouest de la baie et croiser le feu avec la batterie de l'île Callot. Des canons, d'une portée de 400 à 500 mètres, sont placés dans la batterie en barbette et un système de ventilation est mis en place, permettant aux artilleurs dans la casemate de n'être pas asphyxiés. En 1808, la batterie passe de la première à la deuxième classe, et le site est désarmé en 1817. En 1888, la défense est déclassée et le fort est transformé en four à chaux. La ruine mal conservée était flanquée d'une tour. Le rocher sera néanmoins un point d'appui de lAtlantikwall en 1943 avec la fortification du « Fer à Cheval », un blockhaus construit à l'emplacement de la batterie initiale. Jusqu'à la guerre, trois familles demeuraient encore sur l'îlot livré un temps à la culture. Après-guerre, les bâtiments non détruits servent d'infirmerie pour les oiseaux mazoutés par lAmoco Cadiz. L'îlot, devenu site classé, est aujourd'hui désert, comme au temps des moines ermites, mais toujours peuplé de lapins.
- « La Capitainerie de Saint-Pol-de-Léon. La défense côtière du Léon oriental de Louis XIV à Louis XVIII », Paul Cheval, Bulletin de la Société Archéologique du Finistère, no 115, 1986, pp. 267-285.
- La Défense de la baie de Morlaix aux XVIIe et XVIIIe siècles, Franck Ysnel, Mémoire de D.E.A., sous la dir. de Claude Nières, Rennes, 1991.

### Langue bretonne

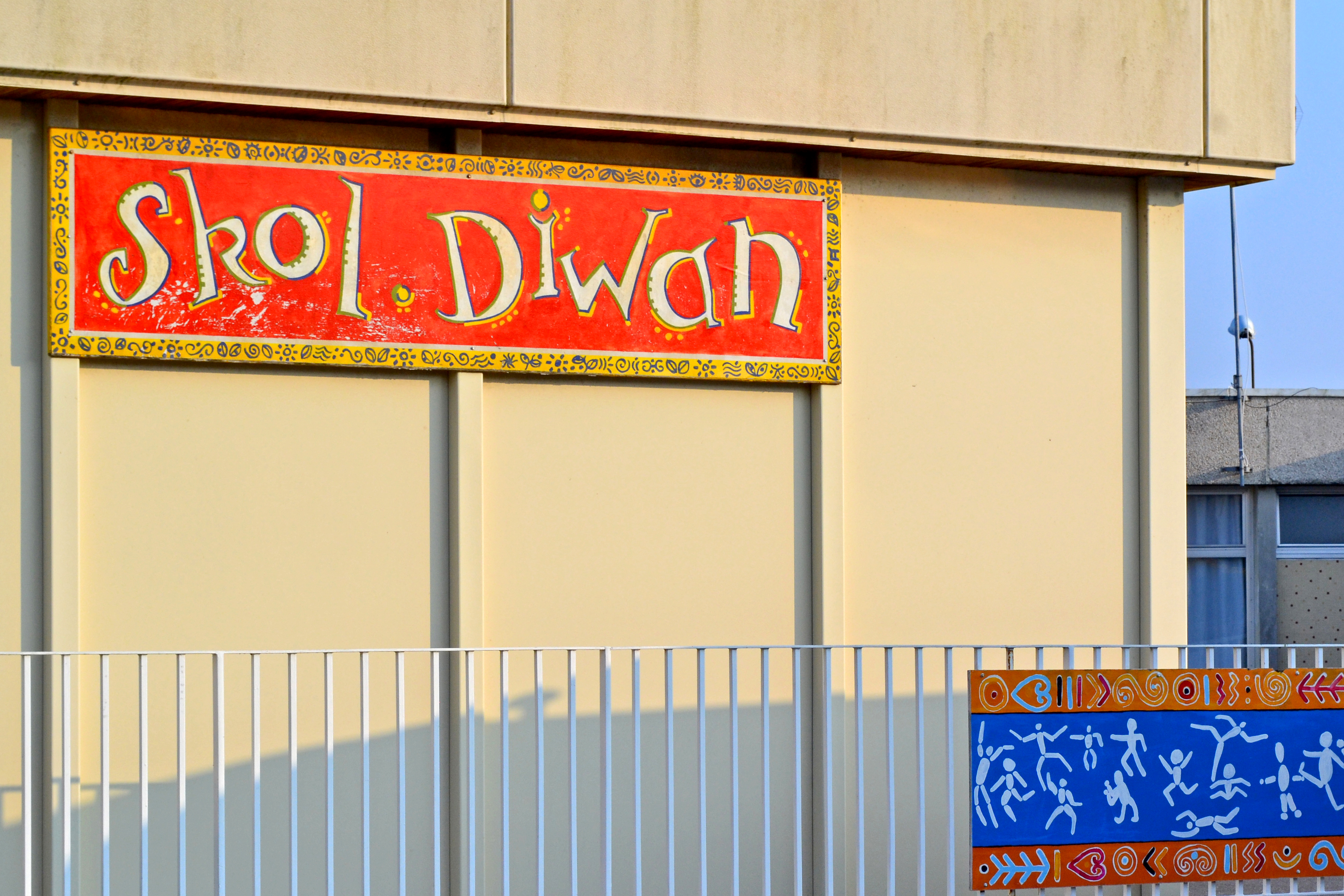
L'école Diwan, anciennement rue du Pont-Neuf.

L'adhésion à la charte Ya d'ar brezhoneg a été votée par le Conseil municipal le 2 décembre 2008.
La commune possède depuis 1978 une école Diwan. À la rentrée 2017, 122 élèves étaient scolarisés à l'école Diwan et dans la filière bilingue catholique (soit 19 % des enfants de la commune inscrits dans le primaire).
À lire : Le Breton parlé à Saint-Pol-de-Léon : phonétique et morphologie, Alf Sommerfelt, 1920, 246 pages

### Personnalités liées à la commune

#### Religion

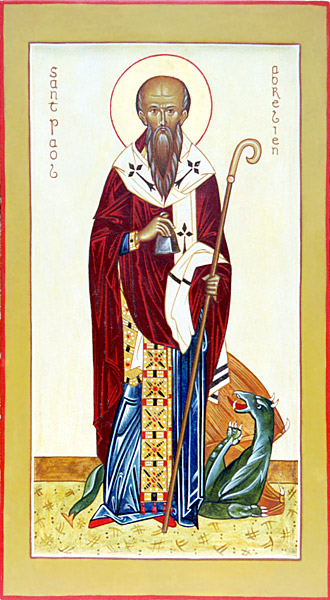
Saint Paul Aurélien.

- Paul Aurélien, saint breton, 1er évêque de la ville au VIe siècle.
- Goulven de Léon, évêque au VIIe siècle.
- Philippe de Coetquis, évêque au XVe siècle.
- Christophe de Chauvigné, évêque au XVIe siècle.
- Étienne Bauny, théologien.
- Jean-François de La Marche (Eskop ar patatez), dernier évêque du Léon, ancien commanditaire aux états de Bretagne.
- L'abbé Conq (1874-1953), ancien vicaire et compositeur (poète).
- Jean-Baptiste de Guébriant (1860-1935), 1er archevêque en Chine.
- Vincent Favé (1902-1997), curé-archiprêtre de Saint-Pol-de-Léon de 1949 à 1956, puis évêque auxiliaire de Quimper.
- Alexis André (1832-1893), né à Kergompez, prêtre au Canada, plus spécialement auprès des Métis.
- Marie-Amice Picard (1599-1652), mystique bretonne.

#### Politique

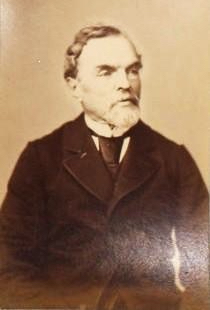
de Kermenguy.

- François Augustin Prudhomme de Kérangon (1748-1827), homme politique né à Saint-Pol-de-Léon, député aux États généraux de 1789, maire de Saint-Pol en 1791.
- Jean-Gilles du Coëtlosquet, né à Kérigou, académicien français.
- Jean-Marie Hervé Chef-du-Bois (1776-1862), homme politique né et décédé à Saint-Pol-de-Léon, député du Finistère de 1815 à 1816.
- Émile de Kermenguy, maire de Saint-Pol en 1848 et député représentant le Finistère pendant 22 ans.
- Alain de Guébriant (1905-1944), maire et conseiller général, « Mort pour la France » le 4 août 1944, fusillé par les Allemands.
- Adolphe Billault, ancien du collège, ministre de Napoléon III.
- Eugène Bérest (1922-1994), maire de Brest (1973-1977) et député de la deuxième circonscription du Finistère.

#### Agriculture

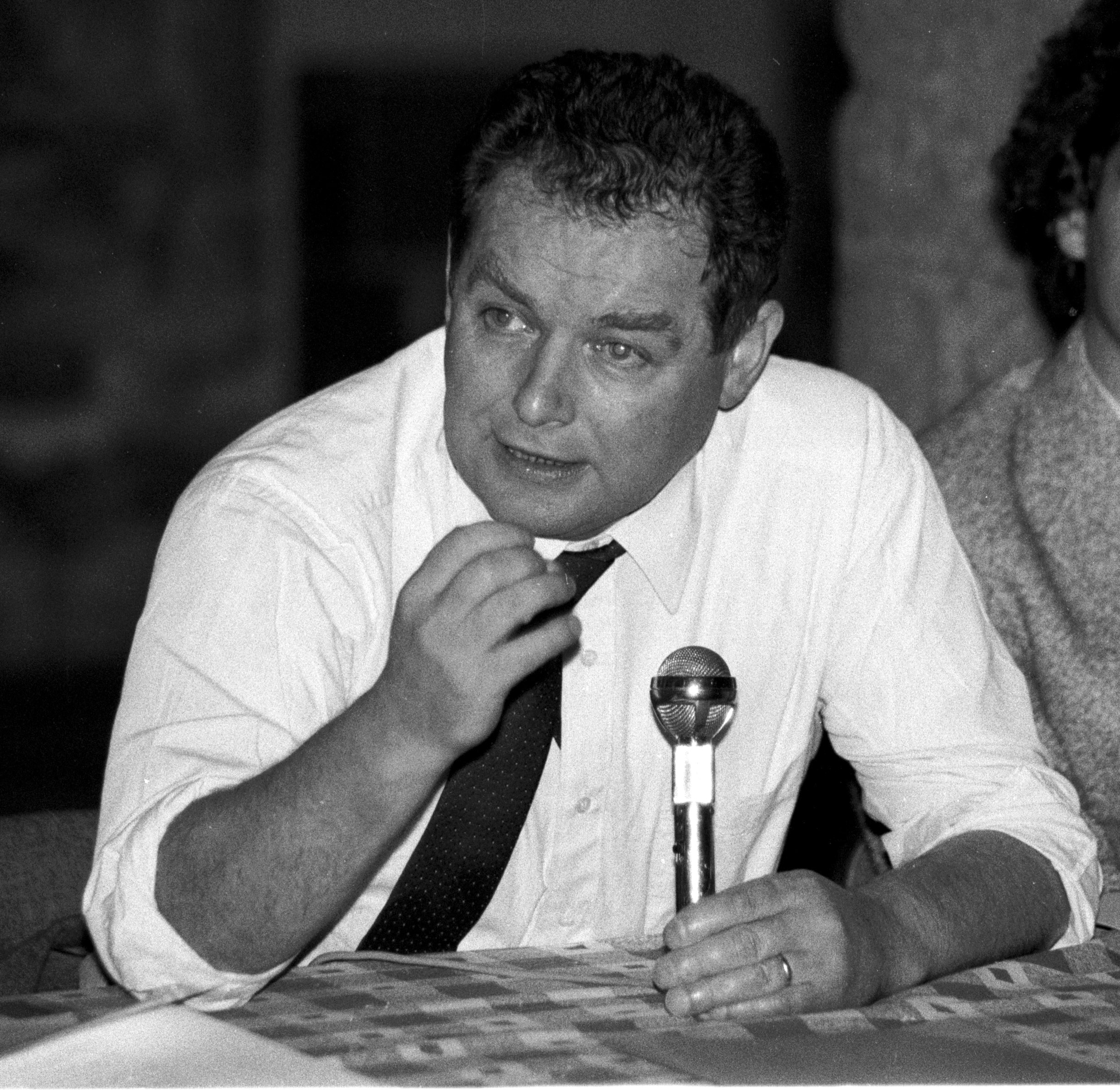
Alexis Gourvennec.

- Alexis Gourvennec, syndicaliste agricole et fondateur de la Brittany Ferries.
- Adolphe Le Goaziou (1887-1953), créateur de la coopérative agricole La Bretonne, du journal Ouest-France et résistant (président du Comité départemental de Libération pour le Finistère).
- Hervé de Guébriant (1880-1972), fondateur de l'Office Central de Landerneau (qui deviendra Triskalia, Groupama et Crédit mutuel de Bretagne) et à l'origine de la Mutualité sociale agricole (MSA).

#### Artistique

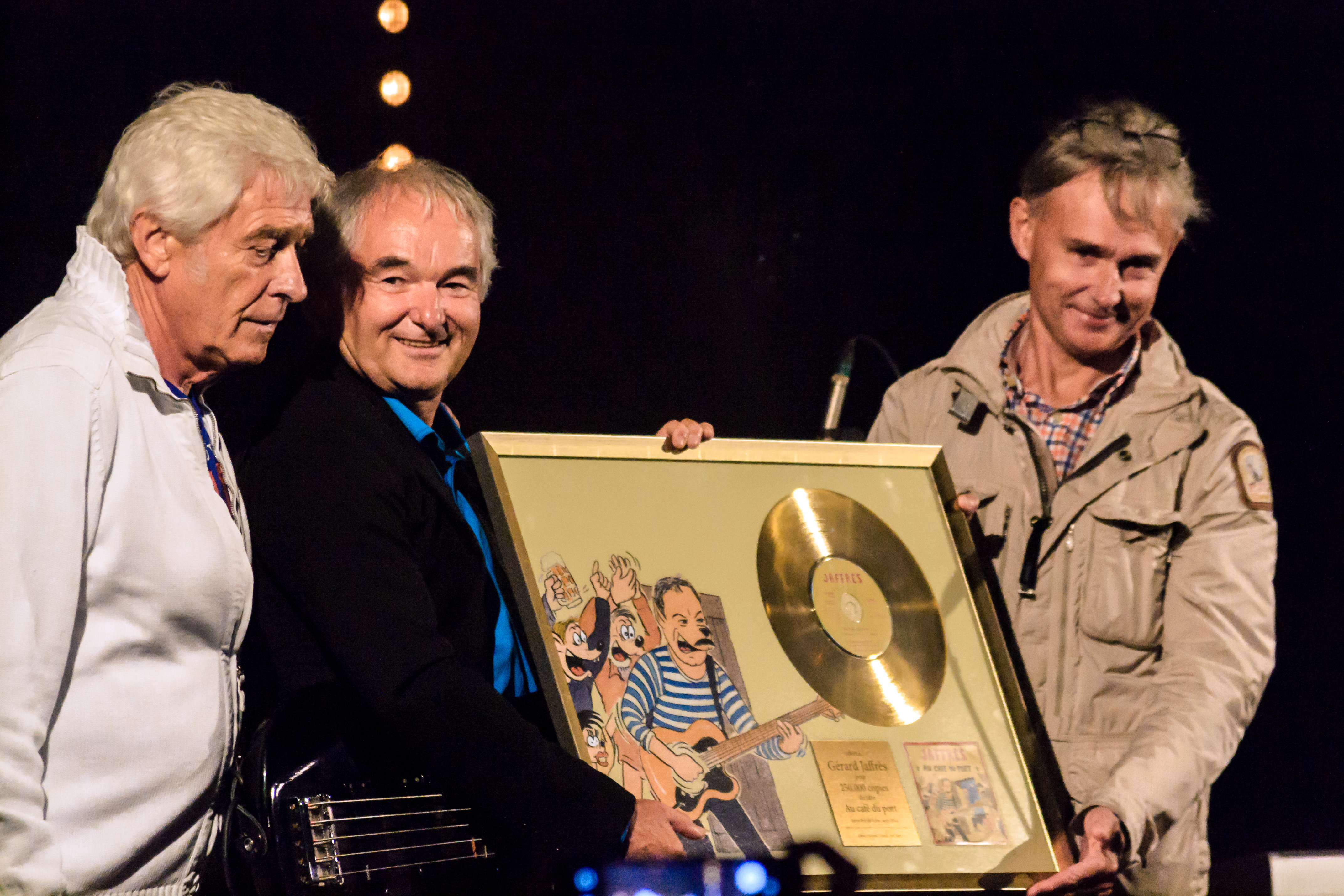
Gérard Jaffrès et le maire de la ville, Nicolas Floch, en 2016.

- Yan' Dargent (1824-1899), peintre et illustrateur dont la majeure partie de l'œuvre picturale est consacrée à la Bretagne. D'un père originaire de Saint-Pol-de-Léon, il étudie au lycée du Kreisker et construit une villa à Créac'h-André.
- Gérard Jaffrès, né en 1956 dans le quartier de Kélou Mad, est un musicien qui compose en lien avec ses origines léonardes. Il chante beaucoup en Bretagne bien que vivant en Belgique.
- Romuald Figuier, né le 5 mai 1941 à Saint-Pol, est un chanteur et compositeur qui représente Monaco à l'Eurovision 1964 où il arrive à la troisième place.
- Michel Colombe, sculpteur d'images.
- René Bouloc, acteur (On a retrouvé la septième compagnie, Le Grand Restaurant, Laisse aller... c'est une valse…)
- Carole Bianic, actrice née en 1981[169].
- Christian Frain de la Gaulayrie, peintre né à l'Hôtel du Laz le 6 novembre 1916, mort à Vitré en 1989. Son œuvre est largement inspirée par le St Pol de son enfance[170].

#### Défense
- Charles Joseph Constantin Radermacher (1743-1803), général des armées de la République y est décédé.
- Augustin Laurent (1906-1996), ancien chef de la Défense Passive, maire par intérim après la mort d'Alain de Guébriant, a su par son courage faire éviter la destruction programmée de la ville par les nazis.

#### Littérature
- Louis de Guébriant (1916-2005), journaliste.
- Naïg Rozmor, écrivain bretonnant[147], née à Saint-Pol-de-Léon.
- Gabriel-Jean-Marie (le) Milin (1822-1895), écrivain bretonnant (poète et philologue), né au manoir de Kermorus, auteur de Gwechall-goz[158]. Fut commis à la marine. (réf : La littérature française par Staaf)

#### Sports
- Loulou Floch, Jean Cueff, Yann Daniélou, Bernard Grall, Donald Hatfield, Dominique Azou, Karim Semmam, Robert Augès… footballeurs au Stade léonard Kreisker.
- Armel Le Cléac'h, navigateur et skipper professionnel, citoyen d'honneur de la ville.
- Jean Combot (1928-2021), athlète et footballeur. À 18 ans, il fait son premier match en pro avec le Stade rennais contre le Stade français. Lors de la saison 1947-1948 il hisse Saint-Pol (l'Étoile sportive Kreisker) en DH devant Guingamp. Après Toulouse, il retourne à Saint-Pol en 1955 pour devenir joueur, entraîneur, dirigeant.

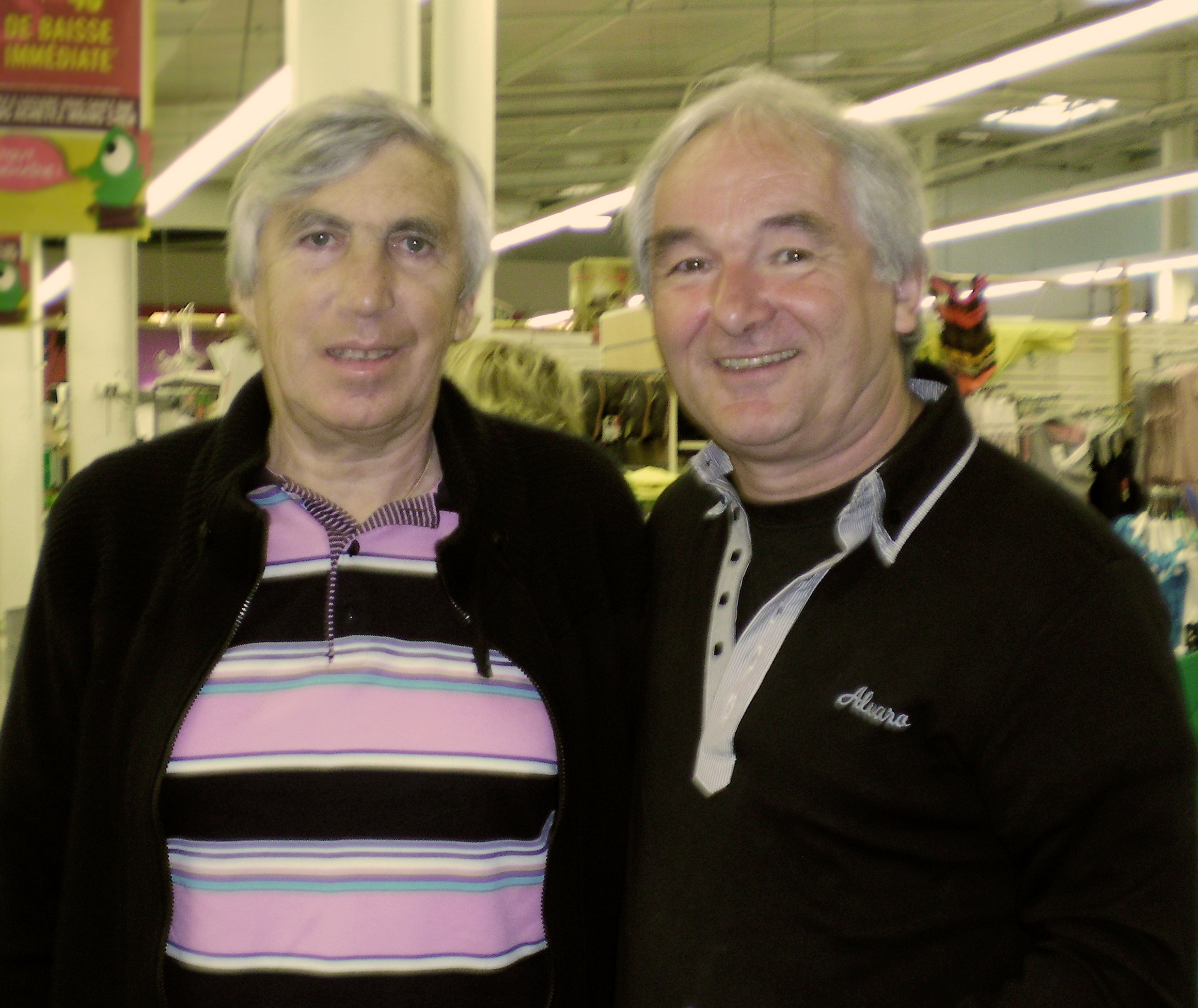
Loulou Floch (footballeur) et Gérard Jaffrès (chanteur).
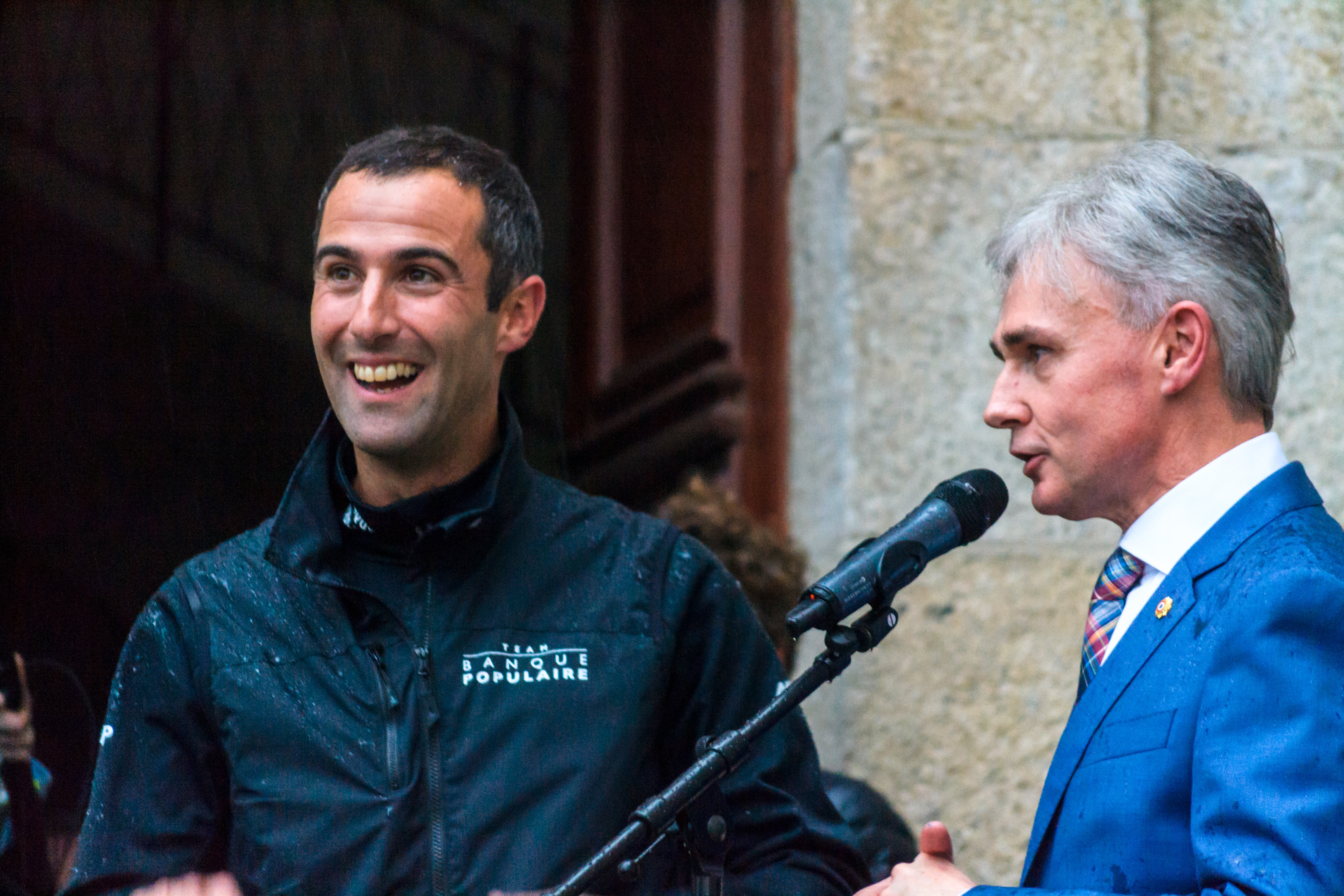
Armel Le Cléac'h reçu en mairie après sa victoire au Vendée Globe 2016-2017.

### Héraldique, logotype et devise
| Blason de Saint-Pol-de-Léon | Blason  | Parti, au premier d'or au lion morné de sable tenant une crosse épiscopale de gueules, au second d'hermine au sanglier rampant de sable allumé et défendu d'argent accolé d'une couronné d'or soutenant au canton dextre une tour de gueules donjonnée de trois tourelles. Ornements extérieursLa devise Non offendo sed deffendo (Je n'agresse pas mais je me défends) est souscrite à l'écu. |
| Blason de Saint-Pol-de-Léon | Détails | Présenté sur le site officiel de la commune |

- Héraldique :

Les armes d'hermines, au sanglier furieux, dressé sur ses pattes, rampant de sable (debout en position d'attaque), allumé et défendu d'argent accolé d'une couronne d'or et soutenant au canton dextre (zone à droite) une tour de gueules (tour rouge) donjonnée de trois tourelles. Le sanglier rappelle à la fois un épisode de la vie de Paul Aurélien (qui trouva une laie et ses marcassins dans un château ruiné) et l'insigne que les Ossimes, peuple gaulois d'Armorique, portaient sur leur monnaie.
- Devise :

Non offendo, sed defendo (Je n'attaque pas, je me défends seulement). La devise est allusive au sanglier du blason. Elle est souscrite à l'écu, qui réunit le plus souvent sur un cartouche les armes surmontées d'une couronne murale supportant la devise.

« Une devise, dit-il, celle de Saint-Pol-de-Léon, résume l'histoire de la Bretagne catholique. Non offendo sed defendo, nous défendons notre Christ, vrai Fils de Dieu, ainsi qu'il l'a prouvé par ses paroles et ses miracles. ». La Croix, 21 mai 1904, numéro 6478
- Drapeau (armoiries) :

Drapeau de Saint-Pol-de-Léon

Le drapeau de Saint-Pol-de-Léon est aujourd'hui utilisé par la municipalité et les commerçants. C'est une bannière armoriée, blasonnée de deux parties. Sur la première, le lion est celui du Léon portant la crosse de l'évêque (crosse épiscopale de gueules). Le lion se rapporte au nom de Léon, Leo, et la crosse rappelle que la ville était, avant la Révolution, le siège de l'évêché du Léon (actuellement rattaché à l'évêque de Quimper). C'est un lion morné (sans griffes, ni langue, ni dents). La deuxième comporte l'écu du sanglier défendu (défenses blanches) avec une couronne en or autour du cou, tenant une tour rouge qui a trois tourelles, sur fond d'hermines bretonnes.
- Logo :

Logo de Saint-Pol-de-Léon

Créé en 2003, il retranscrit les éléments forts de Saint-Pol : le patrimoine (les clochers), la mer (la couleur bleue et la forme des vagues), l'aspect rural et agricole (la fleur d'artichaut). Kastell Paol s'inscrit naturellement dessus, la langue bretonne faisant partie du patrimoine régional.

Ce logo s'accompagne du slogan Cité capitale. « Cité » renvoie au label des Cités d'art et « capitale » renforce l'identité d'une ville qui a été et est une capitale économique (cœur du bassin légumier), religieuse (cité épiscopale), scolaire et intellectuelle (l'un des premiers collèges en Bretagne)… Le slogan exprime aussi l'idée qu'en Bretagne Saint-Pol est une étape… capitale.

### Vidéographie
- Saint Pol de Léon (DVD), collection Terre et Mer (dist. Coop Breizh)
- France 3 Bretagne, édition en direct de Saint-Pol-de-Léon
- ina.fr : Saint Pol de Léon : marché au cadran, La terre et les hommes - 04/12/1965